# Liste der Kulturdenkmale in Leipzig-Zentrum-Nord
Die Liste der Kulturdenkmale in Leipzig-Mitte (Zentrum-Nord) enthält die Kulturdenkmale des Leipziger Stadtteils „Zentrum-Nord“, die in der Denkmalliste des Landesamts für Denkmalpflege mit Stand 2017 erfasst wurden.

## Legende
- Bild: Bild des Kulturdenkmals, ggf. zusätzlich mit einem Link zu weiteren Fotos des Kulturdenkmals im Medienarchiv Wikimedia Commons. Wenn man auf das Kamerasymbol klickt, können Fotos zu Kulturdenkmalen aus dieser Liste hochgeladen werden:
- Bezeichnung: Denkmalgeschützte Objekte und ggf. Bauwerksname des Kulturdenkmals
- Lage: Straßenname und Hausnummer oder Flurstücknummer des Kulturdenkmals. Die Grundsortierung der Liste erfolgt nach dieser Adresse. Der Link (Karte) führt zu verschiedenen Kartendiensten mit der Position des Kulturdenkmals. Fehlt dieser Link, wurden die Koordinaten noch nicht eingetragen. Sind diese bekannt, können sie über ein Tool mit einer Kartenansicht einfach nachgetragen werden. In dieser Kartenansicht sind Kulturdenkmale ohne Koordinaten mit einem roten bzw. orangen Marker dargestellt und können durch Verschieben auf die richtige Position in der Karte mit Koordinaten versehen werden. Kulturdenkmale ohne Bild sind an einem blauen bzw. roten Marker erkennbar.
- Datierung: Baubeginn, Fertigstellung, Datum der Erstnennung oder grobe zeitliche Einordnung entsprechend des Eintrags in der sächsischen Denkmaldatenbank
- Beschreibung: Kurzcharakteristik des Kulturdenkmals entsprechend des Eintrags in der sächsischen Denkmaldatenbank, ggf. ergänzt durch die dort nur selten veröffentlichten Erfassungstexte oder zusätzliche Informationen
- ID: Vom Landesamt für Denkmalpflege Sachsen vergebene, das Kulturdenkmal eindeutig identifizierende Objekt-Nummer. Der Link führt zum PDF-Denkmaldokument des Landesamtes für Denkmalpflege Sachsen. Bei ehemaligen Kulturdenkmalen können die Objektnummern unbekannt sein und deshalb fehlen bzw. die Links von aus der Datenbank entfernten Objektnummern ins Leere führen. Ein ggf. vorhandenes Icon  führt zu den Angaben des Kulturdenkmals bei Wikidata.

## Liste der Kulturdenkmale in Leipzig-Mitte (Zentrum-Nord)
| Bild                                    | Bezeichnung | Lage                                      | Datierung                                                                                    | Beschreibung | ID       |
| --------------------------------------- | --- | ----------------------------------------- | -------------------------------------------------------------------------------------------- | --- | -------- |
|                                         | Doppelmietshaus (mit Nordplatz 10) in offener Bebauung und in Ecklage | Balzacstraße 1 (Karte)                    | um 1905 (Teil eines Doppelmietshauses)                                                       | zeittypische Putz-Sandstein-Fassade, Eckerker, Balkons, im Stil des Historismus, baugeschichtlich von Bedeutung | 09290014 |
|                                         | Ehemaliges Verwaltungsgebäude (Anschrift: Roscherstraße 1, 3 und Balzacstraße 2) in offener Bebauung und in Ecklage, heute Seniorenheim | Balzacstraße 2 (Karte)                    | 1905–1906 (Verwaltung)                                                                       | repräsentative Natursteinfassade im neobarocken Stil, erbaut als Verwaltungsgebäude der Preußischen Eisenbahndirektion Halle/Saale, baugeschichtlich und eisenbahngeschichtlich von Bedeutung. Denkmaltext: Balzacstraße 2/4 (mit Roscherstraße 1) Im Dezember 1904 beantragte die Königlich.-Preußische Eisenbahndirektion Halle den Bau eines Verwaltungsgebäudes an der damaligen Aster- (Roscher-)straße. Das ehemals städtische Gelände hatte sie 1901 gegen ein Areal an der Blücher- (Breitscheid-)straße getauscht, das die Stadt zum Bau des geplanten Zentralbahnhofs benötigte. Die Pläne vom Januar 1905 schufen die Baumeister Max u. Woldemar Vogel, die auch den Bau bis zu seiner Vollendung im Oktober 1906 leiteten. Der Grundriss erstreckt sich über zwei Flügel an den beiden Straßenseiten, die durch eine breite, abgeschrägte Ecke verbunden sind. Hier befindet sich der Haupteingang und das Haupttreppenhaus, je ein weiterer Eingang mit Nebentreppenhaus liegt in den Seitenflügeln. Die innere Aufteilung ist als Zweispänner mit durchgehendem Korridor angelegt, von dem im Erdgeschoss die Büros ausgehen. In den Obergeschossen lagen neben Büros noch je zwei große Sieben-Zimmer-Wohnungen, eine Hausmeisterwohnung befand sich im Dachgeschoss. Der monumentale Charakter des Gebäudes wird durch die mächtige Rustikaquaderung, mit der Keller- und Erdgeschoss sowie Architekturteile verkleidet sind, verstärkt. Die üppige Sandstein-Bauplastik am Haupteingang, die Giebelfeldverzierungen und der gesamte übrige Bauschmuck besitzen im Einzelnen Jugendstildetails, im Ganzen jedoch wirkt die Ornamentik in ihrer starken Plastizität und Fülle neobarock. Die Eingangsachse dominiert durch überhöhten Dachaufbau und bis in die Dachzone durchgehendem Treppenhausfenster. Die langgestreckten Seitenflügel sind durch je zwei dreiachsige Risalite mit Dachaufbauten gegliedert, in den Risaliten gequaderte Lisenen in Kolossalordnung. 1923 wurden die Wohnungen des Eisenbahn-Betriebsamtes aufgeteilt, 1959 erneuter Ausbau des teilzerstörten Gebäudes. LfD/1998/2002 | 09290539 |
|                                         | Mietshaus in offener Bebauung | Balzacstraße 3 (Karte)                    | 1898 (Mietshaus)                                                                             | historisierende Klinkerfassade mit Erker und Balkons, baugeschichtlich von Bedeutung. Denkmaltext: 1898 Bauantrag für ein freistehendes dreigeschossiges Wohnhaus von Kaufmann Emil Haeuber. Pläne von Architekt Paul Lange. Der Eingang im nordöstlichen Giebelvorbau führte zu einem quadratischen Vorsaal, um den sich die acht Räume der Etagenwohnung gruppierten. Mehrere Erker und Vorbauten gliedern den Baukörper. Die Fassade erhält durch unterschiedliche Materialien: Sandsteinsockel, Putzspundierung und Ziegelverblendung sowie feinprofilierte Gesimse und Verdachungen eine differenzierte Gliederung. Die Gartenseite mit Veranda und Freitreppe. LfD/1998/2002 | 09293831 |
| Weitere Bilder                          | Mietshaus in offener Bebauung mit Einfriedung | Balzacstraße 5 (Karte)                    | 1899 (Mietshaus)                                                                             | historisierende Putzfassade mit Erker, mit Jugendstilelementen, Holzpaneele und Stuck im Eingangsbereich, baugeschichtlich von Bedeutung. Denkmaltext: März 1899 Bauantrag für ein freistehendes Wohnhaus von Architekt Heinrich Just für Zimmermeister Richard Juhrisch. Der dreigeschossige Bau auf quadratischem Grundriss besitzt vor glatter Putzfassade eine reichere, farbig wirkende Dekoration, die – insbesondere im Erker, der den Mitteleingang auf spitzbogigen Konsolen überfängt – historistische und modernere Jugendstilelemente verbindet. LfD/1998/2002 | 09293832 |
| Weitere Bilder                          | Doppelmietshaus (mit Karl-Rothe-Straße 16) in offener Bebauung und in Ecklage, mit seitlicher Toreinfahrt | Balzacstraße 7 (Karte)                    | 1898–1900 (Teil eines Doppelmietshauses)                                                     | Putzfassade mit Sandsteingliederung und Erkern, im Stil des Späthistorismus, baugeschichtlich von Bedeutung. Denkmaltext: Zusammen mit Karl Rothe-Straße 16 als Kopfbau des dreieckig zulaufenden Block I des nördlichen Bebauungsplanes von Architekt Otto Heyne für Gebr. Heyne, Maurer- und Zimmermeister, errichtet. Die Fassade Karl-Rothe-Straße entstand 1898–1900, die an der Balzacstraße ab 1900. Der umfangreiche Bau ist durch breite Eckerker mit Dachaufbauten sowie je einem Erker seitlich der Straßeneingänge gegliedert. Das Mansarddach mit zahlreichen unterschiedlichen Dachhäusern, die wie die Dekoration der Putzfassade in historistischen Formen erscheinen. LfD/1998/2002 | 09293833 |
|                                         | Mietshaus in geschlossener Bebauung | Balzacstraße 13 (Karte)                   | 1911 (Mietshaus)                                                                             | Putzfassade mit Kunststeingliederung und zwei Erkern, Reformstil-Architektur, baugeschichtlich von Bedeutung. Denkmaltext: Bauantrag April 1911 von Restaurateur Eduard Müller, Pläne von Architekt R. Ramner. Die Fassade in den Formen des zu einem kräftigen Neoklassizismus tendieren Stils nach 1910: mit hohem rustizierten Sandsteinsockel und zwei kantigen Erkern auf schweren Konsolen neben dem Eingang. Dieser wird gerahmt und überfangen von Empire-Schmuckformen, auch die Erker besitzen geradlinige Putzdekorationen LfD/1998/2002 | 09293834 |
|                                         | Mietshaus in geschlossener Bebauung | Balzacstraße 15 (Karte)                   | 1910 (Mietshaus)                                                                             | Putzfassade mit zwei Erkern, Marmorstufen und Stuck im Eingangsbereich, Reformstil-Architektur, baugeschichtlich von Bedeutung. Denkmaltext: Bauantrag Juni 1910 von Gebr. Heyne, Baumeister. Nüchterne Fassade im Zeitstil mit zwei, den dekorativ hervorgehobenen Eingang rahmenden Polygonalerkern. Das hohe Erdgeschoss ist durch Spundierung horizontal betont, die beiden Mittelgeschosse durch zurückhaltende Vertikalgliederung zusammengefasst. Das durch Gesims abgetrennte Obergeschoss und das einst durch Erkeraufbauten akzentuierte Dach wurden nach Kriegszerstörung 1950 vereinfacht wiederaufgebaut. LfD/1889/2002 | 09293835 |
|                                         | Mietshaus in geschlossener Bebauung | Balzacstraße 19 (Karte)                   | um 1910 (Mietshaus)                                                                          | Putzfassade, Reformstil-Architektur, baugeschichtlich von Bedeutung | 09293837 |
| Direkt Bild zu diesem Denkmal hochladen | Einfriedungsmauer der Grundstücke Stadtwerke und Wasserwerke Leipzig bis zur Roscherstraße | Berliner Straße (Karte)                   | um 1900 (Einfriedung)                                                                        | stadtteilentwicklungsgeschichtlich von Bedeutung | 09299145 |
|                                         | Mietshaus in halboffener Bebauung | Berliner Straße 14 (Karte)                | vor 1900 (Mietshaus)                                                                         | mit Tordurchfahrt, Putzfassade, Stuck im Eingangsbereich, ortsentwicklungsgeschichtlich von Bedeutung | 09293754 |
| Direkt Bild zu diesem Denkmal hochladen | Ehemaliges Gaswerk mit Maschinenhaus, Verwaltungsgebäude, Maschinenbau, Fahrzeugschuppen und Nebengebäude (Anschriften: Erich-Weinert-Straße 21, Berliner Straße 25 und Roscherstraße 14) | Berliner Straße 25 (Karte)                | 1895 (Gaswerk)                                                                               | zeittypische Klinkerbauten, siehe auch Erich-Weinert-Straße 19 und Eutritzscher Straße 14b, ortsgeschichtlich und technikgeschichtlich von Bedeutung | 09293748 |
|                                         | Doppelmietshaus in ehemals geschlossener Bebauung | Berliner Straße 58; 60 (Karte)            | 1911 (Doppelmietshaus)                                                                       | ehemals mit Laden, Putzfassade, bleiverglaste Treppenhausfenster, baugeschichtlich von Bedeutung. Denkmaltext: Berliner Straße 58 Die Pläne für das viergeschossige Mietshaus schuf Baumeister Arthur Riehl, der 1911 die Parzelle gekauft hatte. Bis auf den Eingang ist die Mietshausfassade äußerst schlicht: zwei flache Seitenrisalite sind durch Lisenengliederung und Putzfelder angedeutet, der Mitteltrakt völlig schmucklos. Gurtgesimse stellen eine Horizontalgliederung her, die durch das Fensterband zwischen den beiden Dachausbauten verstärkt wird. Der Laden war bereits in den Plänen angelegt. Berliner Straße 60 Mit Nummer 58 identische Fassade. Pläne von Arthur Riehl für Hieronymus Schasse. Wie Nummer 58 waren die Wohnungen nach dem Gründerzeit-Standard-Grundriss angelegt, jedoch besaßen sie Bad und IWC, ersteres, von der Küche aus zugänglich, im sehr tiefen hinteren Treppenhaus-Vorbau angelegt. Zu beiden Häusern gehörten Fabrikationsgebäude im Hof, die direkt an der Parthe gelegen waren. LfD/1998/2002 | 09293756 |
|                                         | Mietshaus in halboffener Bebauung | Berliner Straße 62 (Karte)                | 1911 (Mietshaus)                                                                             | mit Laden, Putzfassade mit Erker, bleiverglaste Treppenhausfenster, Reformstil-Architektur, baugeschichtlich von Bedeutung. Denkmaltext: Berliner Straße 62 Das Mietshaus wurde 1911 nach Plänen seines Bauherren, des Architekten Oscar Schade errichtet. Mit dem asymmetrisch angeordneten Erker, dessen Balkonabschluss in den übergiebelten Dachaufbau reicht, der stärkeren Betonung der beiden Mittelgeschosse durch Lisenen, Übergiebelung der jeweils äußeren zwei Achsen und zurückhaltenden Antragsarbeiten in den Sohlbankfeldern entspricht es dem verbreiteten Mietshaustyp der Zeit mit etwas gehobenem Anspruch. LfD/1998/2002 | 09263782 |
|                                         | Mehrfamilienhaus (Anschrift: Blochmannstraße 1 und Delitzscher Straße 7 g) einer Wohnanlage | Blochmannstraße 1 (Karte)                 | 1927–1928 (Mehrfamilienwohnhaus)                                                             | traditionalistische Putzfassade mit Klinkergliederung, baugeschichtlich von Bedeutung. Denkmaltext: Blochmannstraße 1–21b, Delitzscher Straße 7 g Die Baureihe zwischen Delitzscher Straße und Kanalstraße einschließlich der Eckbauten zu den Nebenstraßen wurde nach Plänen vom September 1927 an der Ecke Delitzscher Straße begonnen und Anfang 1928 ab Nummer 9 weitergeführt. Während der viergeschossige Ecktrakt mit seiner großzügigen Klinkergestaltung sehr modern anmutet, ist die folgende dreigeschossige Baureihe in Richtung Kanalstraße in ihren Einzelformen noch teils den älteren Häusern der Anlage angepasst (oktogonale Treppenhausrisalite, Putzfelder, Eingangsrahmung in Putzquaderung) teils den modischen Bauformen des Art-déco verpflichtet (spitzige Dreiecksformen in Fensterverdachungen und Treppenhausaufbauten). Neu ist, dass die bisherige räumliche Differenzierung mit vor- und zurückgesetzten Trakten durch eine sehr entschiedene Farbgestaltung unterstützt wird: So sind die zurückgesetzten Reihen mit roten Architekturgliederungen vor grauem Putz und die vorspringenden Trakte in kräftig roter Farbe mit grauen Gliederungen gehalten. Der Mitteltrakt und die drei zur Kanalstraße überleitenden Bauten sind mit Verdachungen, Gesimsen, Putzfeldern und rustizierten Eingängen reicher ausgestaltet, wohingegen die zurückgesetzten Seitentrakte mit den polygonalen Treppenhausvorbauten zurückhaltender gestaltet sind. Auch diese Baureihe enthält Dreiraumwohnungen zu je ca. 68 Quadratmetern. LfD/1998/2002 | 09293841 |
|                                         | Mietshauszeile einer Wohnanlage, mit Vorgarten und Einfriedung | Blochmannstraße 3; 5; 7 (Karte)           | 1927–1928 (Mehrfamilienwohnhaus)                                                             | traditionalistische Putzfassade, baugeschichtlich von Bedeutung. Denkmaltext: Blochmannstraße 1–21b, Delitzscher Straße 7 g Die Baureihe zwischen Delitzscher Straße und Kanalstraße einschließlich der Eckbauten zu den Nebenstraßen wurde nach Plänen vom September 1927 an der Ecke Delitzscher Straße begonnen und Anfang 1928 ab Nummer 9 weitergeführt. Während der viergeschossige Ecktrakt mit seiner großzügigen Klinkergestaltung sehr modern anmutet, ist die folgende dreigeschossige Baureihe in Richtung Kanalstraße in ihren Einzelformen noch teils den älteren Häusern der Anlage angepasst (oktogonale Treppenhausrisalite, Putzfelder, Eingangsrahmung in Putzquaderung) teils den modischen Bauformen des Art-déco verpflichtet (spitzige Dreiecksformen in Fensterverdachungen und Treppenhausaufbauten). Neu ist, dass die bisherige räumliche Differenzierung mit vor- und zurückgesetzten Trakten durch eine sehr entschiedene Farbgestaltung unterstützt wird: So sind die zurückgesetzten Reihen mit roten Architekturgliederungen vor grauem Putz und die vorspringenden Trakte in kräftig roter Farbe mit grauen Gliederungen gehalten. Der Mitteltrakt und die drei zur Kanalstraße überleitenden Bauten sind mit Verdachungen, Gesimsen, Putzfeldern und rustizierten Eingängen reicher ausgestaltet, wohingegen die zurückgesetzten Seitentrakte mit den polygonalen Treppenhausvorbauten zurückhaltender gestaltet sind. Auch diese Baureihe enthält Dreiraumwohnungen zu je ca. 68 Quadratmetern. LfD/1998/2002 | 09293852 |
| Weitere Bilder                          | Mietshauszeile einer Wohnanlage | Blochmannstraße 9; 11; 13 (Karte)         | 1928 (Mehrfamilienwohnhaus)                                                                  | traditionalistische Putzfassade, baugeschichtlich von Bedeutung. Denkmaltext: Blochmannstraße 1–21b, Delitzscher Straße 7 g Die Baureihe zwischen Delitzscher Straße und Kanalstraße einschließlich der Eckbauten zu den Nebenstraßen wurde nach Plänen vom September 1927 an der Ecke Delitzscher Straße begonnen und Anfang 1928 ab Nummer 9 weitergeführt. Während der viergeschossige Ecktrakt mit seiner großzügigen Klinkergestaltung sehr modern anmutet, ist die folgende dreigeschossige Baureihe in Richtung Kanalstraße in ihren Einzelformen noch teils den älteren Häusern der Anlage angepasst (oktogonale Treppenhausrisalite, Putzfelder, Eingangsrahmung in Putzquaderung) teils den modischen Bauformen des Art-déco verpflichtet (spitzige Dreiecksformen in Fensterverdachungen und Treppenhausaufbauten). Neu ist, dass die bisherige räumliche Differenzierung mit vor- und zurückgesetzten Trakten durch eine sehr entschiedene Farbgestaltung unterstützt wird: So sind die zurückgesetzten Reihen mit roten Architekturgliederungen vor grauem Putz und die vorspringenden Trakte in kräftig roter Farbe mit grauen Gliederungen gehalten. Der Mitteltrakt und die drei zur Kanalstraße überleitenden Bauten sind mit Verdachungen, Gesimsen, Putzfeldern und rustizierten Eingängen reicher ausgestaltet, wohingegen die zurückgesetzten Seitentrakte mit den polygonalen Treppenhausvorbauten zurückhaltender gestaltet sind. Auch diese Baureihe enthält Dreiraumwohnungen zu je ca. 68 Quadratmetern. LfD/1998/2002 | 09293855 |
| Weitere Bilder                          | Mietshauszeile einer Wohnanlage, mit Vorgarten und Einfriedung | Blochmannstraße 15; 17; 19 (Karte)        | 1928 (Mehrfamilienwohnhaus)                                                                  | traditionalistische Putzfassade, baugeschichtlich von Bedeutung. Denkmaltext: Blochmannstraße 1–21b, Delitzscher Straße 7 g Die Baureihe zwischen Delitzscher Straße und Kanalstraße einschließlich der Eckbauten zu den Nebenstraßen wurde nach Plänen vom September 1927 an der Ecke Delitzscher Straße begonnen und Anfang 1928 ab Nummer 9 weitergeführt. Während der viergeschossige Ecktrakt mit seiner großzügigen Klinkergestaltung sehr modern anmutet, ist die folgende dreigeschossige Baureihe in Richtung Kanalstraße in ihren Einzelformen noch teils den älteren Häusern der Anlage angepasst (oktogonale Treppenhausrisalite, Putzfelder, Eingangsrahmung in Putzquaderung) teils den modischen Bauformen des Art-déco verpflichtet (spitzige Dreiecksformen in Fensterverdachungen und Treppenhausaufbauten). Neu ist, dass die bisherige räumliche Differenzierung mit vor- und zurückgesetzten Trakten durch eine sehr entschiedene Farbgestaltung unterstützt wird: So sind die zurückgesetzten Reihen mit roten Architekturgliederungen vor grauem Putz und die vorspringenden Trakte in kräftig roter Farbe mit grauen Gliederungen gehalten. Der Mitteltrakt und die drei zur Kanalstraße überleitenden Bauten sind mit Verdachungen, Gesimsen, Putzfeldern und rustizierten Eingängen reicher ausgestaltet, wohingegen die zurückgesetzten Seitentrakte mit den polygonalen Treppenhausvorbauten zurückhaltender gestaltet sind. Auch diese Baureihe enthält Dreiraumwohnungen zu je ca. 68 Quadratmetern. LfD/1998/2002 | 09293858 |
| Weitere Bilder                          | Mietshauszeile in geschlossener Bebauung, mit Vorgarten und Einfriedung an der Kanalstraße | Blochmannstraße 21; 21a; 21b (Karte)      | 1928 (Mehrfamilienwohnhaus)                                                                  | traditionalistische Putzfassade, baugeschichtlich von Bedeutung. Denkmaltext: Blochmannstraße 1–21b, Delitzscher Straße 7 g Die Baureihe zwischen Delitzscher Straße und Kanalstraße einschließlich der Eckbauten zu den Nebenstraßen wurde nach Plänen vom September 1927 an der Ecke Delitzscher Straße begonnen und Anfang 1928 ab Nummer 9 weitergeführt. Während der viergeschossige Ecktrakt mit seiner großzügigen Klinkergestaltung sehr modern anmutet, ist die folgende dreigeschossige Baureihe in Richtung Kanalstraße in ihren Einzelformen noch teils den älteren Häusern der Anlage angepasst (oktogonale Treppenhausrisalite, Putzfelder, Eingangsrahmung in Putzquaderung) teils den modischen Bauformen des Art-déco verpflichtet (spitzige Dreiecksformen in Fensterverdachungen und Treppenhausaufbauten). Neu ist, dass die bisherige räumliche Differenzierung mit vor- und zurückgesetzten Trakten durch eine sehr entschiedene Farbgestaltung unterstützt wird: So sind die zurückgesetzten Reihen mit roten Architekturgliederungen vor grauem Putz und die vorspringenden Trakte in kräftig roter Farbe mit grauen Gliederungen gehalten. Der Mitteltrakt und die drei zur Kanalstraße überleitenden Bauten sind mit Verdachungen, Gesimsen, Putzfeldern und rustizierten Eingängen reicher ausgestaltet, wohingegen die zurückgesetzten Seitentrakte mit den polygonalen Treppenhausvorbauten zurückhaltender gestaltet sind. Auch diese Baureihe enthält Dreiraumwohnungen zu je ca. 68 Quadratmetern. LfD/1998/2002 | 09293861 |
| Weitere Bilder                          | Mietshaus in geschlossener Bebauung und in Ecklage | Blumenstraße 1 (Karte)                    | 1892 (Mietshaus)                                                                             | mit Läden, historisierende Klinkerfassade, Holzpaneele im Eingangsbereich, baugeschichtlich von Bedeutung. Denkmaltext: Bauantrag für das Eckhaus zur Delitzscher Straße stellte 1892 Maurermeister Franz Werner. Der große fünfgeschossige Bau zeigt eine unprätentiöse Ziegelfassade, die nur mit den notwendigsten Gliederungen versehen ist: schlichte Verdachungen, lediglich an den flachen Seitenrisaliten und am dreiachsigen Eckrisalit als Segmentbögen und Dreiecksgiebel gebildet und zwei Gurtgesimse, die die drei mittleren Geschosse zusammenfassen. Das Erdgeschoss enthielt bereits zur Erbauungszeit Läden und eine Eck-Gastwirtschaft. LfD/1998/2002 | 09293888 |
| Weitere Bilder                          | Mietshaus in geschlossener Bebauung | Blumenstraße 4 (Karte)                    | um 1896 (Mietshaus)                                                                          | historisierende Klinkerfassade, Stuck und Fußbodenkacheln im Eingangsbereich, baugeschichtlich von Bedeutung. Denkmaltext: Bauantrag März 1896 von Maurermeister Wilhelm Schneider als Bauherr und Ausführender. Die Ziegelfassade über dem mit kräftiger Putzquaderung versehenen Erdgeschoss erhält durch ihre farbliche Differenzierung sowie durch die Hervorhebung der drei Mittelachsen mit farbigen Ziegelbögen über Stuckkartuschen einen bescheidenen aber wirkungsvollen Schmuck. Das Obergeschoss ist wie üblich niedriger und schlichter gestaltet. Das Mietshaus enthielt je zwei Kleinwohnungen (Stube, zwei Kammern, Küche) pro Etage. LfD/1998/2002 | 09293889 |
|                                         | Mietshaus in geschlossener Bebauung | Blumenstraße 6 (Karte)                    | 1896 (Mietshaus)                                                                             | mit Tordurchfahrt und ehemals mit Laden, historisierende Putzfassade, Stuck in der Tordurchfahrt, baugeschichtlich von Bedeutung. Denkmaltext: Bauantrag September 1896 von Maurermeister Robert Winkler, Pläne von Architekt Gustav Bobach. Die seitliche Durchfahrt führte zum gleichzeitig erbauten Hofgebäude mit Druckerei (nicht erhalten), das Erdgeschoss mit zwei Läden. Der Putzbau besitzt eine stark betonte Horizontalgliederung durch stark vorspringende Gurtgesimse und die übereinander angeordneten Verdachungen und Sohlbankgesimse. Die beiden Hauptgeschosse mit prächtiger Stuckdekoration, dafür beide Obergeschosse schlicht und mit kleineren Fenstern. Ursprünglich prächtiges Konsolgesims. LfD/1998/2002 | 09293890 |
|                                         | Mietshaus in ehemals geschlossener Bebauung | Blumenstraße 7 (Karte)                    | 1891 (Mietshaus)                                                                             | ehemals mit Laden, mehrfarbige Klinkerfassade, baugeschichtlich von Bedeutung. Denkmaltext: Bauantrag März 1891 von der Maurerfirma Ohme & Bechert für Ernst Proft. Ursprünglich mit zwei Läden neben dem Mitteleingang. Bis auf die betonte Mittelachse ist bei dieser Fassade auf die zeittypische plastische Ausgestaltung durch Gesimse und Verdachungen verzichtet worden. Die notwendige horizontale Gliederung der fünfgeschossigen Front wird durch Ziegelfriese erreicht, eine gewisse malerische Lebendigkeit erzeugt die Verwendung verschiedenfarbiger, teils glasierter Ziegel und der sparsame Einsatz von Putzteilen. LfD/1998/2002 | 09293891 |
| Weitere Bilder                          | Mietshaus in geschlossener Bebauung | Blumenstraße 8 (Karte)                    | 1896 (Mietshaus)                                                                             | mit Tordurchfahrt und ehemals mit Laden, historisierende Klinkerfassade, baugeschichtlich von Bedeutung | 09299452 |
| Direkt Bild zu diesem Denkmal hochladen | Mietshaus (Anschrift: Georg-Schumann-Straße 20) in geschlossener Bebauung und Hinterhaus (Anschrift: Blumenstraße 9) | Blumenstraße 9 (Karte)                    | 1891–1892 (Mietshaus)                                                                        | Vorderhaus mit Tordurchfahrt, historisierende Putzfassade, Stuck und Holztäfelung in der Tordurchfahrt, baugeschichtlich von Bedeutung | 09293845 |
|                                         | Mietshaus in geschlossener Bebauung | Blumenstraße 12 (Karte)                   | 1883 (Mietshaus)                                                                             | mit Tordurchfahrt und Laden, historisierende Klinkerfassade, Stuck in der Tordurchfahrt, Treppenhausfenster mit Resten geätzter Verglasung, baugeschichtlich von Bedeutung. Denkmaltext: Bauantrag April 1883 von Maurermeister Reinhard Schreiber. Konventionelle Ziegelfassade über ursprünglich mit Putzquaderung versehenem Erdgeschoss. Als „Belétage“ ist hier das zweite und dritte Geschoss behandelt und mit Stuckmasken, Fruchtgehängen u.ä. ausgestattet. Erhalten ist die schöne Haustür und die prächtige Ausgestaltung des Durchganges, von dem links das Treppenhaus ausgeht. LfD/1998/2002 | 09293892 |
|                                         | Mietshaus in ehemals geschlossener Bebauung | Blumenstraße 13 (Karte)                   | 1910 (Mietshaus)                                                                             | mit Tordurchfahrt, Putzfassade mit zwei Erkern, Stuck und Kacheln im Eingangsbereich, Reformstil-Architektur, baugeschichtlich von Bedeutung. Denkmaltext: Bauantrag August 1910 von Baumeister Walter Wangemann. Mit den Nummern 13 und 15 beginnt die neuere, nun viergeschossige Bebauung der Blumenstraße; ursprünglich hatte Wangemann eine Reihe von 4 Häusern vorgesehen (daher der glatte Südgiebel, an den sich die Nr. 11 und 9 anschließen sollte), die aber nicht ausgeführt wurde. Die über einem kräftigen Granit-Rustikasockel klar aufgebaute Fassade mit den beiden flach gewölbten Erkern zeigt im Vergleich zur 6 Jahre früher entstandenen von Nr. 15 den inzwischen vollzogenen stilistischen Wandel: Statt floralem Schmuck und Oberflächendifferenzierung durch verschiedene Putze wird hier vor allem Formklarheit angestrebt. Die rechteckigen und rhombischen Putzfelder fügen sich in die Großform ein. Einen dekorativen Akzent setzt die repräsentative Gestaltung des Eingangs. LfD/1998/2002 | 09293893 |
|                                         | Mietshaus in halboffener Bebauung | Blumenstraße 15 (Karte)                   | 1904 (Mietshaus)                                                                             | Putzfassade, stilistisch zwischen Neobarock und Jugendstil, im Innern Holzpaneele, Stuck und Windfangtür im Eingangsbereich, baugeschichtlich von Bedeutung. Denkmaltext: Nach dem Bauantrag vom Februar 1904 entstanden, ist es das erste der vom Architekten Wangemann geplanten Baureihe. Als Kopfbau gedacht, ist der nördliche Trakt zurückgesetzt und dafür an der Hofseite entsprechend vorgebaut. Nicht nur die mit verschlungenem Rankenwerk gefüllten Sohlbankfelder und der Blütenfries zeigen den Einfluss des Jugendstils, sondern auch die Art, wie glatte und strukturierte Putzflächen und farbige Friese gegeneinander gesetzt werden. LfD/1998/2002 | 09293894 |
|                                         | Mietshaus in geschlossener Bebauung | Blumenstraße 18 (Karte)                   | bezeichnet 1894 (Mietshaus)                                                                  | neobarocke Putzfassade mit kräftigem Dekor, Stuck im Eingangsbereich, baugeschichtlich von Bedeutung. Denkmaltext: Bauantrag April 1894 von Architekt Ernst Riedel für Eduard Riese. Wie in zahlreichen anderen Fällen zeigt der Architekt auch hier seine Vorliebe für üppigen, offenbar von der Leipziger Barockarchitektur angeregten Fassadenschmuck. Die überaus plastischen und formenreichen Fensterverdachungen über Festons, Perlstäben u.ä. konzentrieren sich auf die beiden Hauptgeschosse, die durch gequaderte Lisenen betonte Mittelachse schafft einen vertikalen Ausgleich. Auch die Traufzone war ursprünglich mit Friesplatten reich geschmückt. Der Grundriss mit breiter Diele und sehr tiefem Treppenhausvorbau, in dem die Mädchenkammer vorgesehen war, enthält bereits Elemente der um 1900 gebräuchlichen Lösungen. LfD/1998/2002 | 09293895 |
|                                         | Mietshaus in geschlossener Bebauung | Blumenstraße 20 (Karte)                   | 1894 (Mietshaus)                                                                             | neobarocke Putzfassade mit kräftigem Dekor, baugeschichtlich von Bedeutung | 09299439 |
| Direkt Bild zu diesem Denkmal hochladen | Mietshaus in geschlossener Bebauung | Blumenstraße 22 (Karte)                   | 1894–1895 (Mietshaus)                                                                        | neobarocke Putzfassade mit kräftigem Dekor und einzigartigem Achsenversprung, Baugruppe mit Nummer 18 und 20, einzigartige städtebauliche Schnittstelle, wissenschaftlich-dokumentarischer Wert | 09303359 |
|                                         | Mietshaus in geschlossener Bebauung, mit Vorgarten | Blumenstraße 26 (Karte)                   | um 1887 (Mietshaus)                                                                          | historisierende Putzfassade, geätzte Treppenhausfenster, baugeschichtlich von Bedeutung. Denkmaltext: Keine Bauakte. Das Mietshaus wurde wahrscheinlich um 1887 von Maurer- und Zimmermeister Hermann Wenzel, dem die ersten vier Grundstücke von der Kanalstraße aus gehörten, errichtet. Die Fassadengestaltung ist eine Variante von Nummer 28: zwei Seitenrisalite, hier durch Kannelierung und korinthische Kapitelle anspruchsvoll hervorgehoben, ergeben den notwendigen Vertikalausgleich gegenüber der durch Diamantquaderung des Erdgeschosses, kräftige Gurtgesimse und die steile Bogenverdachung der Belétage betonten Horizontalgliederung. LfD/1998/2002 | 09293897 |
|                                         | Mietshaus in geschlossener Bebauung, mit Vorgarten und Nebengebäude im Hof | Blumenstraße 28 (Karte)                   | 1887 (Mietshaus), 1888 (Nebengebäude)                                                        | historisierende Putzfassade mit Sandsteingliederung, baugeschichtlich von Bedeutung. Denkmaltext: Bauantrag im April 1887 von Maurer- und Zimmermeister Hermann Wenzel. Wie bei Nummer 26 sind zwei Seitenrisalite hervorgehoben, hier durch Lisenen in Putzquaderung und mit korinthischen Kapitellen. Auch hier sind die beiden Mittelgeschosse durch Gurtgesimse zusammengefasst, wobei die erste Etage durch Verdachungen als Hauptgeschoss gekennzeichnet ist. Die seitliche Durchfahrt deutet auf ein (1992 noch bestehendes) Hofgebäude, das zur Erbauungszeit eine Bäckerei und ab 1898 eine Wurstküche enthielt. LfD/1998/2002 | 09293899 |
|                                         | Mietshaus in geschlossener Bebauung | Delitzscher Straße 7a (Karte)             | um 1890 (Mietshaus)                                                                          | mit Läden, historisierende Klinkerfassade, Holzpaneele und Stuck im Eingangsbereich, baugeschichtlich von Bedeutung | 09293838 |
| Weitere Bilder                          | Mietshaus in geschlossener Bebauung | Delitzscher Straße 7c (Karte)             | 1893 (Mietshaus)                                                                             | mit Hausdurchgang und Laden, historisierende Klinkerfassade, Stuck im Eingangsbereich, baugeschichtlich von Bedeutung | 09293839 |
| Weitere Bilder                          | Mietshaus in geschlossener Bebauung und in Ecklage | Delitzscher Straße 7d (Karte)             | 1896–1897 (Mietshaus)                                                                        | ehemals mit Eckgaststätte, historisierende Klinkerfassade, zum Teil neu verputzt nach Kriegsschaden, Stuck und Fußbodenkacheln im Eingangsbereich, baugeschichtlich von Bedeutung | 09293840 |
|                                         | Mehrfamilienhaus (Anschrift: Blochmannstraße 1 und Delitzscher Straße 7 g) einer Wohnanlage | Delitzscher Straße 7g (Karte)             | 1927–1928 (Mehrfamilienwohnhaus)                                                             | traditionalistische Putzfassade mit Klinkergliederung, baugeschichtlich von Bedeutung. Denkmaltext: Blochmannstraße 1–21b, Delitzscher Straße 7 g Die Baureihe zwischen Delitzscher Straße und Kanalstraße einschließlich der Eckbauten zu den Nebenstraßen wurde nach Plänen vom September 1927 an der Ecke Delitzscher Straße begonnen und Anfang 1928 ab Nummer 9 weitergeführt. Während der viergeschossige Ecktrakt mit seiner großzügigen Klinkergestaltung sehr modern anmutet, ist die folgende dreigeschossige Baureihe in Richtung Kanalstraße in ihren Einzelformen noch teils den älteren Häusern der Anlage angepasst (oktogonale Treppenhausrisalite, Putzfelder, Eingangsrahmung in Putzquaderung) teils den modischen Bauformen des Art-déco verpflichtet (spitzige Dreiecksformen in Fensterverdachungen und Treppenhausaufbauten). Neu ist, dass die bisherige räumliche Differenzierung mit vor- und zurückgesetzten Trakten durch eine sehr entschiedene Farbgestaltung unterstützt wird: So sind die zurückgesetzten Reihen mit roten Architekturgliederungen vor grauem Putz und die vorspringenden Trakte in kräftig roter Farbe mit grauen Gliederungen gehalten. Der Mitteltrakt und die drei zur Kanalstraße überleitenden Bauten sind mit Verdachungen, Gesimsen, Putzfeldern und rustizierten Eingängen reicher ausgestaltet, wohingegen die zurückgesetzten Seitentrakte mit den polygonalen Treppenhausvorbauten zurückhaltender gestaltet sind. Auch diese Baureihe enthält Dreiraumwohnungen zu je ca. 68 Quadratmetern. LfD/1998/2002 | 09293841 |
|                                         | Mietshaus in offener Bebauung und in Ecklage, mit Einfriedung, Vorgarten an der Erlenstraße und Pflasterfläche am Eingang | Delitzscher Straße 13 (Karte)             | 1889–1890 (Mietshaus)                                                                        | historistische Putzfassade mit Sandsteingliederung, Eckbetonung durch Standerker, baugeschichtlich von Bedeutung. Denkmaltext: An der Ecke Erlenstraße entstand nach Entwurf des Architekten Otto Peter ein freistehendes Wohnhaus für den Kaufmann Johann Baptist Erler. Vom schlichten Äußeren des 1890 nach einjähriger Bauzeit fertig gestellten Wohngebäudes (Putzfassade mit Sandstein- und Stuckgliederung) lässt sich schwerlich auf das opulent ausgestattete Innere mit zum Teil sehr kostbarem Interieur schließen. Hervorzuheben die Marmorstufen und schmiedeeisernen Geländer im Eingangsbereich sowie die Ausmalung des Treppenhauses. Pro Etage eine 7-Raum-Wohnung mit Korridor, Küche, Mädchenkammer, Bad und WC. Kleinere Umbauten 1913/1914, 1920, 1922, 1923, den größten Eingriff zogen die Wohnungsteilungen 1934 und 1946 nach sich. LfD/2007 | 09301439 |
|                                         | Wohnhaus in halboffener Bebauung und in Ecklage | Ehrensteinstraße 2 (Karte)                | bezeichnet 1912 (Wohnhaus)                                                                   | Putzfassade, straßenbildprägende Reformstil-Architektur, baugeschichtlich und städtebaulich von Bedeutung. Denkmaltext: Für das Baugeschäft Naumann & Mette schuf der Architekt Wilhelm Becker 1911 die Pläne für ein Einfamilienhaus auf der Eckparzelle zum Kickerlingsberg.(Während des Baus ging es an die Familie Eichert, Mitinhaber der Bleichertschen Drahtseilbahnfabrik.) Die Bauvorschrift für einen Kopfbau forderte eine allseitige architektonische Durchbildung, was in der Dachzone mit den steilen Giebeln an drei Seiten sowie architektonischen Details an allen Fassaden wie Eingangsgestaltung, Fenstererker, Eckerker, Balkon und verglastem Wintergarten mit Freitreppe realisiert wurde. Ein spundierter Sockel fasst das Gebäude optisch zusammen und schließt auch die Gartenmauer (ursprünglich mit rundbogigem Pförtchen und Eckpavillon) mit ein. Im Sockel war 1911 bereits eine Tiefgarage angelegt. Die hervorgehobenen Kassettierungen, das Zinkdach über dem Fenstererker sowie Klappläden an den Giebelfenstern verliehen der Villa ihren farbigen landhausähnlichen Charakter, der durch nivellierende Sanierung überdeckt wurde. Wie bei vielen Häusern dieses Gebietes lag die Küche im Keller, das seitliche Haupttreppenhaus führte zur zweigeschossigen Rechteck-Diele. 1930 wurde die Villa zum Zweifamilienhaus umgebaut. LfD/1998/2002 | 09291462 |
|                                         | Wohnhaus in geschlossener Bebauung | Ehrensteinstraße 14 (Karte)               | 1907 (Wohnhaus)                                                                              | Putzfassade mit Erker, malerische Fassadenwirkung, Teil einer Einfamilienhauszeile, baugeschichtlich und städtebaulich von Bedeutung. Denkmaltext: 1907 reichte Bauinspektor Lubowski die Pläne für das Einfamilienhaus des Arztes Dr. Rudolf Heymann ein. Innerhalb der schmalen Front des Reihenhauses findet sich ein Maximum an architektonischen Details: Hauptakzent ist der Mittelerker, im ersten Geschoss konvex gewölbt, darüber rechteckig vorspringend. Ihm antwortet in der rechten Achse der monumentale Eingangsbereich, wie der Sockel in Werkstenrustika, mit Ochsenauge und Festons. Auch die linke Außenachse und die Gestaltung der Dachzone unterstreichen mit unterschiedlichen Fensterformen die malerische Fassadenwirkung. Wie auch in den folgenden Bauten sind alle Geschosse maximal ausgenutzt: Die Küche befindet sich im Keller, von der großen Diele im Erdgeschoss gingen Wohnzimmer, Salon und Sprechzimmer aus. LfD/1998/2002 | 09291467 |
|                                         | Wohnhaus in geschlossener Bebauung | Ehrensteinstraße 16 (Karte)               | 1907 (Wohnhaus)                                                                              | vereinfachte Putzfassade mit flachem Naturstein-Erker, Teil einer Einfamilienhauszeile, baugeschichtlich und städtebaulich von Bedeutung. Denkmaltext: Etwa gleichzeitig mit Nummer 14 schuf Bauinspektor Lubowski die Pläne für den Kaufmann Curt Mieth. Sie sahen eine noch prächtigere Variante von Nummer 14 vor. Die ursprünglich ebenfalls zwei- und dreiteilig gestalteten Fenster in den Seitenachsen sind später ebenso wie der mit Jugendstildekor geschmückte geschwungene Volutengiebel vereinfacht worden. LfD/1998/2002 | 09291469 |
|                                         | Wohnhaus in geschlossener Bebauung | Ehrensteinstraße 18 (Karte)               | 1908 (Wohnhaus)                                                                              | Putzfassade, halbrund vorspringende Mittelachse mit Loggia, Reformstil-Architektur, Teil einer Einfamilienhauszeile, baugeschichtlich und städtebaulich von Bedeutung. Denkmaltext: Die Pläne für den Berliner Arzt Karl Rumpel schuf 1908 der ebenfalls aus Berlin stammende Architekt Wilhelm Loebell. Die Bauleitung übernahm der Leipziger Architekt Emil Langheinrich, der die Parzelle gekauft hatte. Die Fassade zeigt sich deutlich moderner als die dem Jugendstil verpflichtete von Nummer 14/16. Es dominiert die breite, leicht halbrund vorspringende Mittelachse, flankiert von den geradlinigen, symmetrisch angeordneten englischen Fenstern. Die rustizierte Sockelzone nimmt den Eingang auf, dessen kräftige Pfeilerrahmung von den dorischen Säulen der darüberliegenden Loggia fortgeführt wird. Das hohe, mansardartig gebrochene Dach ist bis unter den First ausgebaut, ursprünglich war es durch ein Fensterband aus Drahtglas abgeschlossen, das die darunterliegende geschossübergreifende Diele beleuchtete. Der Eingang führte zu Vestibül und Garderobe und Küche im Kellergeschoss. Die bis in das Dachgeschoss reichende Diele nahm fast die ganze rechte Seite des Hauses ein. Die Gartenseite war durch eine hölzerne Oberlaube im 2. Geschoss und darunterliegender Loggia geöffnet. LfD/1998/2002 | 09291471 |
|                                         | Wohnhaus in geschlossener Bebauung | Ehrensteinstraße 20 (Karte)               | 1907 (Wohnhaus)                                                                              | Putzfassade, betonte Mittelachse mit Balkonloggia, Reformstil-Architektur, Teil einer Einfamilienhauszeile, baugeschichtlich und städtebaulich von Bedeutung. Denkmaltext: 1907 wurde die Parzelle an Dr. med Karl Rumpel, Berlin verkauft, der die Baupläne von Regierungsbaumeister Wilhelm Loebell erarbeiten ließ. Sie zeigen eine ähnliche Anlage wie die der später entstandenen Nummer 18: Eine durch Vorkragen hervorgehobene, bis ins Dachgeschoss reichende Mittelachse, die im niedrigen rustizierten Sockel von kräftigen basislosen Säulen getragen wird, die den Eingang rahmen. Darüber eine Balkonloggia und in den Seitenachsen geradlinige englische Fenster mit enger Sprossung. Konventioneller wirkt der Giebelabschluss mit floralem Jugendstilornament. Auch hier befinden sich Loggien und eine darüberliegende Oberlaube an der Gartenseite, an der das Speisezimmer und die Wohnräume gelegen sind, während die nach Norden gelegene Straßenseite für den Eingangsbereich und die mehrgeschossige Diele genutzt wurde. Das Haus wurde 1912 von dem jüdischen Schriftsteller und Literaturwissenschaftler Georg Witkowski erworben und im Oktober 1939 „arisiert“. LfD/1998/2002 | 09291473 |
|                                         | Wohnhaus in geschlossener Bebauung | Ehrensteinstraße 24 (Karte)               | 1909 (Wohnhaus)                                                                              | Putzfassade mit Kastenerker, Reformstil-Architektur, Teil einer Einfamilienhauszeile, baugeschichtlich und städtebaulich von Bedeutung. Denkmaltext: Im September 1906 wurden die Parzellen für die Häuser Nummer 24, 26 und 28 an den Privatmann Otto Moßdorf sowie die Architekten Bruno Busch und Heinrich Moßdorf verkauft. Die Architekten kamen überein, aus städtebaukünstlerischen Gründen die drei Häuser zu einer Gruppe zusammenzufügen. Nummer 24 wurde als letztes Haus der Gruppe erst 1909 ausgeführt. Die Erdgeschosszone mit Werksteinverkleidung, seitlichem rundbogigen Eingang und der rundbogigen Dreifenstergruppe schließt sich an die zuerst entstandene Nummer 26 an, während der Kastenerker mit dem in der oberen Dachzone aufgesetzten Aufbau sachlicher im Sinne des Entstehungsjahres erscheint. Wie in all diesen Häusern mit den schmalen Fassaden nimmt die repräsentative Eingangszone ein Drittel des Sockelgeschosses ein, rechts davon lagen die Küche und die Wohnung des Hausmeisters, während die Diele sich in der unbeleuchteten Hausmitte befand und sich in den oberen Geschossen nach der nördlichen Straßenseite erstreckte. Die Wohnräume lagen in den Ober- und ausgebauten Dachgeschossen vorwiegend nach der Gartenseite. LfD/1998/2002 | 09291476 |
|                                         | Wohnhaus in geschlossener Bebauung | Ehrensteinstraße 26 (Karte)               | 1906–1907 (Wohnhaus)                                                                         | Putzfassade mit Halbrunderker, Fenster teilweise bleiverglaste Oberlichter, Reformstil-Architektur, Teil einer Einfamilienhauszeile, baugeschichtlich und städtebaulich von Bedeutung. Denkmaltext: Als zweites Haus der Baugruppe 1906–1907 von Bruno Busch errichtet. In Berücksichtigung des „vom hohen Ministerium geforderten Schaffens in heimischer Bauweise“, legte er besonderen Wert auf die Ausbildung der Dächer. Der spitze Landhausgiebel war bis zur Sanierung schieferverkleidet, darin ragte der verputzte Halbrunderker mit geschwungener Dachlinie, was zusammen mit der asymmetrischen Form von Erker und Balkon die Fassade stärker belebte. LfD/1998/2002 | 09291477 |
|                                         | Wohnhaus in geschlossener Bebauung und in Ecklage, mit Einfriedung und Vorgarten zur Lumumbastraße | Ehrensteinstraße 28 (Karte)               | 1906–1907 (Wohnhaus)                                                                         | Putzfassade mit Kastenerker und Eckerker, Reformstil-Architektur, eisernes Gartentor, Teil einer Einfamilienhauszeile, baugeschichtlich und städtebaulich von Bedeutung. Denkmaltext: Der im April 1907 vollendete Kopfbau von Heinrich Moßdorf war das erste Haus der geschlossenen Reihe von Einfamilienhäusern. Mit seinen zahlreichen, bis in die Dachzone reichenden Erkern und Vorbauten gibt es den Ton an für die räumlich bewegte Baulinie und lebendige Dachlandschaft, die der eng aufeinanderfolgenden Baureihe ihr abwechslungsreiches und malerisches Erscheinungsbild verleihen. Entsprechend der Bauvorschrift ist die Front zur Lumumbastraße hinter einem eingefriedeten Vorgarten zurückgesetzt. Hier befindet sich in einem halbrunden Vorbau der Eingang, der in ein gewendeltes Treppenhaus und zur Diele führt, die sich über die gesamte Fassadenlänge erstreckt. Ungewöhnlicherweise lag an der Straßenseite die Küche, während sich die Wohnräume an der nach Süden gerichteten Rückseite orientierten, die mit Erkern, Wintergarten und Loggia zum Garten geöffnet war. Die Schablonendekoration in der Traufzone entspricht stilistisch der gut erhaltenen Einfriedung. Im Gegensatz zu den übrigen Häusern wurde hier bei der Sanierung der strukturierte Rieselputz erhalten, der zum Landhauscharakter dieser Bauten gehört. LfD/1998/2002 | 09291478 |
|                                         | Doppelmietshaus in offener Bebauung, mit Einfriedung | Ehrensteinstraße 32; 34 (Karte)           | 1911–1912 (Doppelmietshaus)                                                                  | Putzfassade, prächtiger Reformstilbau mit erlesener Ausstattung, baugeschichtlich bedeutsam, Zeugnis der Ortsteilentwicklung. Denkmaltext: Doppelwohnhaus, 1911–1912 für Hermann Probst und den Architekten Max Todt, der die Pläne entwarf, erbaut. Der dreigeschossige Bau mit ausgebauten Mansarddach erscheint in den Formen eines moderaten Neoklassizismus. Das Fassadenbild wird bestimmt durch die charakteristische Hochrechteck-Gliederung, wie sie in den schmalen, zu Dreiergruppen zusammengefassten Fenstern, der geometrischen Dekoration der Sohlbankfelder und der vertikalen Erkerteilung zutage tritt. Der Rustikasockel, das darüber umlaufende Putzband und das Fensterband im Mansarddach geben dieser vertikalen Ausrichtung die notwendige horizontale Harmonisierung. LfD/1998/2002 | 09291480 |
|                                         | Mietshaus in offener Bebauung | Ehrensteinstraße 42 (Karte)               | 1927 (Mietshaus)                                                                             | Putzfassade mit Kastenerker und Ziegelsockel, Marmor und Kacheln im Eingangsbereich, baugeschichtlich von Bedeutung | 09291484 |
|                                         | Verwaltungsgebäude eines ehemaligen Gaswerkes | Erich-Weinert-Straße 19 (Karte)           | um 1905 (Verwaltungsgebäude)                                                                 | zeittypische Putzfassade, siehe auch Erich-Weinert-Straße 21 und Eutritzscher Straße 14b, ortsgeschichtlich von Bedeutung | 09293747 |
|                                         | Ehemaliges Gaswerk mit Maschinenhaus, Verwaltungsgebäude, Maschinenbau, Fahrzeugschuppen und Nebengebäude (Anschriften: Erich-Weinert-Straße 21, Berliner Straße 25 und Roscherstraße 14) | Erich-Weinert-Straße 21 (Karte)           | 1895 (Gaswerk)                                                                               | zeittypische Klinkerbauten, siehe auch Erich-Weinert-Straße 19 und Eutritzscher Straße 14b, ortsgeschichtlich und technikgeschichtlich von Bedeutung | 09293748 |
|                                         | Mietshaus in ehemals geschlossener Bebauung | Erich-Weinert-Straße 28 (Karte)           | um 1885 (Mietshaus)                                                                          | mit Tordurchfahrt, historisierende Putzfassade, baugeschichtlich von Bedeutung | 09299410 |
|                                         | Mietshaus in geschlossener Bebauung und in Ecklage | Erich-Weinert-Straße 32 (Karte)           | um 1890 (Mietshaus)                                                                          | mit Laden, historisierende Putzfassade, Holzpaneele und Stuck im Eingangsbereich, baugeschichtlich von Bedeutung | 09293749 |
|                                         | Villa, mit Einfriedung und Vorgarten | Erlenstraße 1a (Karte)                    | um 1925 (Villa)                                                                              | Putzfassade, geschwungenes Zollingerdach (bautechnologische Besonderheit), baugeschichtlich von Bedeutung | 09293908 |
|                                         | Einfriedung und Toreinfahrt eines Villengrundstückes | Erlenstraße 4 (Karte)                     | um 1890 (Einfriedung)                                                                        | ortsentwicklungsgeschichtlich von Bedeutung | 09263781 |
|                                         | Mietvilla mit Einfriedung und Vorgarten | Erlenstraße 6 (Karte)                     | um 1875 (Mietvilla)                                                                          | | 09293909 |
|                                         | Mietshaus in ehemals geschlossener Bebauung, mit Seitenflügel zum Hof | Ernst-Pinkert-Straße 8 (Karte)            | 1878 (Mietshaus)                                                                             | Vorderhaus mit Tordurchfahrt, zeittypische Klinkerfassade, Stuck in der Tordurchfahrt, baugeschichtlich von Bedeutung. Denkmaltext: Bauantrag 1878 von Kaufmann Jacob Krahmer, Pläne von den Architekten Blankenburger & Lohausen. Das viergeschossige Vorderhaus besitzt hofseitig zwei gleich hohe Seitenflügel, die als Erweiterung der Vorderhauswohnungen Küche, Schlafzimmer und bereits ein Bad enthielten. Die Fassade ist feingliedrig strukturiert mit spundiertem Erdgeschoss, Zahnschnittgesims, Verdachungen mit Akroterien und Lotusfüllung in der Beletage und schmuckreichem Obergeschoss. Ungewöhnlich für die Entstehungszeit ist die farbig differenzierte Ziegelverblendung in den beiden Hauptgeschossen. Das prächtige, von korinthischen Säulen und Blattfriesen gerahmte Portal, das die Rundbogengliederung der Erdgeschosszone aufnimmt, setzt den dekorativen Höhepunkt der sorgfältig durchgestalteten Fassade. LfD/1998/2002 | 09290087 |
|                                         | Mietshaus in geschlossener Bebauung und Seitenflügel zum Hof | Ernst-Pinkert-Straße 9 (Karte)            | 1886 (Mietshaus)                                                                             | Vorderhaus mit Tordurchfahrt, historisierende Putzfassade, geätzte Treppenhausfenster, baugeschichtlich von Bedeutung. Denkmaltext: Juli 1886 Bauantrag von Zimmermeister Emil Petermann für ein Vorderhaus mit Seitenflügel. Die Fassadengliederung erfolgte – dem Stil der 1880er Jahre entsprechend – nachdrücklich durch plastisch stark hervortretende Verdachungen über einem ebenso kräftig mit Putzrustika gestaltetem Erdgeschoss. Jedoch wird auf übermäßigen Zierart verzichtet, lediglich die Mittelachse wird durch eine Ädikula betont. Ein Drempel mit kräftigem Konsolgesims schließt die Fassade ab. LfD/1998/2002 | 09290088 |
|                                         | Mietshaus in geschlossener Bebauung | Ernst-Pinkert-Straße 10 (Karte)           | 1878 (Mietshaus)                                                                             | mit Gaststätte, Putzfassade, originale Windfangtür, baugeschichtlich von Bedeutung | 09290089 |
|                                         | Mietshaus in geschlossener Bebauung, mit Seitenflügel zum Hof | Ernst-Pinkert-Straße 11 (Karte)           | 1886 (Mietshaus)                                                                             | historisierende Putzfassade, geätzte Treppenhausfenster, baugeschichtlich von Bedeutung. Denkmaltext: Dezember 1886 Bauantrag von Zimmermeister Emil Petermann für ein Vorderhaus mit Seitenflügel. Die Fassade erscheint als Variante von Nummer 9, die Mitte wird hier durch drei hervorgehobene Fensterachsen betont. Erhalten ist die originale Haustür, während der Drempel vereinfacht wiederhergestellt wurde. Im viergeschossigen Seitenflügel befand sich pro Etage je eine Kleinwohnung, im Vorderhaus je zwei ungleich große Wohnungen mit WC im Treppenhaus, das hier ohne den obligatorischen Vorbau ist. Das Waschhaus im Keller besaß einen Außenzugang. LfD/1998/2002 | 09290090 |
|                                         | Mietshaus in geschlossener Bebauung, mit Seitenflügel zum Hof | Ernst-Pinkert-Straße 13 (Karte)           | 1887–1888 (Mietshaus)                                                                        | mit Laden, historisierende Putzfassade, geätzte Treppenhausfenster, baugeschichtlich von Bedeutung. Denkmaltext: Als letztes der drei Mietshäuser von Emil Petermann zwischen Mai 1887 und März 1888 erbaut. Auch hier bei gleichem Fassadenschema Abweichungen im Detail: so sind hier Drempel und Schlußgesims besonders schmuckreich gestaltet. Der Laden neben der schönen neobarocken Haustür wurde später eingebaut. LfD/1998/2002 | 09290091 |
|                                         | Mietshaus in geschlossener Bebauung, mit Seitenflügel zum Hof | Ernst-Pinkert-Straße 15 (Karte)           | 1887 (Mietshaus)                                                                             | mit Tordurchfahrt, mittenbetonte Putzfassade, geätzte Treppenhausfenster, baugeschichtlich von Bedeutung. Denkmaltext: Den Bauantrag auf ein Wohnhaus mit Seitengebäude stellte 1887 Julius Schumann, der zugleich Bauausführender war. Der zeittypische Trend zur stark plastischen Durcharbeitung zeigt sich hier vor allem im Erdgeschoss mit der versetzten Quaderung und an den rustizierten Säulen der betonten Mittelachse in den Hauptgeschossen. Mit stukkierten Blattfriesen und Festons in den Verdachungen und mit dem stark durchgearbeiteten Schlußgesims wird hier ein größerer Schmuckreichtum angestrebt. LfD/1998/2002 | 09290092 |
|                                         | Mietshaus in geschlossener Bebauung und in Ecklage | Ernst-Pinkert-Straße 17 (Karte)           | 1887 (Mietshaus)                                                                             | mit Eckladen, vereinfachte Putzfassade, Stuckreste im Eingangsbereich, Eckladen mit originalen Wandfliesen, baugeschichtlich von Bedeutung | 09290093 |
|                                         | Mietshaus in geschlossener Bebauung | Eutritzscher Straße 3 (Karte)             | um 1895 (Mietshaus)                                                                          | mit Tordurchfahrt und Läden, Putzfassade, stadtentwicklungsgeschichtliche Bedeutung | 09299404 |
| Weitere Bilder                          | Mietshaus in geschlossener Bebauung | Eutritzscher Straße 5 (Karte)             | um 1900 (Mietshaus)                                                                          | mit Tordurchfahrt, ehemals mit Läden, Putzfassade mit Erker, stadtentwicklungsgeschichtliche Bedeutung | 09299405 |
|                                         | Mietshaus in geschlossener Bebauung und Hofbebauung (Autowerkstatt und Garage) | Eutritzscher Straße 7 (Karte)             | 1879 (Mietshaus), 1934 (Werkstatt)                                                           | Vorderhaus mit Tordurchfahrt und Läden, vereinfachte Putzfassade, Garagenkonstruktion/Hofüberdachung von 1934, stadtentwicklungsgeschichtliche Bedeutung | 09290094 |
|                                         | Mietshaus in geschlossener Bebauung | Eutritzscher Straße 8 (Karte)             | 1871–1872 (Mietshaus)                                                                        | mit Tordurchfahrt und Laden, zeittypische Putzfassade, stadtentwicklungsgeschichtliche Bedeutung. Denkmaltext: In den Gründerjahren 1871/1872 entstand das in seiner Wirkung noch immer recht elegante Wohngebäude an der Ausfallstraße Richtung Halle im Auftrag des Böttchermeisters Carl August Funke. Baumeister Richard Hofmann zeichnete für Entwurf und Ausführung. Der Zugang zum Treppenhaus erfolgte in der Durchfahrt, die Waschküche lag im Keller. Pro Etage war lediglich eine Wohnung eingerichtet mit Alkoven, Mädchenkammer und der Besonderheit eines nicht im Treppenhaus befindlichen Privets. Nur das 4. Obergeschoss nahm zwei Wohnungen auf. Ein viergeschossiges Hofgebäude diente als Werkstatt und zu Wohnzwecken, erfuhr verschiedene Umbauten und wurde 2003 auf Initiative der LWB abgebrochen. Im Vorderhaus kamen 1905 drei Läden zur Einrichtung, Julius Kornagel arbeitete hier für Fleischermeister Friedrich Louis Beer und den Bautechniker Friedrich Robert Brähme. Zu dieser Zeit war auf dem Grundstück die Konditorei Arthur Lehmann ansässig, 1921 erwarb Konditor Alfried Willi Bruno Dumtzlaff das Grundstück. Für das Jahr 1949 zeigt das Grundbuch den Eintrag als ‚Eigentum des Volkes‘. Das höhentendierte Haus besitzt heute eine etwas geglättete Putzfassade mit Sandsteingliederungen in feiner Profilierung und eine vereinfachte Lisenenrahmung im fünften Geschoss. Für das Dach war bauzeitlich Schieferdeckung vorgesehen. Eines der wenigen in der Leipziger Nordvorstadt erhaltenen Gründerzeithäuser, baugeschichtlich und ortsentwicklungsgeschichtlich von Bedeutung. LfD/2013 | 09299406 |
|                                         | Mietshaus in geschlossener Bebauung | Eutritzscher Straße 9 (Karte)             | 1878–1879 (Mietshaus)                                                                        | mit Tordurchfahrt und Laden, repräsentative Putzfassade mit Loggien und Balkons, Stuck im Eingangsbereich, im Stil des Historismus, baugeschichtlich von Bedeutung. Denkmaltext: Dezember 1878 Antrag auf Bau eines Wohnhauses und Speicher von Böttchermeister Berthold Schaale. Architekt nicht bekannt. Die anspruchsvolle Fassade entspricht den für das Vorderhaus geplanten „herrschaftlichen“ Etagenwohnungen mit Bad, die erst 1933 geteilt wurden. Vor allem die zwei Hauptetagen mit den großzügigen Ädikulaformen und den von kannellierten Kollossalpilastern mit korinthischen Kapitellen gerahmten breiten Loggien tragen Stadtpalastcharakter. Das schmuckreiche Obergeschoss mit den von Pilastern gerahmten Halbrundfenstern unter dem kassettierten Fries in der Traufzone und die schmiedeeisernen Balkonkörbchen unterstreichen den festlichen Charakter der Mietshausfassade. Die Durchfahrt, ebenfalls mit Kassettenschmuck führte zu den Seitengebäuden, in denen verschiedene Kleinfabriken (1908 Likörfabrik Kühne) und Gewerbe (1933 Auto-Licht-GmbH) ansässig waren. Die Ladenzone wurde 1900 umgebaut. LfD/1998/2002 | 09290095 |
|                                         | Mietshaus in geschlossener Bebauung | Eutritzscher Straße 10 (Karte)            | 1873 (Mietshaus)                                                                             | mit Laden, Putzfassade, noch von klassizistischer Wirkung, ortsentwicklungsgeschichtlich von Bedeutung | 09306303 |
|                                         | Mietshaus in geschlossener Bebauung | Eutritzscher Straße 11 (Karte)            | 1879 (Mietshaus)                                                                             | mit Tordurchfahrt und Läden, historisierende Putzfassade, Holzpaneele und Stuckbalkendecke in der Tordurchfahrt, baugeschichtlich von Bedeutung. Denkmaltext: Dezember 1878 Antrag auf Bau eines Wohnhauses von Stellmachermeister F.Heinold. April 1879 neue Pläne von Maurermeister Daniel Gottlob Vogel. In der Großzügigkeit der Fassadengestaltung, nicht in Details, dem Nachbarhaus Nummer 9 verwandt. Die beiden Hauptgeschosse mit Putzstreifen und gleichmäßig gereihten Fenstern, dabei nur im ersten Geschoss Rhythmisierung durch Dreiecksverdachung. Im zweiten Obergeschoss übernehmen geradlinige Verdachungen die Rolle eines Gurtgesimses. Das Obergeschoss ohne Spundierung, dadurch leichter erscheinend. Das Erdgeschoss bereits in den Plänen ganz durch Schaufenster aufgelöst. Die seitliche Durchfahrt führte zum 1888 anstelle der Stellmacherwerkstatt neu erbauten Gebäude mit Dampfkesselanlage für die Wagenfabrik Heinold. 1907 Niederlassung der Gasmotorenfabrik Deutz, Fabrikneubau von Schmidt & Johlige, 1918 Maschinenbaufabrik, 1923 Auto-Licht-Gesellschaft, 1928 Bosch-Dienst. LfD/1998/2002 | 09290096 |
|                                         | Mietshaus in geschlossener Bebauung, sowie Laden (mit Ausstattung) | Eutritzscher Straße 13 (Karte)            | 1880 (Mietshaus)                                                                             | mit Tordurchfahrt und Laden, vereinfachte Putzfassade, mit baugeschichtlichem Wert und städtebaulicher Funktion sowie mit seltener Ladenausstattung. Denkmaltext: Auf dem an der Ausfallstraße Richtung Halle gelegenen Grundstück wurde um 1870 ein gründerzeitliches Wohngebäude errichtet, im Jahr 1894 entstand eine Wagenremise im Hof durch den Maurermeister Julius Kornagel für Fleischermeister Louis Beer. Selbige beantragten im April 1899 den Umbau des Ladens, dessen einzigartige Keramik-Ausstattung sich bis heute in Teilen erhalten hat. Insbesondere die Türrahmung zwischen Verkaufsraum und den rückwärtigen Räumlichkeiten sucht Ihresgleichen. In den 1960er Jahren war die staatliche Handelsorganisation Fleisch- und Fischwaren mit „Fisch-Spezialitäten“ Mieter und ließ drei massive Fischbecken einbauen. Kriegsschäden aus dem Frühjahr 1945 wurden in den 1950er Jahren beseitigt. Der seiner Stuckdekoration weitgehend beraubte Putzbau mit deutlich akzentuiertem Seitenrisalit über der Durchfahrt und strenger Fensterrahmung. Erhaltener Historismusbau in der äußeren Nordvorstadt mit baugeschichtlichem Wert, städtebaulicher Funktion und seltener Ladenausstattung. LfD/2012 | 09290097 |
| Weitere Bilder                          | Elektrizitätswerk mit Verwaltungsgebäude und Schalthaus, Wohn- und Verwaltungsgebäude, Personalhaus, Maschinenhaus, Speise- und Kultursaal sowie Einfriedungsmauer | Eutritzscher Straße 14b (Karte)           | zwischen 1895 und 1930 (Kraftwerk)                                                           | überwiegend Klinkerbauten, ortsgeschichtlich und technikgeschichtlich von Bedeutung | 09293809 |
| Direkt Bild zu diesem Denkmal hochladen | Heizkraftwerk Nord; Dampfspeicherlok LKM 146063 | Eutritzscher Straße 14b                   | 1956 (Lokomotive)                                                                            | Dampfspeicherlok des Heizkraftwerks Nord Leipzig; Dampfspeicherlok des Heizkraftwerks Nord Leipzig; als werkseigene Lok des Heizkraftwerks im Kontext des Industriestandortes sowie als Zeugnis eines Typenprogramms aus den 1950er Jahren des VEB Lokomotivbau »Karl Marx« Babelsberg (LKM) zur Bereitstellung feuerloser Loks für feuer- und explosionsgefährdete Industriebetriebe der DDR, von industriegeschichtlicher und eisenbahngeschichtlicher Bedeutung | 09293872 |
|                                         | Mietshaus in geschlossener Bebauung | Eutritzscher Straße 15a (Karte)           | 1886 (Mietshaus)                                                                             | mit Tordurchfahrt und Laden, historisierende Putzfassade, Holztäfelung und Stuck in der Tordurchfahrt, Hoftor mit geätzter Verglasung, baugeschichtlich von Bedeutung. Denkmaltext: Nachtrag 8. November 2001: Seit 1. April 2001 Wilhelm-Liebknecht-Platz Das Mietshaus mit Ladenzone wurde ab August 1886 nach Plänen von Zimmermeister Wilhelm Hempel für Bäckermeister Friedrich Wilhelm Meißner erbaut. Über der Ladenzone mit zentraler Durchfahrt ist die klar horizontal aufgebaute Fassade durch zwei flache Seitenrisalite, die die Putznutung der ersten Etage bis zum Drempel weiterführen, gegliedert. Die relativ feinteilige und flache Fassadengestaltung scheint noch dem Stil der 1870er Jahre verpflichtet. LfD/1998/2002 | 09290086 |
|                                         | Verwaltungsgebäude (mit drei Hausnummern) in halboffener Bebauung und in Ecklage | Eutritzscher Straße 17; 17a; 19 (Karte)   | 1905, später erweitert (Bürogebäude)                                                         | Eckbau (Nummer 17/17a) Sandstein-Putz-Fassade im Reformstil, städtebaulich prägendes Gebäude mit Wirkung zum Wilhelm-Liebknecht-Platz und zum Leihhaus, Erweiterungsbau (Nummer 19) zeittypische Rasterfassade der 1950er/1960er Jahre, baugeschichtlicher Zeugniswert, Dokument der planmäßigen Vorstadtentwicklung | 09290098 |
| Weitere Bilder                          | Stadtbad (mit Ausstattung) | Eutritzscher Straße 21 (Karte)            | 1913–1915 (Hallenbad)                                                                        | zeittypische Putzfassade, als Winkelbau mit kleinem Ehrenhof errichtet, reiche Innenausstattung, Architekt: Stadtbaurat Otto Wilhelm Scharenberg, bemerkenswerte Reformstil-Architektur, ortsgeschichtlich und baugeschichtlich von Bedeutung. Denkmaltext: Die Pläne für eine „städtische Badeanstalt mit Schwimmhalle“ wurden 1912 vom Hochbauamt unter Leitung von Stadtbaurat Otto Wilhelm Scharenberg vorgelegt. Die Anlage ist ein nach der Straße gewandter Dreiflügelbau mit „Ehrenhof“. Dem Mittelbau ist ein halbrunder zweigeschossiger Erker vorgelegt, zu dessen Seiten sich zwei Eingänge befinden, ein Dreiecksgiebel mit dem Stadtwappen nimmt die ganze Breite des Mitteltrakts ein. Darüber ein rundes Belvedère mit Umgang und flacher Kuppel. Die mit hohen Mansard/Walmdächern gedeckten Seitenflügel enthalten die Schwimmhallen, die nach der Straße zu durch eine hohe Fensterfront kenntlich werden. Auch sie besitzen Entlüftungstürme. Im Erdgeschoss des Mittelbaus liegt die große Eingangshalle mit dem Treppenhaus in einer hofseitigen Vorlage. Die zweigeschossige ovale Halle ist gegliedert durch ionische Säulen und von Zahnschnitt unterlegten Gesimsen. An der Stirnseite ein Wandbrunnen, ursprünglich mit einer Bronzefigur von Felix Pfeifer. Vom Treppenhaus gehen die Eingänge zu den Schwimmbecken aus: rechts ein großes (ursprünglich für Männer) links ein kleineres für Frauen gedachtes. Die Schwimmhallen gehen über alle drei Geschosse und waren durch Oberlicht beleuchtet. Hinter den Schwimmbecken lagen Räumlichkeiten für Wannenbäder, im zweiten Obergeschoss Herren- und Damendampfbäder mit Ruheräumen und Umkleidezellen. Insbesondere das Damendampfbad ist mit prächtiger orientalisierender Ausstattung versehen. Im dritten Obergeschoss befanden sich die medizinischen Bäder. LfD/1998/2002 | 09291043 |
|                                         | Einzeldenkmal obiger Sachgesamtheit: Eisenbahnwohnhaus (siehe auch Sachgesamtheitsbestandteildokument – Obj. 09304786, Eutritzscher Straße 24) | Eutritzscher Straße 24 (Karte)            | um 1900 (Eisenbahnerwohnhaus)                                                                | Klinker-Putz-Fassade, ehemalige Bahnhofsverwaltung und Güter-Abfertigungsstelle des Magdeburger und Thüringer Freiladebahnhofs, eisenbahngeschichtliche Bedeutung | 09261918 |
| Direkt Bild zu diesem Denkmal hochladen | Sachgesamtheitsbestandteil obiger Sachgesamtheit, mit folgenden Einzeldenkmalen: Verwaltungsgebäude (Obj. 09261918 – Eutritzscher Straße 24), Stellwerk (Obj. 09299411 – Roscherstraße 41) und Freiladebahnhof (Obj. 09293757 – Theresienstraße 2) sowie weitere Eisenbahnbauten auf dem Freiladebahnhofsgelände (siehe auch Sachgesamtheitsdokument – Obj. 09304785, Willy-Brandt-Platz 7)             | Eutritzscher Straße 24 (Karte)            | zwischen 1900 und 1920 (Eisenbahnbauten)                                                     | von eisenbahngeschichtlicher, technischer und baugeschichtlicher Bedeutung | 09304786 |
|                                         | Mietshaus in geschlossener Bebauung und in Ecklage | Eutritzscher Straße 41 (Karte)            | 1912 (Mietshaus)                                                                             | zeittypische Putzfassade mit zwei Erkern, Marmorverkleidung mit Stuckreliefs im Eingangsbereich, Reformstil-Architektur, das im Volksmund noch immer »Chausseehaus« genannte Mietshaus steht südlich des Standortes des alten Chausseehauses, baugeschichtlich von Bedeutung. Denkmaltext: Das Grundstück gehörte zum Gohliser Exerzierplatz, wurde 1912 verkauft und im Jahresverlauf von Baumeister Emil Otto Buchholz mit einem Eckhaus zur damaligen Asterstraße bebaut. Buchholz fungierte als Bauherr, lieferte die Plan- und Statikunterlagen, übernahm zudem die Bauleitung, für die Ausführung steht das Baugeschäft von Franz Säuberlich in den Akten. Probleme mit den beiden in nachbarschaftlicher Vereinbarung gemeinsam errichteten Giebeln gab es 1954, da beide Nachbarhäuser infolge Kriegsschädigung abgebrochen worden waren. Zeitweise diente die Kellergarage an der heutigen Balzacstraße als Werkstatt und Laden. Sanierung 2014–2016. Hinter der repräsentativen Reformstilfassade mit Aufmerksamkeit erheischendem Zwerchhausgiebel und zwei kraftvoll wirkenden Kastenerkern kamen in jeder Etage zwei großzügig konzipierte Wohnungen zur Einrichtung, wobei der linke Strang neben einem Abort auch ein Bad besaß. Das Haus ist über hohem Sandsteinsockel auf Granitschwelle komplett verputzt, besitzt Gliederungs- und Dekorelemente aus Kunststein, zudem ein aufwendiges Haustürportal mit neobarockem Sprenggiebel. Es wird Bezug genommen auf die exponierte Lage gegenüber dem ausgedehnten Gelände des Freiladebahnhofes, der Bau dominiert insbesondere durch den hohen Giebel, der fast die gesamte Fassadenbreite einnimmt, die umliegende Bebauung. Komplett erhalten bis zur Sanierung war die Ausstattung des auch als Chausseehaus bekannten Gebäudes, erhalten sind noch acht Reliefs und die bemalte Tonne im Eingangsbereich, Treppenhaus mit Ausmalung und Wohnungseingangstüren. Einhergehend mit der Sanierung erfolgte die Ausschlachtung des Dachraumes für Wohnzwecke. Neben der städtebaulichen Dominanz des Gebäudes besitzt das Haus einen baugeschichtlichen sowie einen Erinnerungswert. LfD/1998/2002, 2015, 2016 | 09293830 |
|                                         | Mietshaus in geschlossener Bebauung | Georg-Schumann-Straße 7 (Karte)           | 1913 (Mietshaus)                                                                             | mit Läden, Ladenfront original, Putzfassade mit zwei Kastenerkern, Terrazzo und Marmor im Eingangsbereich, Reformstil-Architektur, baugeschichtlich von Bedeutung | 09293843 |
|                                         | Mietshaus (Anschrift: Georg-Schumann-Straße 20) in geschlossener Bebauung und Hinterhaus (Anschrift: Blumenstraße 9) | Georg-Schumann-Straße 20 (Karte)          | 1891–1892 (Mietshaus)                                                                        | Vorderhaus mit Tordurchfahrt, historisierende Putzfassade, Stuck und Holztäfelung in der Tordurchfahrt, baugeschichtlich von Bedeutung | 09293845 |
|                                         | Mietshaus in ehemals geschlossener Bebauung | Georg-Schumann-Straße 22 (Karte)          | 1896 (Mietshaus)                                                                             | historisierende Putzfassade mit zwei Erkern, Wand- und Fußbodenkacheln im Eingangsbereich, baugeschichtlich von Bedeutung | 09293846 |
| Direkt Bild zu diesem Denkmal hochladen | Zwei Plastiken sowie vier Wandbilder zum Thema Messestadt, ehemals in einem Bürogebäude | Gerberstraße 3; 5 (Karte)                 | 1970 (Bauplastik)                                                                            | | 09299743 |
|                                         | Mietshaus in geschlossener Bebauung | Gneisenaustraße 1 (Karte)                 | 1889 (Mietshaus)                                                                             | Putzfassade, geätzte Treppenhausfenster, baugeschichtlich von Bedeutung. Denkmaltext: Das Mittelhaus in der geschlossenen Bebauung der Nordseite wurde 1889 nach Plänen von Clemens Thieme für Gustav Koth gebaut. Die ausgesprochen konventionelle Mietshausfassade besaß ursprünglich eine kräftige Kissenquaderung im Erdgeschoss. LfD/1998/2002 | 09290135 |
|                                         | Mietshaus in halboffener Bebauung und Seitenflügel zum Hof | Gneisenaustraße 2 (Karte)                 | 1885 (Mietshaus)                                                                             | Vorderhaus mit Tordurchfahrt, Putzfassade mit Sandsteingliederung, baugeschichtlich von Bedeutung. Denkmaltext: Letztes erhaltenes Haus an der Südwestseite der Straße. Die Pläne schuf 1885 der Bauherr Maurermeister Gotthelf Hartung. Im anstoßenden Seitenflügel befanden sich Comptoir und Arbeitsräume. Die Fassade mit Rundbogenfenstern im Erdgeschoss und feinteiligen Friesen und Stuck in den Verdachungen zeigt noch die Bauhaltung der 1870er Jahre. Das Erdgeschoss besaß ursprünglich Putznutung. LfD/1998/2002 | 09291038 |
|                                         | Mietshaus in geschlossener Bebauung | Gneisenaustraße 3 (Karte)                 | um 1885 (Mietshaus)                                                                          | Putzfassade, geätzte Treppenhausfenster, Stuck im Eingangsbereich, baugeschichtlich von Bedeutung. Denkmaltext: Bauakte nicht erhalten. Das wohl um 1885 entstandene Mietshaus verwendet ein reichhaltiges Repertoire an Schmuckformen, die sich vor allem auf die beiden durch Gesimse abgetrennten Hauptgeschosse konzentrieren. LfD/1998/2002 | 09290136 |
|                                         | Mietshaus in geschlossener Bebauung | Gneisenaustraße 5 (Karte)                 | 1887 (Mietshaus)                                                                             | zeittypische Putz-Klinker-Fassade, baugeschichtlich von Bedeutung. Denkmaltext: Maurermeister Seidel, der 1887 den Bauantrag stellte, schuf auch die Pläne für sein Mietshaus, das eine unprätentiöse Fassadengestaltung mit Ziegelverblendung im Mittelteil und Putznutung in den jeweils verdoppelten Seitenachsen zeigt. LfD 1998/2002 | 09290137 |
|                                         | Mietshaus in geschlossener Bebauung | Gneisenaustraße 6 (Karte)                 | 1886–1887 (Mietshaus)                                                                        | Putzfassade, Holztäfelung und Stuck im Eingangsbereich, teilweise geätzte Treppenhausfenster, baugeschichtlich von Bedeutung. Denkmaltext: Erster Bauantrag September 1886 auf Wohnhaus und freistehendes eingeschossiges Hofgebäude nach Plänen von Architekt F. Salzmann. Nach Besitzerwechsel Planänderung, Juli 1887 wieder ursprünglicher Bauherr Friedrich Wilhelm Krämer und Baubeginn nach alten Plänen. Statt des Hinterhauses nun Seitenflügel. Die neunachsige Fassade mit zwei Gurtgesimsen horizontal gegliedert und die Hauptgeschosse durch Stuckdekoration und symmetrische Achsenbetonung hervorgehoben. Das Obergeschoss schlichter unter einem kräftigen Konsolgesims. LfD/1998/2002 | 09291039 |
|                                         | Mietshaus in geschlossener Bebauung | Gneisenaustraße 8 (Karte)                 | 1887 (Mietshaus)                                                                             | historisierende Putzfassade, Stuckreste im Eingangsbereich, geätzte Treppenhausfenster, baugeschichtlich von Bedeutung. Denkmaltext: Februar 1887 Bauantrag auf Wohnhaus und freistehendes Seditengebäude mit Hausmannswohnung. Bauherr Eduard Gold, Pläne von F. Salzmann. Die Lage des Seitengebäudes, mit der Rückwand an das von Nummer 6 grenzend, ist in der asymmetrischen Fassadengestaltung mit flachem Seitenrisalit und gegenüberliegender seitlicher Durchfahrt angedeutet. Die kräftige Putzquaderung des Erdgeschosses setzt sich in den beiden Hauptgeschossen als flache Putznutung fort. LfD/1998/2002 | 09291040 |
|                                         | Ehemaliges Herbergsgebäude in halboffener Bebauung und Hofgebäude | Gneisenaustraße 10 (Karte)                | 1886–1887 (Herberge)                                                                         | neogotische Klinkerfassade, erbaut vom Evangelische Verein für Innere Mission als Unterkunft für wandernde Handwerksburschen, heute Haus der Diakonie, Heim der Inneren Mission, sozialgeschichtlich und baugeschichtlich von Bedeutung. Denkmaltext: Im Juni 1886 stellte der Evangelische Verein für Innere Mission den Antrag auf den Bau einer „Herberge für Wandernde des Handwerksstandes“. Das Erdgeschoss sollte die Räume für den „Fremdenverkehr“, das heißt Speisesaal, Küche und Fremdenzimmer aufnehmen, im ersten Obergeschoss befand sich der Versammlungsraum für den Jünglingsverein, die Geschosse darüber enthielten die großen Schlafräume für die Handwerksburschen. Der rechte, kleinere Eingang führte zur Wohnung des Hausvaters. Mit der Planung und Bauausführung wurden der Architekt Paul Lange und Maurermeister Bernhard Leuthier beauftragt. Entsprechend der Funktion des Hauses wurde die Fassade im „gothischen Stil“ gestaltet: mit farblich differenzierter Ziegelverblendung, von Zierfriesen gerahmten spitz- und segmentbogig gekuppelten Fenstern, spitzgiebeligem Eingangsvorbau und Dachfenstern und einem durchbrochenen Türmchen über dem mit Blendbögen verzierten Eingangsrisalit. LfD/1998/2002 | 09291041 |
|                                         | Mietshaus in geschlossener Bebauung | Gohliser Straße 1 (Karte)                 | 1906–1907 (Mietshaus)                                                                        | Putzfassade mit zwei Erkern, bleiverglaste Treppenhausfenster, Reformstil-Architektur, baugeschichtlich von Bedeutung. Denkmaltext: Mietshaus, im November 1906 von Hermann Beyer und Baumeister Johannes Wetzold, von dem wohl die Pläne stammen, beantragt. Als erstes Haus am Ausgang des Nordplatzes nimmt es die dort dominierende Dachlinie mit breitem geschweiften Mittelgiebel auf, der hier von zwei Erkern mit Walmdach flankiert wird. Ebenso führt es das Motiv des betonten Werksteinsockels, hier mit Rustika-Einsprengseln, der bis in Eingangshöhe reicht, weiter. Mit der Verwendung verschiedener Putzstrukturen, Farben und Materialien wie verschieferte Erker-Obergeschosse, Schablonenmalerei und Klappläden im Giebel, grüne Holzbalkone und glatte oder gequaderte Fensterfaschen vor Rieselputz ist die Fassade sehr typisch für die dekorative Phase des späten Jugendstils in Leipzig. 1918 ging das Mietshaus an die Pelzhandelsgesellschaft Mustafa & Perpessa. LfD/1998/2002 | 09291298 |
|                                         | Mietshaus in halboffener Bebauung und in Ecklage (bauliche Einheit mit Nordplatz 9), mit seitlicher Toreinfahrt | Gohliser Straße 2 (Karte)                 | 1900–1901 (Mietshaus)                                                                        | Putzfassade mit Sandsteingliederung, Loggien, Erker, Schweifgiebel, im Stil des Späthistorismus mit Jugendstil-Details, Architekt: Karl Poser, prachtvoller Wohnhausbau in prägnanter Lage, bauzeitgleich mit Nordplatz 9, mit originalem Gittertor der Hofeinfahrt, baugeschichtlich und ortsentwicklungsgeschichtlich bedeutsam. Denkmaltext: siehe Nordplatz 9 LfD 1998/2002 | 09291299 |
|                                         | Mietshaus in halboffener Bebauung und in Ecklage, mit seitlicher Einfriedung an der Karl-Rothe-Straße | Gohliser Straße 3 (Karte)                 | um 1905 (Mietshaus)                                                                          | markant gestaltete Putzfassade, mit Erkern und Balkons, bleiverglaste Treppenhausfenster, malerisch gestaltetes Gebäude, stilistisch zwischen Späthistorismus und Jugendstil, baugeschichtlich von Bedeutung | 09291300 |
|                                         | Doppelmietshaus (mit Karl-Rothe-Straße 8) in offener Bebauung und in Ecklage | Gohliser Straße 4 (Karte)                 | 1898 (Teil eines Doppelmietshauses)                                                          | zeittypische Klinkerfassade mit Eckerker und Balkons, baugeschichtlich von Bedeutung. Denkmaltext: siehe Karl-Rothe-Straße 8 LfD 1998/2002 | 09291301 |
|                                         | Mietshaus in geschlossener Bebauung | Gohliser Straße 6 (Karte)                 | 1911 (Mietshaus)                                                                             | Putzfassade mit zwei Erkern, Marmor und Stuck im Eingangsbereich, bleiverglaste Treppenhausfenster, Reformstil-Architektur, baugeschichtlich von Bedeutung. Denkmaltext: Im Oktober 1910 stellte Baumeister Richard Keller als Bauherr, Ausführender und sicher auch Planender den Bauantrag. Die Fassade ist betont asymmetrisch angelegt, mit zweiachsigem Giebel links und niedrigerem einachsigen Dachaufbau. Darunter jeweils ein Erker. Dekorativ hervorgehoben ist lediglich der Eingang, zeittypisch mit ovalem Ochsenauge in hohem Giebelfeld mit plastischem Dekor. Darüber hinaus findet sich aufgeputzter geradliniger Dekor in den Sohlbankfeldern. LfD/1998/2002 | 09291302 |
| Weitere Bilder                          | Mietshaus in halboffener Bebauung und in Ecklage, mit seitlicher Toreinfahrt an der Springerstraße | Gohliser Straße 7 (Karte)                 | 1907 (Mietshaus)                                                                             | Putz-Naturstein-Fassade mit Erkern, bleiverglaste Treppenhausfenster, schmuckreichen Dachaufbauten, stilistisch zwischen Späthistorismus und Jugendstil, baugeschichtlich von Bedeutung. Denkmaltext: Das Eckhaus zur Springerstraße wurde zwischen Januar und November 1907 nach Plänen von Ernst Arthur Hänsch für den Kaufmann Gustav Seidel und Maurermeister Gustav Thon errichtet. Es enthält in den beiden Flügeln je zwei Wohnungen unterschiedlicher Größe pro Etage mit Bad und Zentralheizung. Im Dachgeschoss befand sich die Hausmannswohnung. Bestimmend für das Gesamtbild sind die äußerst schmuckreichen Dachaufbauten, vor allem der dreiteilige Ecktrakt, der noch zusätzlich durch ein fragiles, in der Front vorspringendes Türmchen gekrönt wird. Diese aufwendige Ausgestaltung der Dachzone finden wir auch bei den Häusern von Hänsch am Nordplatz und sie setzt sich in den folgenden Bauten Nummer 9 und 11 fort. Ebenso typisch, sowohl für die Handschrift des Architekten wie für die Bauzeit um 1907, ist die differenzierte Putzgestaltung: Über dem hohen Rustikasockel sind die Putzflächen an den Erkern mit feinem Kammputz, glatten Fensterrahmungen und vegetabilem Jugendstildekor kunstvoll gestaltet. Die Rücklagen zeigen glatten Putz mit strukturierten Fenstergewänden. Wie bei allen Hänsch-Bauten ist der Eingang mit figürlichen und ornamentalen Sandsteinreliefs geschmückt. Die geschnitzte Tür, die Jugendstilgitter in den Souterrainfenstern und Teile der Einfriedung vervollständigen das Bild. Die Signatur des Architekten neben dem Eingang kündet vom künstlerischen Anspruch solcher Bauten. LfD/1998/2002 | 09291303 |
|                                         | Mietshaus in geschlossener Bebauung | Gohliser Straße 8 (Karte)                 | 1910 (Mietshaus)                                                                             | Putzfassade mit Erkern und Balkons, bleiverglaste Treppenhausfenster, Marmor und Stuck im Eingangsbereich, Reformstil-Architektur, baugeschichtlich von Bedeutung. Denkmaltext: Im Februar 1910 wurde die Parzelle an Maurermeister Wilhelm Bätz, der als Bauherr und Ausführender zeichnet, verkauft. Die Fassade wird gegliedert durch zwei Erker, der rechte durch eine gestufte Kuppel gedeckt, der linke ursprünglich in einen breiten Giebel mündend. Durch eine Sprengbombe wurde dieser Hausteil zerstört. Die schmale Rechteckfelderung und der kartuschenartige Dekor im Erker an der ansonsten zeitgemäß geradlinigen Fassade sind so nur noch im rechten Teil erhalten. LfD/1998/2002 | 09291304 |
| Direkt Bild zu diesem Denkmal hochladen | Mietshaus in geschlossener Bebauung | Gohliser Straße 9 (Karte)                 | bezeichnet 1907 (Mietshaus)                                                                  | Sandstein-Putz-Fassade mit zwei Erkern und Schmuckgiebeln, zwischen Jugendstil und Reformstil, baugeschichtlich von Bedeutung. Denkmaltext: Die Pläne für ein „hochherrschaftliches Mietshaus“ schuf Ernst Arthur Hänsch Ende 1906 für den Bauherrn Wilhelm Friedrich. Ursprünglich war nur eine 10-Zimmer-Wohnung pro Etage angelegt, die durch einen seitlichen Eingang erschlossen wurde. Mit der Wohnungsteilung 1935 ist der Eingang in die Fassadenmitte verlegt worden. Wahrscheinlich ist zu dieser Zeit auch ein Teil des Erkerschmucks, vor allem die für Hänsch typischen Friese mit dichtem floralen Mustern sowie der Rieffelputz entfernt worden. Erhalten sind noch die Masken zwischen den Fenstern des ersten Geschosses und der reiche Schmuck der beiden leicht asymmetrisch angelegten Volutengiebel. LfD/1998/2002 | 09291305 |
|                                         | Mietshaus in geschlossener Bebauung | Gohliser Straße 10 (Karte)                | 1911 (Mietshaus)                                                                             | Sandstein-Putz-Fassade mit Erkern und Balkons, Stuck und Marmor und Spiegel im Eingangsbereich, Reformstil-Architektur, baugeschichtlich von Bedeutung. Denkmaltext: Der Bauantrag wurde 1911 vom Baumeister und Bauunternehmer Albin Neumann, der als Ausführender und Bauleiter fungierte, gestellt. Die Fassade weist in den dekorativen Details Ähnlichkeiten mit dem benachbarten Eckhaus zur Springerstraße auf, das ebenfalls von Neumann gebaut wurde. Über dem hohen rustizierten Sockel, der den schmalen Eingang miteinschließt, nehmen die beiden Erker und die sie verbindenden Balkone den Mittelteil der Fassade ein. Die Dachzone ist asymmetrisch angelegt, links das bekannte „Pianomotiv“, bei dem ein Erker in den breiten Dachausbau hineinragt, der rechte Erker wird von einem niedrigeren Ausbau mit Mansarddach abgeschlossen. Zahnschnittfriese schließen die Traufzone ab. Unter den hochrechteckigen, zu Dreiergruppen zusammengefassten Erkerfenstern, die wiederum durch die kleinteilige Oberlichtsprossung in Rechtecke aufgeteilt sind, finden hochovale, in Rechtecke eingefügte Medaillons mit Kränzen oder figürlichen Motiven. Diese Art der Dekoration weist ebenso wie die kurzen dorischen Säulen neben dem Eingang auf den Einfluss des Neo-Empire um 1910. LfD/1998/2002 | 09291306 |
|                                         | Mietshaus in halboffener Bebauung und in Ecklage | Gohliser Straße 11 (Karte)                | 1907 (Mietshaus)                                                                             | Sandstein-Putz-Fassade mit Erkern, Eckbetonung im Dachbereich, Marmor und Windfangtür im Eingangsbereich, stilistisch zwischen Späthistorismus und Jugendstil, baugeschichtlich von Bedeutung. Denkmaltext: Gleichzeitig mit Nummer 7 und für dieselben Bauherren entwarf Ernst Arthur Hänsch 1907 die Pläne für das Eckhaus zur damaligen Montbéstraße. Auch hier akzentuiert die dreiteilige Giebelgruppe mit dem polygonalen Türmchen den Eckbereich, gliedern Erker mit Volutengiebel die beiden Straßenseiten. Doch während die Erkerdekoration erhalten ist, wurde die feine Putzgestaltung der Fassade durch einen nivellierenden Neuverputz teilweise beseitigt. LfD/1998/2002 | 09291307 |
|                                         | Mietshaus in geschlossener Bebauung | Gohliser Straße 12 (Karte)                | 1911 (Mietshaus)                                                                             | Sandstein-Putz-Fassade mit Erker, im Innern Terrazzo, Stuck und Marmor im Eingangsbereich, Reformstil-Architektur, baugeschichtlich von Bedeutung. Denkmaltext: Im Juli 1911 stellte Baumeister Albin Neumann als Bauherr und Ausführender den Bauantrag für das Mietshaus. Die Fassade ist sehr entschieden und großräumig gestaltet: Der seitliche Eingang weist auf nur eine Wohnung pro Etage hin, die Räume sind um eine breite Mitteldiele gruppiert, an deren Ende sich das Bad befand. Über dem sehr hohen Rustikasockel nimmt der Erker ein Drittel der Fassadenbreite ein. Seine Schwere wird durch die Binnengliederung gemildert: schmale Lisenen fassen die Geschosse zusammen in den Sohlbänken finden sich die typischen hochovalen Kränze, die Kanten sind durch ein plastisches Stabmotiv konturiert. Die Fenster waren ursprünglich als „englische Fenster“ mit kleinteiliger Sprossung gestaltet. Wie bei vielen Häusern der Straße findet sich unter dem Erker ein vorgewölbtes „bay window“. LfD/1998/2002 | 09291308 |
|                                         | Mietshaus in geschlossener Bebauung und in Ecklage | Gohliser Straße 13 (Karte)                | 1906–1908 (Mietshaus)                                                                        | mit Laden, Putzfassade mit Eckbetonung sowie mit Erkern, Balkons und Loggien, im Innern Terrazzo und Marmor im Eingangsbereich, teilweise bleiverglaste Treppenhausfenster, Reformstil-Architektur, baugeschichtlich von Bedeutung. Denkmaltext: Der Eckbau zur Kommandant-Trufanow-Straße wurde 1906 bis 1908 von den Gebrüdern Heyne als Bauherren und Ausführende errichtet. Auch hier ist der Ecktrakt besonders betont: Die abgerundete Ecklinie gipfelt in der Dachzone in einem oktogonalen verschieferten Turm, rechts und links von Erkern und geschweiften Dachgiebeln flankiert. Diese starke räumliche Bewegtheit des Baukörpers wird noch durch breite Loggien mit vorkragenden Balkonbrüstungen an beiden Straßenseiten verstärkt. Wie viele der um 1906/07 errichteten Häuser zeigt die Fassade eine sehr diffizile Binnengliederung durch Putznutung (Erdgeschoss und erstes Erkergeschoss), Rieselputz mit ausgesparten Schablonenmustern, kartuschenartigen Antragsarbeiten in den Sohlbänken und feinteiligen Balkongittern. LfD/1998/2002 | 09291309 |
|                                         | Mietshaus in geschlossener Bebauung | Gohliser Straße 14 (Karte)                | 1911 (Mietshaus)                                                                             | Putzfassade mit Erker, Prägetapete im Treppenhaus, Reformstil-Architektur, baugeschichtlich von Bedeutung. Denkmaltext: Der Bauantrag für das Mietshaus wurde 1911 von Wilhelm Becker als Bauherr, Bauleiter und entwerfendem Architekt gestellt. Auch hier zeigt der seitliche Eingang an, dass nur eine Wohnung pro Etage vorgesehen war. Die Treppenhausachse über dem in unverschnörkelter kassettierter Werksteinrahmung gestaltetem Eingang und der mittig angeordnete halbrund vorspringende Erker zeigen die innere Struktur der Wohnungen an. Im breiten, die Fassade beherrschenden Giebel befand sich die Wohnung des Architekten, im Souterrain sein Atelier. Der Verputz des hohen Erdgeschosses mit dem kleinen „bay window“ unter dem Erker war von dem der Obergeschosse abgehoben. Ansonsten bilden die in Rechteckfelder gefügten Antragsarbeiten am Erker den einzigen Dekor. Entsprechend wichtig ist daher die Fenstergestaltung, die hier – wie die erhaltenen Originale im zweiten Erkergeschoss zeigen – nach englischem Vorbild durchgehend gesprosst waren. Das Haus wurde 1929 an einen jüdischen Kaufmann veräußert und 1938 „arisiert“. LfD/1998/2002 | 09291310 |
| Direkt Bild zu diesem Denkmal hochladen | Mietshaus in geschlossener Bebauung | Gohliser Straße 15 (Karte)                | 1908–1909 (Mietshaus)                                                                        | Putzfassade mit Erker und Balkons, Reformstil-Architektur, baugeschichtlich von Bedeutung. Denkmaltext: Die Bauakte des Hauses ist nicht erhalten. Es wurde vor 1910 und wahrscheinlich von den Architekten Franz Bruno Thon und Georg Staufert, die 1912 darin ihr Atelier besaßen, erbaut. Auch hier deutet die seitliche Eingangsachse in der schmale Fassade auf je eine Etagenwohnung hin, deren Hauptraum wohl das Mittelzimmer hinter dem Erker war. LfD/1998/2002 | 09291311 |
|                                         | Mietshaus in halboffener Bebauung und in Ecklage, mit Vorgarten an der Trufanowstraße | Gohliser Straße 16 (Karte)                | 1912–1913 (Mietshaus)                                                                        | mit Laden, markant gestaltete Putzfassade mit Erker, bleiverglaste Treppenhausfenster, Holzpaneele und Malerei im Eingangsbereich, im Heimat- und Reformstil der Zeit, baugeschichtlich von Bedeutung | 09291312 |
|                                         | Mietshaus in geschlossener Bebauung und in Ecklage | Gohliser Straße 17 (Karte)                | 1909 (Mietshaus)                                                                             | Putzfassade mit Erkern und Eckbetonung, im Innern Marmor und Stuck im Eingangsbereich, Reformstil-Architektur, baugeschichtlich von Bedeutung. Denkmaltext: Das Eckhaus zur Ehrensteinstraße wurde nach einem Planentwurf vom März 1909 für den Baumeister Richard Keller, der auch als Ausführender zeichnet, erbaut. Die Material- und Strukturvielfalt: Putzquaderung im Erdgeschoss (entfernt) und an den Erkern, Rieselputz mit Schablonendekor im Obergeschoss und am Eckerker, Verschieferung im Erkerobergeschoss sowie der Baudekor an Erkern und am Eingang enthalten Elemente eines verspäteten Jugendstils. LfD/1998/2002 | 09291313 |
|                                         | Mietshaus in geschlossener Bebauung und in Ecklage | Gohliser Straße 20 (Karte)                | 1912 (Mietshaus)                                                                             | mit Läden, Putzfassade mit Erkern, Balkons und Loggia, Marmor und Terrazzo im Eingangsbereich, im Heimat- und Reformstil, baugeschichtlich von Bedeutung. Denkmaltext: Für das Wohn- und Geschäftshaus der Baufirma Albin Neumann schuf 1912 der Architekt E. August Stehmann die Pläne. Das gesamte Erdgeschoss wurde von den Geschäftsräumen eingenommen. Der Eingang zum Firmenbüro befand sich in der abgeschrägten Ecke zur Ehrensteinstraße unter dem vorkragenden Erker, der Hauseingang mit einem Kunststeinputto im Oberlicht zwischen den rundbogigen Schaufensteröffnungen an der Gohliser Straße. Die Fassadengliederung erfolgt durch Erker mit anstoßenden Balkonen, Gruppierung der kleinteilig gesprossten Fenster und zwei Gurtgesimse. LfD/1998/2002 | 09291315 |
| Weitere Bilder                          | Mietshaus in geschlossener Bebauung | Humboldtstraße 13 (Karte)                 | 1873 (Mietshaus)                                                                             | historisierender Putzbau, hier zeitweise Sozialamt der jüdischen Religionsgemeinde im Erdgeschoss, Wohnort des bedeutenden orthodoxen Rabbiners Moses Rogosnitzky (geb. 1884, emigriert nach 1936), Geschichts- und Erinnerungswert | 08967430 |
|                                         | Ehemaliges Messehaus (mit zwei Hausnummern) in geschlossener Bebauung, heute Wohngebäude (ehemals Durchgangsgrundstück mit Tröndlinring 9, siehe dort) | Humboldtstraße 14; 14a (Karte)            | im Kern 1924–1926 (Messehaus), Umbau 1954–1955 (Messehaus)                                   | zeittypische Putzfassade mit betontem Eingang und zwei Tordurchfahrten, baugeschichtlich und ortsgeschichtlich von Bedeutung. Denkmaltext: Rücktrakt des Ringmessehauses s. Tröndlinring 9 LfD 1998/2002 | 09290654 |
|                                         | Mietshaus in geschlossener Bebauung | Humboldtstraße 15 (Karte)                 | um 1880 (Mietshaus)                                                                          | historisierende Putzfassade, Stuck im Eingangsbereich, geätzte Treppenhausfenster, baugeschichtlich von Bedeutung | 09290231 |
|                                         | Mietshaus in geschlossener Bebauung | Humboldtstraße 16 (Karte)                 | um 1880 (Mietshaus)                                                                          | mit Tordurchfahrt, historisierende Putzfassade, Windfangtür und Treppenhausfenster mit geätzter Verglasung, baugeschichtlich von Bedeutung. Denkmaltext: Juni 1873 Bauantrag für Vorder- und Hintergebäude, Pläne von Maurermeister Heinrich Bruno Oelschlegel. Fünfgeschossiges Wohnhaus mit segmentbogigen Fenstern, Erdgeschoss mit flacher Putznutung, die Seitenachsen über drei Geschosse durch gusseiserne Scheinbalkone betont. Schlichte, unambitionierte Fassadengestaltung. LfD/1998/2002 | 09299069 |
|                                         | Mietshaus in geschlossener Bebauung | Humboldtstraße 17 (Karte)                 | um 1880 (Mietshaus)                                                                          | mit Tordurchfahrt, historisierende Putzfassade mit Balkons, zum Hof Veranda mit geätzter Verglasung, baugeschichtlich von Bedeutung | 09290232 |
|                                         | Mietshaus einer Wohnanlage, mit Vorgarten und Einfriedung | Kanalstraße 6 (Karte)                     | 1925–1926 (Mehrfamilienwohnhaus)                                                             | traditionalistische Putzfassade mit zwei Erkern, baugeschichtlich von Bedeutung | 09293887 |
|                                         | Doppelmietshaus (mit Kickerlingsberg 14) in Ecklage, mit seitlicher Einfriedung und Pforte | Karl-Rothe-Straße 2 (Karte)               | 1908 (Teil eines Doppelmietshauses)                                                          | Putzfassade mit Erkern und Balkons, Reformstil-Architektur, baugeschichtlich von Bedeutung | 09290319 |
| Weitere Bilder                          | Villa mit Vorgarten, Einfriedung und Garagengebäude | Karl-Rothe-Straße 3 (Karte)               | 1909–1910 (Villa)                                                                            | Putzfassade, Marmor im Eingangsbereich, Reformstil-Architektur, benannt nach Kaufmann Adolf Dietz, Inhaber der Tapisseriefabrik Eugen Dalitz, baugeschichtlich von Bedeutung. Denkmaltext: Erste Pläne für die Villa des Kaufmanns Adolf Heinrich Dietz legte der Architekt Walter Heßling im Oktober 1909 vor. Sie sahen die traditionelle Dreiteilung der Straßenfassade entsprechend der inneren Raumaufteilung in Salon, Herrenzimmer, Damenzimmer vor. Im Dezember erfolgte eine grundlegende Planänderung: Die vergrößerte Wohndiele mit repräsentativer Treppenanlage gewinnt im Raumgefüge an Bedeutung und wird an die Straßenseite gerückt, wo sie im Außenbau als gestalterisch dominierendes Element in Form eines sich verjüngender Risaliten mit hohem Thermenfenster und Dachausbau sichtbar wird. Das dreigeteilte untere Fenster kennzeichnet den im Erdgeschoss liegenden Wohnbereich der Diele. Mit Empfangszimmer, Herrenzimmer, Speisezimmer wird das Erdgeschoss zum öffentlichen Repräsentationsbereich, das Wohnzimmer wird in das Obergeschoss zu den Schlaf- und Privaträumen verlegt. Der Eingang bleibt an der Ostseite, zum Garten vermittelt die dem Speisezimmer vorgelagerte Terrasse. Das hohe Walmdach mit Giebelausbauten an allen vier Seiten wird nun von einem Belvedère bekrönt. Durch einen Sockelbereich aus Werksteinquadern wird der Baukörper horizontal geteilt, die mit Klappläden versehenen Fenster im Obergeschoss deuten auch äußerlich den mehr privaten Bereich an. 1916 wurde die Villa von einem jüdischen Kaufmann erworben, im September 1938 ging sie an die I.G. Farbenindustrie AG, Frankfurt am Main, Niederlassung Agfa Wolfen. In der Nachkriegszeit erfolgten durch Wohnungsteilungen innere Veränderungen. LfD/1998/2002 | 09291502 |
|                                         | Mietshaus in offener Bebauung, mit seitlicher Einfriedung und Toreinfahrt | Karl-Rothe-Straße 4 (Karte)               | 1909 (Mietshaus)                                                                             | Putzfassade mit Erkern, Veranda an der Gartenfassade, schmiedeeisernes Hoftor, Reformstil-Architektur, baugeschichtlich von Bedeutung. Denkmaltext: Der Baumeister Emil Max Langheinrich, der 1909 die Parzelle erworben hatte, schuf im Juni des Jahres die Pläne für ein „herrschaftliches Mietshaus“, das in den drei Geschossen je eine Etagenwohnung und im Dachgeschoss die Hausmeisterwohnung enthielt. Entstsprechend der Lage des Hauses mit der Straßenfassade nach Nordwesten war die innere Raumdisposition:An der Nordostseite liegt der Eingangsrisalit mit großen Fensterloggien. Sie beleuchten Treppenhaus, Entrée und die zentrale Diele, die zugleich als Billard- und Musikzimmer diente. Zur Straße hin befanden sich das Esszimmer, durch dreigeteilte leicht konvex angeordnete Fenster angedeutet, der Salon hinter dem Erker und an der Südwestecke das Wohnzimmer. Wintergarten und Terrasse lagen an der Südseite, der Wirtschaftstrakt östlich vom Treppenhaus. Der Außenbau zeigt sich ähnlich wie das ebenfalls von Langheinrich entworfene Eckhaus zum Kickerlingsberg: Ein hoher, bis über das Erdgeschoss reichender Sockelbereich mit Putzspundierung verleiht dem auf quadratischem Grundriss errichteten Baukörper die notwendige horizontale Stabilität, während die beiden Obergeschosse durch die Verbindung der Fensterachsen vertikal betont sind. Flache Antragsarbeiten schmücken die Sohlbankfelder. Erhalten ist die originale Einfriedung LfD/1998/2002 | 09291503 |
|                                         | Doppelmietshaus (mit Gohliser Straße 4) in offener Bebauung und in Ecklage | Karl-Rothe-Straße 8 (Karte)               | 1898 (Teil eines Doppelmietshauses)                                                          | zeittypische Klinkerfassade mit Balkons, bleiverglaste Treppenhausfenster, baugeschichtlich von Bedeutung. Denkmaltext: 1898 kaufte der Architekt Albert Georg Friedrich die Eckparzelle zur Gohliser Straße zum Bau eines Doppelhauses mit Pferdestall und Remise. Das große Eckhaus besitzt Eingänge an beiden Straßenseiten, die „verbrochenene“ Ecke ist durch einen Erker mit Zwiebelturm akzentuiert, der Ecktrakt zudem noch durch massive Balkone und breite Loggien (ursprünglich an beiden Straßenseiten) im Obergeschoss hervorgehoben. Die Dachzone, ursprünglich mit üppigem Traufgesims und Dachausbauten wurde nach Kriegsschäden vereinfacht. Im Souterrain befanden sich mehrere Läden, 1900 erwarben der Architekt Karl Weichardt und der Verlagsbuchhändler Alfred Voerster je eine Hälfte des Doppelhauses. LfD/1998/2002 | 09291504 |
| Weitere Bilder                          | Mietshaus in halboffener Bebauung und in Ecklage, historischer Aufzug im Innern | Karl-Rothe-Straße 9 (Karte)               | 1911 (Mietshaus)                                                                             | mit Läden, Putzfassade mit Erkern und Balkons, Marmor im Eingangsbereich, kachelverkleideter Lichtschacht, Reformstil-Architektur, baugeschichtlich von Bedeutung. Denkmaltext: Die Parzelle an der Nordostecke zur Gohliser Straße erwarben im Februar 1911 die Baumeister Johannes Wetzold und Karl Hermann Beyer, die auch für Planung, Bauleitung und Ausführung des Eckhauses zeichneten. Der Fassadenriss ist mit dem Signum „MS“ versehen. In der kürzeren Fassade zur Gohliser Straße und im Ecktrakt waren von Beginn an Läden. Anders als bisher vorgeschrieben, ist die Ecke nicht mehr „verbrochen“, sondern nur abgerundet. Die gleiche verschliffene, wulstartige Rundung zeigen auch das Schlussgesims und die beiden Gurtgesimse, die in ihrer eleganten Linienführung die flachen Halbrunderker miteinbeziehen. Typisch für die Zeit sind die kräftigen, dicht strukturierten plastischen Schmuckformen an den Erkern und über dem Eingang, an anderen Stellen zeigt sich noch floraler, eher jugendstiliger Bauschmuck. Der Eingang an der Karl-Rothe-Straße führt zu einem zentralen Treppenhaus auf Halbrundgrundriss, in dem sich ein Aufzug der Firma Schelter & Giesecke befand. In jedem Flügel gab es nur je eine große, durch eine quadratische Diele erschlossene Etagenwohnung. LfD/1998/2002 | 09291506 |
|                                         | Mietshaus in offener Bebauung und Garten (mit Brunnenbecken und Wegeeinfassungen), Hinterhaus, Garagengebäude sowie seitliche Einfriedung mit Toreinfahrt | Karl-Rothe-Straße 11 (Karte)              | 1926–1927 (Mietshaus)                                                                        | Putzfassade mit Kastenerker, noch vom Reformstil der Zeit um 1910 beeinflusst, mit Art-Déco-Elementen, baugeschichtlich von Bedeutung. Denkmaltext: Dachdeckermeister Ernst Lippold stellte im November 1926 den Bauantrag auf ein Vierfamilienhaus. Die Pläne stammen von Baumeister Otto Götz. Der dreigeschossige Bau auf quadratischem Grundriss mit hohem, ausgebauten Walmdach besitzt einen Erker in halber Fassadenbreite (bisherige Bauvorschriften erlaubten nur ein Drittel der Fassade). Die für die Zeit typischen, spitzigen art-déco-Formen finden sich in den gebrochenen Lisenen unter dem Erker, den steilen Dreiecksgiebeln über den Erkerfenstern des dritten Geschosses, dem Rhombenmuster des Giebels und selbst den Schornsteinformen. Die art-déco-Formen der Einfriedung sind nur noch an den Pfosten erhalten. LfD/1998/2002 | 09291507 |
|                                         | Mietshaus in halboffener Bebauung | Karl-Rothe-Straße 13 (Karte)              | 1923–1925 (Mietshaus)                                                                        | Putzfassade mit Eckerker, Marmor und Stuck im Eingangsbereich, noch vom Reformstil der Zeit um 1910 beeinflusst, baugeschichtlich von Bedeutung. Denkmaltext: Für die Strumpffabrik Albert Haas AG stellte Georg Schmidt 1923 Antrag auf den Bau eines Wohn- und Geschäftshauses. Die Pläne schuf Architekt Martin Hempel. Das dreigeschossige Gebäude enthielt im Keller Lagerräume, hinter den großen Halbrundfenstern des Erdgeschosses Büros und einen großen Fabrikationssaal, in den Obergeschossen je eine Wohnung. Der Eingangsvorbau an der Schmalseite führte zu einem quadratischen Treppenhaus mit dreiläufiger Treppenanlage an der Rückseite. Von hier aus verlief ein Korridor durch die ganze Länge des Gebäudes. Seit 1949 ist das Haus im Besitz des Gustav-Adolf-Werkes der Evangelischen Kirche Deutschlands. LfD/1998/2002 | 09291509 |
|                                         | Mietshaus in halboffener Bebauung, mit seitlicher Einfriedung und Toreinfahrt | Karl-Rothe-Straße 15 (Karte)              | 1928–1929 (Mietshaus)                                                                        | Putzfassade mit zwei Kastenerkern, mit Art-Déco-Elementen, baugeschichtlich von Bedeutung. Denkmaltext: Das „herrschaftliche Wohnhaus“, das Dachdeckermeister Ernst Lippold 1928 nach Plänen des Architekten F. B. Thon errichten ließ, passt sich in Geschosshöhe, Gestaltung des Erdgeschosses, Putzstruktur und -farbe sowie Dachform dem Nachbarhaus Nummer 13 an. Statt des halbrunden Eckerkers, der dort die Gebäudeecke markiert, vermitteln hier zwei Erker und der seitliche Eingangsrisalit plastische Wucht. Die jeweils zwei Wohnungen pro Etage besaßen mit Bädern und Zentralheizung modernen Komfort. LfD/1998/2002 | 09299667 |
|                                         | Doppelmietshaus (mit Balzacstraße 7) in offener Bebauung und in Ecklage | Karl-Rothe-Straße 16 (Karte)              | 1898–1900 (Teil eines Doppelmietshauses)                                                     | Putzfassade mit Sandsteingliederungen und Erkern, Stuck im Eingangsbereich, im Stil des Späthistorismus, baugeschichtlich von Bedeutung. Denkmaltext: Der Kopfbau an der platzartigen Einmündung von Balzac-, Karl-Rothe- und Richterstraße wurde zwischen Juli 1898 und Juni 1900 von den Gebr. Heyne, Maurer- und Zimmermeister als Bauherren und Ausführende errichtet. Der entsprechende Eckbau Balzacstraße 7 schloss sich ab 1900 an. Noch ganz den Formen des Historismus verhaftet, erscheint der Bau mit seinen reichen Schmuckformen, vor allem am Eingang und den Erkern, und der rhythmisch durchgebildeten Dachlandschaft in einer seiner Lage entsprechenden repräsentativen Gestaltung. LfD/1998/2002 | 09291510 |
|                                         | Mietshaus (Anschrift: Karl-Rothe-Straße 17 und Richterstraße 1) in offener Bebauung und in Ecklage, mit Garten, seitlicher Einfriedung, Toreinfahrt und Doppelgarage im Hof | Karl-Rothe-Straße 17 (Karte)              | 1924 (Mietshaus)                                                                             | Putzfassade mit Porphyrtuffelementen, Mosaikfußboden im Innern, Reformstil-Architektur mit Anklängen an den Neoklassizismus, baugeschichtlich von Bedeutung. Denkmaltext: Im April 1924 beantragte der Architekt Johannes Koppe den Bau eines Wohn- und Bürogebäudes. Rechtwinklig zum neunachsigen Haupttrakt an der Karl-Rothe-Straße schließt sich hofseitig ein zur Richterstraße weisender Seitenflügel an. Der Eingang am Hauptflügel führt über einen Vorflur zu einer oktogonalen Halle und von dieser zum Treppenhaus, das im Außenbau als turmartiger Vorbau mit offener Pfeilern im Erdgeschoss und Kegeldach zwischen den beiden Flügeln erscheint. Von der Halle aus verlaufen Korridore in beide Gebäudeteile. In jedem Flügel gab es einen großen und mehrere kleinere Büroräume im Erdgeschoss. Die Obergeschosse enthielten Kleinbüros und je zwei Wohnungen. Die Fassadengliederung enthält nur wenige der zeitüblichen art-déco-Elemente, so das gekehlte Gesims, die spitzübgiebeligen Dachfenster und die Rahmung des Eingangs. Mit der großzügigen Lisenengliederung, in die ein flacher Mittelrisalit eingebunden ist und der Klarheit der Gesamtanlage überwiegt der Eindruck eines gemäßigten Neoklassizismus. LfD/1998/2002 | 09291511 |
| Weitere Bilder                          | Mietshaus (mit zwei Hausnummern) in geschlossener Bebauung, mit Synagoge im Erdgeschoss | Keilstraße 4; 6 (Karte)                   | 1897–1898 (Mietshaus), 1900–1904 (Einbau Betsaal Synagoge)                                   | Klinkerfassade mit Erker und Balkons, Stuck und Fußbodenkacheln im Eingangsbereich, Synagoge mit Seltenheits- und Erinnerungswert, bedeutsames Dokument für Volksbildung und Stadtgeschichte, überregionale Wertigkeit, religionshistorischer und bauhistorischer Wert. Denkmaltext: Brodyer Synagoge 1898 zusammen mit Keilstraße 6 für Zimmermeister Louis Börner nach Plänen von Georg Wünschmann erbaut. Ursprünglich die Fassadenteile des Doppelhauses spiegelbildlich aufeinander bezogen: Mit zentralem Giebel, daneben jeweils zwei Türme mit geschweiften Hauben und Laterne, die Seitenachsen jeweils mit gekuppelten Fenstern. Ursprünglich die Hauseingänge in den Seitenachsen, später Veränderungen der Fassade von Nummer 4. im Zusammenhang mit dem Synagogeneinbau. 1900 Erwerb von Nummer 4 durch den jüdischen Holzhändler Friedrich Gutfreund, 1901 erste Pläne von Oscar Schade zum Einbau eines Beetsaales für die in Leipzig lebenden Brodyer Juden. Juni 1903 Baubeginn, September 1904 Einweihung. Das im Besitz des Talmud-Thora-Vereins befindliche Haus enthielt außer dem Beetsaal im Erdgeschoss eine jüdische Privatschule, Bibliothek und Lesehalle sowie Wohnungen im 2. Geschoss. Deren Vorhandensein war der Grund, dass die Synagoge als einzige in Leipzig 1938 nicht angezündet wurde. Zwischen 1938 und 1945 als Lager genutzt, erfolgte im Oktober 1945 die Wiedereinweihung als neues Zentrum der Leipziger Israelitischen Religionsgemeinde. 1993 wurde die Originalfassung des Beetsaal-Innenraumes mit leicht orientalisierenden Säulenkapitellen und Emporenbrüstungen, einer Kassettendecke mit Davidsternen sowie rosettengeschmückten Bleiglasfenstern wiederhergestellt. LfD/1998/2002 | 09290320 |
|                                         | Doppelmietshaus in offener Bebauung, mit seitlicher Einfriedung | Kickerlingsberg 2; 4 (Karte)              | 1908 (Doppelmietshaus)                                                                       | Putzfassade mit Erkern, bleiverglaste Treppenhausfenster, Stuck in der Erdgeschosswohnung, stilistisch zwischen Späthistorismus und Jugend- und Reformstil, baugeschichtlich von Bedeutung. Denkmaltext: Bauantrag und Pläne Juni 1908 von Architekt Ernst Arthur Hänsch. Eines der 6 Doppelhäuser, die der Parzellierungsplan für den Gohliser Exerzierplatz jeweils in der Mitte der Blöcke vorsah. (Auch das gegenüberliegende Doppelhaus Lumumbastraße 1/3 gehörten dem Architekten Hänsch, der in diesem Gebiet mehrfach als Bauunternehmer auftrat). Der massige Bau, dreigeschossig über hohem, werksteinverblendetem Sockelgeschoss, wird durch die beiden seitlichen Dachaufbauten über polygonalen Erkern und den jeweils durch flache Lisenen zusammengefassten dreiteiligen Fenstern der Gebäudemitte gegliedert. Das Erdgeschoss ist durch zum Fries zusammengefasste bogenförmige Verdachungen mit Masken in den Bogenscheiteln hervorgehoben. Im Vergleich zu den um 1904 entstandenen, noch vom Jugendstil geprägten Häusern des Architekten am Nordplatz ist eine zeitgemäße Zurücknahme von Schmuckformen zu bemerken: sie beschränken sich auf Antragsarbeiten in den Erker-Sohlbankfeldern und friesartige Strukturen unter den Fenstern vor allem der Mittelachse sowie der Eingangsgestaltung. Die Dachausbauten wurden nach Kriegszerstörungen geändert. Ursprünglich nur jeweils eine Wohnung pro Etage, die Räume villenartig um eine große Diele angelegt. Neben dem von Vasenpostamenten flankierten Herrschaftseingang an den Giebelseiten führte ein Dienstboteneingang zu den Wirtschaftsräumen. LfD/1998/2002 | 09293022 |
| Weitere Bilder                          | Mietshaus in halboffener Bebauung (bauliche Einheit mit Nr. 8), mit seitlicher Einfriedung | Kickerlingsberg 6 (Karte)                 | 1908 (Mietshaus)                                                                             | Putzfassade mit Eckbetonung, Marmor im Eingangsbereich, bleiverglaste Treppenhausfenster, im Reformstil der Zeit um 1910, Architekt: Emil Franz Hänsel, baugeschichtlich von Bedeutung. Denkmaltext: Nummer 6 für Kaufmann Emil Conrad nach Plänen von Emil Franz Hänsel von April 1908, Nummer 8 für Regierungsrat Dr. jur. Konrad Schönfeld nach Plänen von Architekturbüro Langheinrich und Riedel von Februar 1911. Obwohl als Doppelhaus entworfen und ausgeführt, manifestiert sich in der Fassade nicht nur der unterschiedliche handschriftliche Duktus der Architekten, sondern auch die zwischen 1908 und 1911 erfolgte allgemeine Hinwendung zu neoklassizistischen Elementen. Trotz des Anknüpfens an die Formen des 3 Jahre früher entstandenen Gebäudeteils zeigen die Details von Nummer 8 eine schärfere Ausprägung: So sind die Kolossallisenen, die die beiden Hauptgeschosse zusammenfassen bei Hänsel glatt mit figürlichen Reliefs in den unteren Teilen, bei Langheinrich zeigen sie die im Klassizismus beliebte Kannelierung. Die Fensterpfosten des leicht angetreppten Risalits, der die Mitte des Doppelhauses plastisch hervorhebt, sind bei Hänsel skulptural betont, in Nummer 8 glatt. Deutlicher noch als beim ausgeführten Bau treten diese Unterschiede in den Fassadenrissen hervor. Das monumentale Doppelhaus mit polygonal gestalteter Ecklösung und Ecktürmen, massigen, zur Mitte hin gestaffelten Dachausbauten erhält durch die feinteilige, plastisch wirkende Lisenengliederung und ein breites Gesimsband eine differenzierte Fassadengestaltung. Die großen Etagenwohnungen, durch Eingänge an den Giebelseiten zugänglich, besitzen mit den um eine zentrale Diele gruppierten Räumen und den mit separaten Treppenhäusern versehenen Wirtschafts- und Dienstbotentrakten villenartige Grundrisse. (3 Fassadenkopien: Entwurf Hänsel, Fassade und Giebelseite, Entwurf Langheinrich) LfD/1998/2002 | 09290323 |
| Weitere Bilder                          | Mietshaus in halboffener Bebauung (bauliche Einheit mit Nr. 6) | Kickerlingsberg 8 (Karte)                 | 1911 (Mietshaus)                                                                             | Putzfassade mit Eckbetonung, Marmor und Stuck im Eingangsbereich, im Reformstil der Zeit um 1910, Architekten: Langheinrich & Riedel, baugeschichtlich von Bedeutung. Denkmaltext: Nummer 6 für Kaufmann Emil Conrad nach Plänen von Emil Franz Hänsel von April 1908, Nummer 8 für Regierungsrat Dr. jur. Konrad Schönfeld nach Plänen von Architekturbüro Langheinrich & Riedel von Februar 1911. Obwohl als Doppelhaus entworfen und ausgeführt, manifestiert sich in der Fassade nicht nur der unterschiedliche handschriftliche Duktus der Architekten, sondern auch die zwischen 1908 und 1911 erfolgte allgemeine Hinwendung zu neoklassizistischen Elementen. Trotz des Anknüpfens an die Formen des 3 Jahre früher entstandenen Gebäudeteils zeigen die Details von Nummer 8 eine schärfere Ausprägung: So sind die Kolossallisenen, die die beiden Hauptgeschosse zusammenfassen bei Hänsel glatt mit figürlichen Reliefs in den unteren Teilen, bei Langheinrich zeigen sie die im Klassizismus beliebte Kannelierung. Die Fensterpfosten des leicht angetreppten Risalits, der die Mitte des Doppelhauses plastisch hervorhebt, sind bei Hänsel skulptural betont, in Nummer 8 glatt. Deutlicher noch als beim ausgeführten Bau treten diese Unterschiede in den Fassadenrissen hervor. Das monumentale Doppelhaus mit polygonal gestalteter Ecklösung und Ecktürmen, massigen, zur Mitte hin gestaffelten Dachausbauten erhält durch die feinteilige, plastisch wirkende Lisenengliederung und ein breites Gesimsband eine differenzierte Fassadengestaltung. Die großen Etagenwohnungen, durch Eingänge an den Giebelseiten zugänglich, besitzen mit den um eine zentrale Diele gruppierten Räumen und den mit separaten Treppenhäusern versehenen Wirtschafts- und Dienstbotentrakten villenartige Grundrisse. (3 Fassadenkopien: Entwurf Hänsel, Fassade und Giebelseite, Entwurf Langheinrich) LfD/1998/2002 | 09293023 |
| Weitere Bilder                          | Mietshaus in offener Bebauung, mit seitlicher Einfriedung und Nebengebäude im Hof | Kickerlingsberg 10 (Karte)                | 1908 (Mietshaus)                                                                             | Putzfassade mit Erker, Gartentreppen mit schmiedeeisernem Geländer, im Stil des Späthistorismus mit Jugendstil-Elementen, baugeschichtlich von Bedeutung. Denkmaltext: März 1908 Bauantrag auf Wohnhaus mit Nebengebäude für Rechtsanwalt Friedrich Hautz. Pläne von Baumeister Robert Rost. Freistehendes Wohnhaus für drei Familien, in der Straßenflucht akzentuiert durch den von einem hohen geschweiften Giebel überragten Erker und das oktogonale Ecktürmchen. Bauschmuck in Jugendstilformen ist auf den Erker konzentriert, wesentliche Gliederungs- und Schmuckelemente stellen die Fenster mit geschwungenen Kämpfern und Scheinbalkonen dar. Teile der eisernen Einfriedung zwischen Kunststeinpfosten sind erhalten. Die Hofseite mit hölzerner Veranda. Die Etagenwohnungen um eine zentrale Diele angeordnet, ursprünglich mit nach Mieterwünschen unterschiedlicher Raumaufteilung. LfD/1998/2002 | 09290324 |
|                                         | Mietshaus in offener Bebauung, mit seitlicher Einfriedung, Toreinfahrt und Remisengebäude im Hof | Kickerlingsberg 12 (Karte)                | 1909 (Mietshaus)                                                                             | Werksteinfassade mit Kastenerker, im Innern Marmor, Stuck und Ausmalung im Eingangsbereich, bleiverglaste Treppenhausfenster, sparsam dekorierte Reformstil-Architektur, baugeschichtlich von Bedeutung. Denkmaltext: März 1909 Antrag auf ein herrschaftliches Wohnhaus nebst Wirtschaftsgebäude von Architekt Otto Riehl als Bauherr und Bauleiter. Der Rechteckbau erstreckt sich mit seiner Tiefe in den Garten, die Schmalseite zur Straße ist sehr entschieden durch einen kräftigen Mittelerker gegliedert, der in einem ebenso kantigen Dachaufbau mündet. Von den konkav zurückweichenden Erkerseiten flankiert, wölbt sich das Balkongitter als konvexe Form vor, der im ersten Erkergeschoss ein noch stärker vorgewölbtes Gitter entspricht. Ebenso großflächig wie die Vertikalgliederung mit nur drei breiten Fensterachsen ist die Horizontalgliederung der Fassade: In Höhe des Goldenen Schnitts wird das Sockel- und Erdgeschoss mit dunkler Werksteinverblendung durch ein Gesims von den helleren Flächen der Obergeschosse abgesetzt, deren Fensterachsen durch eine geschossübergreifende dicht strukturierte Vertikalrahmung zusammengefasst werden. Mit den figürlichen und ornamentalen Antragsarbeiten in den Sohlbankfeldern und den originalen Fensterformen sind alle Details dieser markant und differenziert durchgestalteten Fassade erhalten. Auch die eiserne Einfriedung und die originalen Kellerfenstergitter blieben erhalten. Der Grundriss der Etagenwohnung villenartig: Räume mit Rechteckzuschnitt um große zentrale Rechteckdiele. LfD/1998/2002 | 09290325 |
|                                         | Doppelmietshaus (mit Karl-Rothe-Straße 2) in offener Bebauung und in Ecklage | Kickerlingsberg 14 (Karte)                | 1909 (Teil eines Doppelmietshauses)                                                          | Putzfassade mit Erkern, Marmorausstattung im Eingangsbereich, Reformstil-Architektur, baugeschichtlich von Bedeutung. Denkmaltext: Januar 1909 Antrag auf Bau eines Wohnhauses von Architekt Max Langheinrich als Bauherr und Bauleiter. Das Doppelmietshaus nimmt mit der kürzeren Front die Ecke zur Karl Rothe-Straße ein. Hier ist der Ecktrakt durch einen massigen Dachausbau aufgetürmt, darunter ebenso massive Balkone, die an einen Erker angebaut sind. Die längere Fassade zum Kickerlingsberg ebenfalls durch zwei kantige Erker gegliedert, die in die bis ins erste Erkergeschoss hineinragende durchlaufende Spundierung des Erdgeschosses miteinbezogen sind. In der strengen und geradlinigen Fassade ist die Abkehr von allen Jugendstilelementen vollzogen, karge Schmuckelemente sind lediglich die aufgeputzten Rechtecke in den Sohlbankfeldern zwischen den beiden Obergeschossen. Teile der ebenso sachlichen Einfriedung sind erhalten. Die zwei Eingänge an den Giebelseiten erschlossen je eine große Etagenwohnung, je ein kurzer Seitenflügel enthielt den separaten Küchen- und Dienstbotentrakt. LfD/1998/2002 | 09290326 |
| Weitere Bilder                          | Mietvilla mit Einfriedung und Vorgarten | Kickerlingsberg 16 (Karte)                | 1909 (Mietvilla)                                                                             | Putzfassade mit Kunststeinelementen, teilweise bleiverglaste Treppenhausfenster, Terrasse mit Gitter, Reformstil-Architektur, benannt nach Kürschnermeister Samuel Wenke, baugeschichtlich von Bedeutung. Denkmaltext: April 1909 Antrag auf Bau eines Zweifamilienhauses von Kürschnermeister Samuel Wenke. Pläne von Architekt Alfred Müller und Alfred Ludwig. Der große Baukörper mit hohem, ausgebautem Mansard/Walmdach verliert durch die differenzierte Fassadengliederung einiges von seiner Massigkeit: flach gewölbte Vorbauten zur Straße und an den durchgestalteten Garten- und Seitenfronten, Fenstererker, Lisenen vor horizontal geschichteter Werksteinverblendung und aufgelegte Sohlbankfelder sorgen für ein plastisch bewegtes Erscheinungsbild, ohne dass die Klarheit des Baus beeinträchtigt würde. Die Räume gruppieren sich um eine zweigeschossige Wohndiele, wobei die Repräsentationsräume zur Straße gewandt sind. Das große Speisezimmer ist mit dem Garten durch eine Terrasse mit Freitreppe verbunden. Ein Wirtschaftseingang führt zum separaten Küchen- und Dienstbotentrakt an der Nordostseite, im Dachgeschoss lag neben Kinder- und Fremdenzimmern die Hausmeisterwohnung der großen Etagenwohnungen. Das Kellergeschoss enthielt eine Wagenremise. Bis auf die Ecklaube ist auch die zeittypische geradlinige Einfriedung aus Kunststein und Eisen erhalten 1936 Zwangsversteigerung und Teilung in fünf Wohnungen. LfD/1998/2002 | 09291092 |
| Weitere Bilder                          | Mietvilla mit Vorgarten und Einfriedung | Kickerlingsberg 18 (Karte)                | 1909, später überformt (Mietvilla)                                                           | mit Kolossalpilastern gegliederte Putzfassade, Reformstil-Architektur, benannt nach dem Fabrikanten und Kaufmann Georg Schumann, baugeschichtlich von Bedeutung. Denkmaltext: Mai 1909 Antrag auf Einfamilienhaus für den Fabrikanten und Kaufmann Georg Schumann, die Pläne von Alfred Müller im Dezember 1909 geändert in die für eine Zweifamilienvilla. Im Vergleich zum etwa gleichzeitig vom Architekten geschaffenen Nachbarhaus Nummer 16 zeigt sich der Bau von größerer Strenge und schärferen Bauformen, die den in dieser Zeit zu bemerkendem Trend zum Neoklassizismus entsprach. Obwohl auch hier Vorbauten, Lisenen und die polygonale Ecklösung für die Unterteilung des Baukörpers sorgen, fehlt die feinteilige Binnengliederung. Lediglich aufgeputzte Sohlbankfelder und die leicht geschwungene Erkerlinie sind dekorative Zugeständnisse. Ursprünglich zweigeschossig mit ausgebautem Mansardgeschoss, wurde die Villa 1948 aufgestockt. Auch hier ist der Grundriss um die zentrale Diele gruppiert, erschließt ein Nebentreppenhaus die Wirtschaftsräume, wobei sich die Küche für das Erdgeschoss im Keller befand. Ein Teil der Einfriedung ist erhalten, als Kuriosum kann das in sie eingefügte Wächterhäuschen für den Wachtposten gelten, der das seit den 1960er Jahren hier untergebrachte sowjetische Generalkonsulats zu bewachen hatte. LfD/1998/2002 | 09291093 |
|                                         | Mietshaus in geschlossener Bebauung | Kurt-Schumacher-Straße 21 (Karte)         | 1877 (Mietshaus)                                                                             | mit Tordurchfahrt und Laden, reduzierte Putzfassade, bemerkenswertes Inneres, geätzte Treppenhausfenster, Stuckreliefs im Eingangsbereich, ortsentwicklungsgeschichtlich von Bedeutung | 09293017 |
|                                         | Mietshaus in geschlossener Bebauung | Kurt-Schumacher-Straße 31 (Karte)         | 1877–1878 (Mietshaus)                                                                        | mit Läden, reduzierte Putzfassade mit Erker, bemerkenswertes Inneres, Stuckpilaster und Medaillons im Eingangsbereich, Windfangtür, ortsentwicklungsgeschichtlich von Bedeutung | 09293019 |
| Weitere Bilder                          | Mietshaus in Ecklage und in ehemals geschlossener Bebauung | Kurt-Schumacher-Straße 43 (Karte)         | 1877 (Mietshaus)                                                                             | mit Läden, Putzfassade mit Eckturm, Stuck im Eingangsbereich, Löwen-Haustür, städtebaulich und ortsentwicklungsgeschichtlich von Bedeutung | 09293020 |
|                                         | Fußgängerbrücke über die Parthe | Löhrstraße (Karte)                        | 1920er Jahre (Fußgängerbrücke)                                                               | Betonbrücke, baugeschichtlich von Bedeutung | 09290376 |
|                                         | Ehemaliges Mietshaus in geschlossener Bebauung, heute zum Hotel Fürstenhof gehörig (Tröndlinring 8, siehe dort) | Löhrstraße 1 (Karte)                      | 1887–1888 (Mietshaus)                                                                        | ehemals mit Tordurchfahrt, repräsentative historisierende Sandsteinfassade mit Stuckgliederung, mit Erker, Stuck in der Tordurchfahrt, baugeschichtlich von Bedeutung. Denkmaltext: Bauantrag November 1887 für Franz Voigtsberger, Pläne von Architekt Richard Hagemann. Das Mietshaus wurde auf dem Grundstück von Löhrs Palais errichtet, das zur gleichen Zeit von Voigtsberger erworben und ab 1888 zum Hotel umgebaut worden war. Entsprechend repräsentativ ist das viergeschossige Haus angelegt. Die Fassade ist mit Sandstein verkleidet, das Erdgeschoss mit Rundbogenfenstern und kräftiger Quaderung, aus der sich der dominierende breite Erker erhebt. Über den beiden Hauptetagen, deren rhythmisch angeordnete Fenstergruppen durch kräftige Bedachungen gekrönt sind, schließt das Obergeschoss mit Rundbogenfenstern ab. Im Dachgeschoss sechs stehende Gauben mit Voluten. Der Anspruch den die Fassade mit den neobarocken Zügen der 1880er Jahre verkörpert, bestätigt sich im Grundriss mit nur einer Wohnung pro Etage. Später wurden die Räume überwiegend für den Hotelbetrieb genutzt. Der Zusammenhang mit dem Hotel Fürstenhof blieb unter den wechselnden Besitzern bestehen, es gehörte als Bettenhaus zum Hotel „International“ und heute zum Fürstenhof-Kempinski. LfD/1998/2002 | 09290377 |
|                                         | Volkshochschule (mit Gedenktafel im Innern) in geschlossener Bebauung, ehemalige Schule, mit zwei Hofflügeln und Turnhalle im Hof | Löhrstraße 3; 5 (Karte)                   | 1888 (Schule), 1906 (Gedenktafel)                                                            | repräsentative Sandsteinfassade im Stil des Historismus, bleiverglaste Treppenhausfenster, Aula mit Wandbildern, Gebäude mit wertvoller historischer Ausstattung, baugeschichtlich, ortsgeschichtlich und straßenbildprägend von Bedeutung. Denkmaltext: Juli 1888 Antrag der Leipziger Handelskammer zum Bau einer öffentlichen Handelslehranstalt. Pläne von Hofbaumeister Otto Brückwald. Der Dreiflügelbau mit einem hofseitig halbrund vorspringendem Risalit, der das zweiläufige Treppenhaus aufnimmt, enthielt acht Klassenzimmer, einen Zeichensaal, den großen zentralen Prüfungssaal, eine Bibliothek, Räume für Warenmuster, diverse Lehrerzimmer und die Wohnung des Direktors im Erdgeschoss. An den linken Seitenflügel schloss die Turnhalle an. Die anspruchsvolle, über hohem Rustikasockel sandsteinverblendete Architektur gibt sich mit dem Eingangsrisalit, nach Palladio-Muster dreibogig mit abschließender Pilasterordnung und akroterienbekröntem Giebel, als Bildungsbau zu erkennen. 1941 wurde die Handelslehranstalt nach 110-jährigem Bestehen (der erste Bau auf dem Areal des 1895 errichteten Alten Grassimuseums) in eine Wirtschaftsoberschule umgewandelt, seit 1949 befindet sich hier die Leipziger Volkshochschule. LfD/1998/2002 | 09290378 |
|                                         | Fassade eines ehemaligen Hotels in geschlossener Bebauung | Löhrstraße 4 (Karte)                      | 1890 (Fassade)                                                                               | bis 1990 als Hotel genutzt, nur die Klinkerfassade mit Erker erhalten, dahinter Neubau, baugeschichtlich von Bedeutung. Denkmaltext: Nach Entkernung 1995 nur die Fassaden erhalten. Nummer 4 bereits 1890 vollendet als straßentypischer repräsentativer Mietshausbau mit Erker und kräftigen Putzgliederungen vor Ziegelfassade. 1914 Umbau zum Hotel „Norddeutscher Hof“ durch den Architekten Oscar Schade für den Chemnitzer Hotelier Friedrich Richter. Nummer 6, 1891 erbaut, mit bescheidenerer Ziegelfassade und zurückhaltenden Fensterverdachungen in zwei Seitenrisaliten und Putzbändern. LfD/1998/2002 | 09290379 |
|                                         | Fassade eines ehemaligen Mietshauses in geschlossener Bebauung | Löhrstraße 6 (Karte)                      | 1891 (Fassade)                                                                               | ehemals mit Läden, nur Klinkerfassade erhalten, dahinter Neubau, baugeschichtlich von Bedeutung. Denkmaltext: Nach Entkernung 1995 nur die Fassaden erhalten. Nummer 4 bereits 1890 vollendet als straßentypischer repräsentativer Mietshausbau mit Erker und kräftigen Putzgliederungen vor Ziegelfassade. 1914 Umbau zum Hotel „Norddeutscher Hof“ durch den Architekten Oscar Schade für den Chemnitzer Hotelier Friedrich Richter. Nummer 6, 1891 erbaut, mit bescheidenerer Ziegelfassade und zurückhaltenden Fensterverdachungen in zwei Seitenrisaliten und Putzbändern. LfD/1998/2002 | 09290380 |
|                                         | Volkshochschule in geschlossener Bebauung | Löhrstraße 7 (Karte)                      | 1888 (Schule)                                                                                | zeittypische unprätentiöse Klinkerfassade, Architekt: Arwed Roßbach, erbaut vom Verein für Volkswohl, einem Verein für Erwachsenenbildung und Vorläufer heutiger Volkshochschulen, später von der benachbarten Handelslehranstalt genutzt, baugeschichtlich und ortsgeschichtlich von Bedeutung. Denkmaltext: Zwischen Juli 1887 und Februar 1888 reichte Arwed Rossbach im Auftrag des Vereins für Volkswohl drei verschiedene Planungen für den Bau eines Vereinshauses ein, erst die vierte vom März 1888 kam zur Realisierung. Die unprätentiöse Ziegelfassade lässt deutlich einen öffentlichen und einen privaten Bereich erkennen: Die ersten beiden Geschosse mit den großen Fenstern enthielten eine Gaststätte mit anschließendem Clubzimmer, Lesezimmer und Schreibzimmer, zugänglich durch den linken Eingang. Im ersten Obergeschoss befanden sich ein Zeichensaal für sonntägliche Zeichenkurse und Klassenzimmer für die Lehrkurse, die der Verein für Lehrlinge und Gewerbegehilfen veranstaltete. Über dem breiten Gesimsband, ursprünglich mit dem Namenszug des Vereins, zeigen die kleineren Fenster, dass sich hier Wohnungen befanden. Im Seitenflügel lag der Küchentrakt. Er war mit einem dreigeschossigen Saalbau im Hof verbunden, der eine Turnhalle im Erdgeschoss und darüber einen großen über zwei Etagen reichenden Festsaal mit verglastem Dach enthielt. Hier fanden die Laientheateraufführungen des Vereins statt. Der rechte Eingang in der Fassade des Vorderhauses führte zu diesem Saalbau, der heute nicht mehr existiert. 1939 wurde das Gebäude durch die benachbarte Handelslehranstalt erworben und bauliche Veränderungen durch das Architektenbüro Schmidt und Johlige durchgeführt. LfD/1998/2002 | 09290381 |
|                                         | Mietshaus in geschlossener Bebauung | Löhrstraße 8 (Karte)                      | um 1890 (Mietshaus)                                                                          | Klinkerfassade, farbige Treppenhausfenster, geätzte Windfangtür, baugeschichtlich von Bedeutung. Denkmaltext: Eine der schlichten Ziegelbauten aus der Zeit um 1890, wie sie neben anspruchsvolleren, vom Neobarock beeinflussten Mietshäusern in der Löhrstraße vorkommen. Die neunachsige Fassade ohne die übliche plastische Durchbildung wird durch drei Gurtgesimse, Putzbänder und die gleichmäßige Reihung der Dachhäuser in ihrer Längenerstreckung noch betont. Lediglich ein flacher Mittelrisalit deutet den ausgleichenden Vertikalakzent an. LfD/1998/2002 | 09290382 |
|                                         | Herbergsgebäude in geschlossener Bebauung, heute Diakonie, mit Hofflügel und Flatterschuppen im Hof | Löhrstraße 9 (Karte)                      | 1886 (Herberge)                                                                              | neogotische Klinkerfassade mit betontem Eingang, erbaut als christliches Martha-Stift des Frauenvereins zur Herberge für weibliche Dienstboten, derzeit Kindergarten und Altenpflegeheim, Haus der Generationen der Diakonie Leipzig, baugeschichtlich und sozialgeschichtlich von Bedeutung. Denkmaltext: Im September 1886 beantragte der Frauenverein für weibliche Dienstboten den Bau eines Gebäudes, das als Mägdeherberge, Lehranstalt für weibliche Dienstboten und Hospiz für Damen dienen sollte. Die Pläne schuf Zimmermeister Carl Fricke. Schon kurz darauf war der Name „Martha-Stift“ eingeführt. Entsprechend der karitativen Bauaufgabe bedient sich die Fassadengestaltung neogotischer Formen, vor allem in den beiden dominierenden Elementen: dem Eingang und dem fialengeschmückten Treppengiebel über dem rechten Seitenrisalit. Die übrigen Fassadenflächen sind bescheiden mit Ziegeln verblendet, die Geschosse durch farbige Zierfriese getrennt. Im Souterrain befand sich eine öffentliche Speiseanstalt, die von dem separatem Eingang rechts zugänglich war, im Erdgeschoss lag der große Speisesaal, daneben der Arbeitssaal. In den Obergeschossen befanden sich je zwei große Schlafsäle für die Zöglinge sowie Zimmer für die Schwestern und die Oberin. Weitere Arbeitsräume, Schlafsäle sowie zwei große Schlafsäle für „Herbergende“ lagen in dem viergeschossigen lang gestreckten Seitenflügel. LfD/1998/2002 | 09290383 |
|                                         | Mietshaus in geschlossener Bebauung, heute Gemeindehaus | Löhrstraße 10 (Karte)                     | 1897 (Mietshaus)                                                                             | mit Tordurchfahrt, Putzfassade mit Balkon, seit 1920 im Besitz der Jüdischen Gemeinde Leipzig, im Dritten Reich als sogenanntes Judenhaus hier die Wohnung des Leipziger Chorleiters Barnet Licht (1874–1951), geschichtlich von Bedeutung | 09290404 |
|                                         | Mietshaus in geschlossener Bebauung und Hinterhaus | Löhrstraße 11 (Karte)                     | 1886–1887 (Mietshaus)                                                                        | Vorderhaus mit Tordurchfahrt, Putzfassade mit Erker, geätzte Treppenhausfenster, Stuck und Statuennische im Eingangsbereich, baugeschichtlich von Bedeutung. Denkmaltext: Bauantrag im März 1886 von Mauermeister Otto Enke als Mitbesitzer und Kaufmann Theodor Huhn auf Bau eines Vorder- und Hinterhauses. Das Vorderhaus ist ein repräsentativer Bau mit strenger Neobarock-Fassade, dominiert durch den prächtigen Mittelerker mit Halbsäulen, Hermenpilastern, abgerundeten Ecken und einem loggienartigen Dachaufbau. Das Erdgeschoss mit stark plastischer Putzrustika über einem Sockel aus bossierten Sandsteinquadern. Die beiden Hauptgeschosse (ursprünglich nur je eine große Wohnung enthaltend) werden durch Fensterverdachungen hervorgehoben – typisch für die 1880er Jahre sind die halbkreisförmigen Bekrönungen im ersten Obergeschoss. Die seitliche Durchfahrt führt zum viergeschossigen Hinterhaus mit Wohnungen. 1887 wurde als Seitenflügel ein Fotoatelier in Glas-Eisen-Konstruktion für eine „Photographische Kunstanstalt und Atelier für Porträtmalerei“ errichtet (verändert). LfD/1998/2002 | 09290385 |
|                                         | Mietshaus in geschlossener Bebauung und Lagerhaus im Hof | Löhrstraße 12 (Karte)                     | 1896 (Mietshaus)                                                                             | historisierende Klinkerfassade mit Balkons, teilweise bleiverglaste Treppenhausfenster, ehemaliges Lagergebäude des Papier-, Schreibmaterialien- und Lederwarengeschäfts Oscar Schöne, ortsentwicklungsgeschichtlich und baugeschichtlich von Bedeutung. Denkmaltext: Bauantrag Januar 1896 von Architekt Hans Enger für den Kaufmann Oskar Schöne (Lederwaren- und Schreibmaterialien engros) auf ein Wohngebäude und Warenhaus. Das Wohnhaus mit schlichter Ziegelfassade, durch Balkone mit Eisengitter und hervorgehobenen Verdachungen der jeweiligen Seitenachsen streng symmetrisch angelegt, die Anordnung der Dachhäuser ist auf diese Rhythmik bezogen. Das Lagerhaus im Hof ist ein viergeschossiger Ziegelbau mit betont konstruktiv angelegter Fassade, wirkungsvoll gegliedert nur durch die rasterartige Fensteranordnung (ursprünglich Gummiwarenfabrik Reinshagen, seit 1951 Deutsche Handelszentrale Chemie, Abt. Gummi/Asbest). LfD/1998/2002 | 09290386 |
|                                         | Mietshaus in geschlossener Bebauung und Hinterhaus | Löhrstraße 13 (Karte)                     | 1886 (Mietshaus)                                                                             | Vorderhaus mit Tordurchfahrt, historisierende Putzfassade, geätzte Treppenhausfenster, Stuck in der Tordurchfahrt, baugeschichtlich von Bedeutung. Denkmaltext: Bauantrag auf Errichtung eines Vorder- und Hinterhauses August 1886 von Maurermeister Otto Enke. Die 10-achsige Fassade ist im Verhältnis zu ihrer Breite wenig gegliedert. Die vier Mittelachsen scheinen als „Negativkontrast“ zum Mittelerker von Enkes Nummer 11 besonders schlicht. Nur die jeweils drei äußeren Achsen sind durch Verdachungen und Greifenfriesplatten in den Sohlbankfeldern hervorgehoben. Straßentypisch ist das durch Putzrustika stark plastisch wirkende Erdgeschoss und die stehenden Dachgauben. Der Mitteleingang ermöglichte zwei Wohnungen in den Hauptetagen, die Obergeschosse enthielten drei verschieden große Wohnungen – ein seltenes Zugeständnis an reale mittelständische Wohnbedürfnisse. Auch das viergeschossige Hinterhaus enthielt je zwei unterschiedliche Wohnungen pro Etage. LfD/1998/2002 | 09290387 |
|                                         | Wohn- und Geschäftshaus in geschlossener Bebauung und in Ecklage | Löhrstraße 14 (Karte)                     | 1903 (Wohn- und Geschäftshaus)                                                               | historisierende Klinkerfassade mit Erkern, teilweise originale Ladenverglasung, bleiverglaste Treppenhausfenster, baugeschichtlich von Bedeutung. Denkmaltext: Ein erster Bauantrag vom Februar 1899 wurde nicht realisiert. Erst 1903 erneuter Antrag auf Bau eines Wohn- und Geschäftshauses durch den Baumeister Reinhold Schreiber. Die beiden unteren Geschosse des Eckgebäudes sind mit der charakteristischen Zusammenfassung durch Pilaster als Geschäftsetagen mit Läden und Büros gekennzeichnet, während die oberen drei Geschosse mit den Mittelerkern an jeder Straßenseite als Wohnetagen gestaltet sind. Leicht geschwungene aufgeputzte Fensterfaschen, Kammputzflächen über der Ladenzone und die beiden Türen lassen gemäßigte Jugendstileinflüsse erkennen. Über dem von Halbsäulen flankierten Eckeingang zum früher hier vorhandenen Café befand sich ursprünglich eine Fenstertür und ein Balkon mit Jugendstilgitter. LfD/1998/2002 | 09290388 |
|                                         | Mietshaus in geschlossener Bebauung und in Ecklage | Löhrstraße 15 (Karte)                     | 1886–1887 (Mietshaus)                                                                        | mit Eckladen, historistische Klinkerfassade, Stuck und Fußbodenkacheln im Eingangsbereich, baugeschichtlich von Bedeutung. Denkmaltext: November 1886 Kauf des Bauplatzes durch Baumeister Eduard Kaempfer, von dem auch die Baupläne stammen. Das Eckhaus zur Humboldtstraße betonte ursprünglich die Ecksituation durch einen pyramidalen Dachaufbau mit Seitentürmchen über dem Eckrisalit. Die Fassade ist besonders wirkungsvoll durch den Wechsel von Ziegelflächen mit Putzgliederungen und dem mit Putznutung versehenen Erd- und Obergeschoss angelegt. Ursprünglich mehrere Läden im Erdgeschoss. LfD/1998/2002 | 09290389 |
|                                         | Mietshaus in geschlossener Bebauung | Löhrstraße 19 (Karte)                     | 1876–1877 (Mietshaus)                                                                        | mit Tordurchfahrt, historisierende Putzfassade, Stuck im Eingangsbereich, baugeschichtlich von Bedeutung. Denkmaltext: Einziges erhalten gebliebenes Haus im ältesten Straßenteil zwischen Humboldt- und Uferstraße. Bauantrag Oktober 1876 von Moritz Jahrmarkt auf Wohnhaus mit Pferdestall und Remise. Pläne von Maurermeister Seidel & Zetsche. Die Fassade heute teilweise geglättet, ursprünglich waren Erdgeschoss und die beiden Hauptetagen mit Putznutung überzogen, eine Verdachung fasste auch die Zwillingsfenster der flachen Seitenrisalite im ersten Geschoss zusammen. LfD/1998/2002 | 09290390 |
| Weitere Bilder                          | Ehemalige Schule (mit Wandmalereien im Innern), heute Wohnhaus, mit Vorgarten und Einfriedung | Lumumbastraße 2 (Karte)                   | bezeichnet 1905–1907 (Schule)                                                                | Putzfassade mit Natursteingliederungen, stilistisch zwischen Neorenaissance und Reformstil, Architekt: Stadtbaurat Otto Wilhelm Scharenberg, ehemals höhere Mädchenschule und Lehrerinnenseminar, später Herder-Institut der Universität Leipzig, Jugendstil-Wandmalerei in der Aula, bleiverglaste Treppenhausfenster, baugeschichtlich und ortsgeschichtlich von Bedeutung. Denkmaltext: Gaudig-Schule, Herderinstitut Ehemalige II. Höhere Mädchenschule. Pläne 1904 von Stadtbaurat Scharenberg eingereicht, 1907 vollendet. Der lang gestreckte Baukörper folgt dem leicht abknickenden Straßenverlauf, indem die beiden leicht zurückweichenden Seitenflügel durch einen Mittelbau verbunden werden, der von einem hohen Stufengiebel und einem Belvedère überragt wird. Die dreibogige Vorhalle mit abschließendem Altan nimmt den Haupteingang auf, der zum Vestibül und dem dreiläufigen Treppenhaus führt. Die Seitenflügel werden jeweils von zwei kurzen, ebenfalls mit Stufengiebeln versehenen Querbauten abgeschlossen, von denen der rechte die Turnhalle und im zweiten Obergeschoss, durch einen polygonalen Erker besonders hervorgehoben, die Aula enthielt. Der von den volutengeschmückten Giebeln dominierte Außenbau erscheint für die Bauzeit eher konservativ, im Inneren hat sich ein Teil der Jugendstilausstattung wie Bleiglasfenster und (um 1991 aufgedeckte) Jugendstil-Wandmalereien erhalten. Die später nach dem hier wirkenden Reformpädagogen. Hugo Gaudig benannte Schule (ab 1927) war nach 1945 zunächst Arbeiter- und Bauernfakultät und später Sitz des Herder-Instituts für Ausländerstudium der Universität. LfD/1998/2002 | 09291229 |
| Weitere Bilder                          | Institutsgebäude der Universität, mit vorgelagerter Grünfläche | Lumumbastraße 4 (Karte)                   | 1952–1953                                                                                    | erbaut als Arbeiter- und-Bauern-Fakultät, Putzfassade mit Keramik-Reliefs, stilistisch Anklänge an die zeitgenössische Moderne bei traditionalistischer Grundhaltung, bedeutender Bau der DDR-Architektur, Seltenheitswert, vor dem Gebäude Denkmal zur Erinnerung an den kongolesischen Politiker Patrice Lumumba (1925–1961), ortsgeschichtlich und baugeschichtlich von Bedeutung. Denkmaltext: Ehemaliges Lehrgebäude der ABF (Arbeiter- und Bauern-Fakultät), später Herderinstitut. Erbaut nach 1952 erarbeiteten Plänen des VEB Projektierung Sachsen unter Leitung von Architekt Rudolf Rohrer. Der auf dem unbebauten Platz zwischen Gohliser und Lumumbastraße errichtete Schulbau besteht aus einem lang gestreckten dreigeschossigen Längstrakt mit kleinem Hakenfortsatz und einem viergeschossigen Quergebäude. Während der den Komplex akzentuierende Querbau mit seiner über breiter Freitreppe erreichbaren dreibogigen Pfeilervorhalle und darüber befindlichem Balkon noch die Pathosformen der fünfziger Jahre erkennen lässt, ist das eigentliche Lehrgebäude von einer in Leipzig zu dieser Zeit unüblichen konsequenten Funktionalität. Einziges Zugeständnis an Dekoration und dem Verlangen nach Sinnhaftigkeit sind die Terrakottareliefs, die in allen drei Etagen gleichmäßig zwischen jeweils zwei Achsen der zu breiten horizontalen Bändern zusammengefassten Fenster angebracht sind. Der statuarische Stil dieser leicht unterlebensgroßen Flachreliefs vor Fliesenhintergrund erinnert an andere, etwa gleichzeitig entstandene Bauplastik des Leipziger Bildhauers Alfred Thiele (z.B. Pilzsäule im Messehof). | 09291231 |
| Direkt Bild zu diesem Denkmal hochladen | Lumumba-Denkmal | Lumumbastraße 4 (bei) (Karte)             | Nach 1961 (Denkmal); 2011 (nach Diebstahl)                                                   | Auf vorgelagerter Grünfläche des Institutsgebäudes der Universität, Denkmal zur Erinnerung an den kongolesischen Politiker Patrice Lumumba, personengeschichtlich von Bedeutung. Vor dem Lehrgebäude eine Bronzebüste Patrice Lumumbas auf schlanker Betonstele, geschaffen vom Leipziger Bildhauer Rudolf Oelzner. Die Metallplastik wurde 1997 gestohlen, 2011 eine neue Plastik von Jenny Mucchi-Wiegmann angefertigt. | 09307285 |
|                                         | Mietshaus in offener Bebauung und in Ecklage, mit Einfriedung, Pforte und Vorgarten | Lumumbastraße 9 (Karte)                   | 1911 (Mietshaus)                                                                             | Putzfassade mit Eckturm, Reformstil-Architektur, erbaut für den Rauchwarenhändler Chaim Eitingon (Stifter des jüdischen Eintingon-Krankenhauses in Leipzig), baugeschichtlich von Bedeutung. Denkmaltext: August 1911 Antrag von Architekt Gustav Pflaume zum Bau eines Wohnhauses für den Rauchwarenhändler Chaim Eitingon (Stifter des jüdischen Eintingon-Krankenhauses) an der Ecke zur Prendel-, jetzt Karl-Rothe-Straße. Der dreigeschossige Bau war für drei Familien gedacht, im 1. Obergeschoss wohnte Eitingon mit Frau und Tochter. Die Etagenwohnungen umfassten 10 Zimmer, die um eine zentrale Diele angeordnet waren, wobei die Repräsentationsräume nach beiden Straßenseiten lagen. Neben dem Haupteingang an der Ostseite gab es einen Wirtschaftseingang mit Nebentreppenhaus, der zum separaten Wirtschaftsräumen führte, außer Waschküche, Zentralheizungsanlage und Dienstbotenbad befand sich auch eine Garage im Kellergeschoss. Der Außenbau, dem durch verschieden breite Vorlagen an Straßen- und Gartenseiten sowie die polygonale Ecklösung an der Ostseite etwas von seiner Wuchtigkeit genommen wird, ist trotz der geschossübergreifenden Lisenengliederung kein Beispiel für die neoklassizistischen Tendenzen auch im Villenbau dieser Zeit. Konservativ wirken z.B. die Verzierungen am Ecktürmchen, Voluten und Zahnschnittfries in der Dachzone. Zum Gebäude gehörte auch das Grundstück Nummer 7, das zu einer parkartigen Gartenanlage gestaltet und 1912 mit einem Stall- und Remisengebäude im italienischen Stil bebaut wurde(erhalten). 1948 Kauf durch das Ministerium für Außenhandel der UdSSR, seit 1954 zur Karl-Marx-Universität gehörend, ab 1964 Studentenwohnheim. (Kopien: Gartenanlage, Remise) LfD/1998/2002 | 09291232 |
| Weitere Bilder                          | Villa (mit Ausstattung), mit Einfriedung, Vorgarten, Gartenhäuschen und Garagen-Anbau | Lumumbastraße 11 (Karte)                  | 1910 (Villa)                                                                                 | hochherrschaftliches Gebäude mit original erhaltener Inneneinrichtung, Putzfassade mit Skulpturen, zwei Erkern und mit kräftigem Dachreiter, bemerkenswerte Reformstil-Architektur, Architekt: Emil Franz Hänsel, benannt nach dem Klavierspielinstrumente-Fabrikanten Ludwig Hupfeld, ortshistorisch, kunsthistorisch und baugeschichtlich von Bedeutung. Denkmaltext: August 1910 Villenbaupläne von Emil Franz Hänsel im Auftrag des Fabrikanten Ludwig Hupfeld. Villa und Gartenanlage nehmen den Raum von drei zusammenhängenden Parzellen an der Nordwestecke zur Prendel- (heute Karl-Rothe-) Straße ein. Nach den Jugendstilvillen von Paul Möbius ist dies eine der hervorragendsten Villenbauten Leipzigs. Entsprechend der Profession ihres Bauherren – Hupfeld war Inhaber einer der bedeutendsten Pianofabriken Deutschlands, mit Spezialisation auf elektrische Klaviere – ist Grundriss und Außenbau auf das Herzstück des Hauses: den großen ovalen Musiksalon im Erdgeschoss ausgerichtet. Er bestimmt die abgerundete Umrisslinie nach der Straßenecke zu, mit großen Halbrundfenstern geöffnet, hinter denen der Umgang liegt, der den eigentlichen Musiksaal umgibt. Im Obergeschoss ist der Umgangsvorbau mit einer Terrasse abgeschlossen, freiplastische Figurengruppen von musizierenden Putten schmücken hier die sonst mit großzügigen glatten Flächen wirkende Architektur. Kleine Gaupen mit Tonnendach nehmen das Bogenmotiv des Erdgeschosses im steilen Dach auf, das von einem runden Belvedère mit gedrungener Kuppel gekrönt wird. Die Seitenflügel enthalten rechts Wirtschaftstrakt und Speisesaal, links Herren- und Damenzimmer, die Erkervorbauten, die hier die Haupträume kennzeichnen, sind mit ihrer dichten plastischen Struktur neben den erwähnten Puttengruppen die einzigen Schmuckelemente in der Fassade. Auch die niedrige halbrunde Einfriedungsmauer ist kompromisslos glatt. Der Eingang an der Lumumbastraße führte durch eine Wagenunterfahrt, welche die Villa mit der nebenstehenden Garage verband, durch eine schmale Vorhalle in ein großzügiges Vestibül, dessen breite, geschwungene Treppenanlage zum Musiksaal führt. Das Vestibül erhält seine Helligkeit durch einen Wintergarten an der Westseite, gegenüber dem Musiksalon, ebenfalls mit geschwungener Umrisslinie. Die Privaträume im Obergeschoss sind nach der Gartenseite mit umlaufender Terrasse geöffnet. Im Kellergeschoss befanden sich neben den Wirtschaftsräumen Billardzimmer und Trinkstube, Hausmeisterwohnung und Dienstbotenräume lagen im Dachgeschoss. Der große Garten bot Raum für Tennisplatz, Schwimmbecken und Kinderspielplatz. Nach 1952 war das Haus kurzzeitig Internat „Unbezwingbares Athen“ für von der DDR aufgenommene Kinder griechischer Bürgerkriegshäftlinge. Ab 1991 Französisches Kulturinstitut. (Kopien: Grundriss und Gartenanlage) LfD/1998/2002 | 09291233 |
|                                         | Villa mit Vorgarten, Toreinfahrt und Einfriedung | Lumumbastraße 15 (Karte)                  | 1907 (Villa)                                                                                 | repräsentative neobarocke Putzfassade, Stuck im Treppenhaus, benannt nach dem Schokoladenfabrikanten Albert Böhme, baugeschichtlich von Bedeutung. Denkmaltext: April 1907 Pläne von Baumeister Ernst Leonhardt für den Schokoladenfabrikanten Albert Böhme. Der zweigeschossige Bau, obwohl als Villa für nur eine Familie errichtet, legt in der Straßenansicht den Gedanken an Mietshausarchitektur nahe. Dies liegt vor allem an der regelmäßigen Fensteranordnung, den mit Basis und Kapitell geschmückten Pilastern und dem konventionellen Motiv der Fensterverdachungen. Obwohl in Einzelformen vom Jugendstil geprägt, erscheint das Gesamtsystem historisierend. Dies gilt gleichermaßen für die Eckerker und das ausgebaute Mansarddach – alles Motive von Mietshäusern der 1880er Jahre. 1961 Einrichtung einer Tbc-Beratungsstelle. LfD/1998/2002 | 09291236 |
|                                         | Mietshaus in ehemals geschlossener Bebauung | Mechlerstraße 5 (Karte)                   | um 1890 (Mietshaus)                                                                          | historisierende Putzfassade, teilweise bleiverglaste Treppenhausfenster, baugeschichtlich von Bedeutung | 09293910 |
|                                         | Mietshaus in ehemals geschlossener Bebauung und Werkstatthalle im Hof | Mechlerstraße 10 (Karte)                  | 1896–1897 (Mietshaus), 1925–1926 (Werkstatt)                                                 | mit Tordurchfahrt, historisierende Klinkerfassade, baugeschichtlich und ortsentwicklungsgeschichtlich von Bedeutung, die Werkstatt technikgeschichtlich und geschichtlich von Wert. Denkmaltext: 1890 ist das Grundstück in Händen von Holzhändler F. Moritz Müller genannt, zum 20. Oktober 1896 erging der Bauantrag für ein achtachsiges Vorderwohngebäude mit Waschhaus- und Comptoiranbau. Das Unterfangen finanzierte der auf dem Nachbargrundstück Nummer 12 wohnende Fourage- und Getreidehändler Mich. Julius Bäumler, die Pläne und statischen Berechnungen lieferte der Architekt F. G. Kaps. Im Dezember wurde das Projekt um ein rückwärtig auf dem Grundstück zu errichtendes Stall-, Wagen- und Körnerschuppengebäude erweitert. Maurermeister Reinh. Schreiber begann im März 1897 mit den Arbeiten, die im Spätsommer zur Abnahme gelangten. Noch vor dem 1. Weltkrieg ging die Firma Bäumler in Hände von Robert Büttner über. Dieser beabsichtigte 1925 die Neubebauung des Hintergeländes mit einer Autoreparaturwerkstelle, Unterlagen steuerte der Architekt Bruno Richter bei, zeichnete gleichfalls für die Bauleitung verantwortlich. Eine Fertigstellung der Halle und zweier kleinerer Anbauten ist für Mai 1926 belegt, wenig später die Aufstellung einer Tankanlage durch die OLEX, Deutsche Petroleum-Verkaufs-Gesellschaft mbH Berlin-Schöneberg. Den Mietvertrag unterzeichnete Büttner mit der Sächsischen Automobil- & Motoren-Gesellschaft. Nach Kriegsbeschädigung der Halle sollte rasch nach Kriegsende der Um- und Wiederaufbau erfolgen. Geschäftsinhaber der Hansa-Werkstätten GmbH Leipzig war Robert Büttner, der sich der Architekten Erich Roesner und Steckel versicherte. Bereits im Herbst 1947 konnte der Rohbau geprüft werden. Dem raschen Wiederaufbau lagen zwei Begründungen vor: die Genehmigung der Firma, „einen Autobusverkehr zwischen dem amerikanischen Sektor Berlins und der Stadt Leipzig zu eröffnen … da keine D-Zug-Verbindung zwischen Berlin und Leipzig besteht“. Im Gebäude sollten die Fahrzeuge gewartet und repariert werden. Zweitens war der Aufbau einer Anlage zur chemisch-technischen Entrostung geplant, bei der ein neues zeitsparendes Verfahren zur Anwendung kam. Diese Anlage sollte im Rahmen der Leipziger Messe vorgeführt werden. Hinter der historistischen Fassade des straßenseitigen Mietshauses ist die Größe des (1972 geteilten) Grundstücks und die bemerkenswerte Halle nicht erahnbar. Einziger Hinweis auf eine gewerbliche Nutzung des Grundstücks ist die Durchfahrt der verputzten Erdgeschosses. Klinkerverblendet zeigt sich die Fläche der Obergeschosse, wobei zudem in die Schmuckkiste der Stuckdekorationen gegriffen worden war. Herausgehoben sind die beiden mittleren Achsen über dem Parterre sowie der kräftig modellierte Traufbereich. Hinter der eleganten Hauseingangstür wird die leider nur noch teilweise erhaltene historistische Ausstattung (u.a. Stuck und Fußbodenfliesen im Eingangsbereich) als Ergebnis einer preiswerten Sanierung gezeigt. Von Denkmalwert ist nicht nur das baugeschichtlich und ortsteilentwicklungsgeschichtlich bemerkenswert einzustufende Mietshaus des Historismus, sondern in gleichem Maße das Werkstattgebäude (ohne Anbauten) der 1920er Jahre, dessen geschichtlicher Wert vordergründig Reparatur bzw. Umbau und Nutzung in der ersten Wiederaufbauphase nach dem 2. Weltkrieg liegt. Als eines der wenigen erhaltenen Zeugnisse der Automobilwirtschaft in Leipzig ist die ehemalige Reparatur- und Werkstatthalle als Technisches Denkmal ausgewiesen. LfD/2016 | 09293911 |
|                                         | Mietshaus in geschlossener Bebauung und in Ecklage | Mechlerstraße 12 (Karte)                  | um 1890 (Mietshaus)                                                                          | ehemals mit Laden, historisierende Putzfassade, Stuck im Eingangsbereich, baugeschichtlich von Bedeutung | 09293912 |
|                                         | Mietshaus in ehemals geschlossener Bebauung und in Ecklage | Michaelisstraße 1 (Karte)                 | 1886 (Mietshaus)                                                                             | ehemals mit Läden, interessante, im frühen 20. Jahrhundert umgestaltete Putzfassade, im Innern Terrazzo um 1890, baugeschichtlich von Bedeutung | 09291042 |
|                                         | Mietshaus in geschlossener Bebauung | Michaelisstraße 5 (Karte)                 | 1888 (Mietshaus)                                                                             | historisierende Putzfassade, geätzte Treppenhausfenster, Stuck und Windfangtür im Eingangsbereich, baugeschichtlich von Bedeutung. Denkmaltext: Februar 1888 Bauantrag für C.F. Michel, Pläne von Architekt Gustav Strauss. Repräsentative Prachtfassade in Neorenaissanceformen mit Neobarockelementen im Mittelrisalit. Durch bis zur halben Fassadenhöhe reichende Putznutung und kräftig herausgearbeitete Gesimse starke Horizontalbetonung. Fassadenabschluss durch Drempel und stark vorkragendes Konsolgesims. Die Fassadenmitte wird durch einen dreiachsigen Risalit mit über zwei Geschosse reichenden gequaderten Lisenen, Kartuschen und Giebelabschluss betont. Die prächtige Ausstattung des Hausflures und die originale Tür sind erhalten. LfD/1998/2002 | 09290417 |
|                                         | Mietshaus in geschlossener Bebauung | Michaelisstraße 7 (Karte)                 | 1888 (Mietshaus)                                                                             | zeittypische Putzfassade, Stuck im Eingangsbereich, baugeschichtlich von Bedeutung. Denkmaltext: Februar 1888 Bauantrag für Carl Eduard Gold, das Signum des Architekten nicht zu entziffern. Die Fassadengestaltung erscheint für die 1880er Jahre relativ schlicht: über dem spundierten Erdgeschoss werden lediglich die beiden Außenachsen durch reich geschmückte Pfeiler mit manieristischen Dekorationsformen hervorgehoben, die Fenster sind mit schlichten, geradlinigen Faschen und geraden Verdachungen versehen. LfD/1998/2002 | 09290418 |
|                                         | Mietshaus in geschlossener Bebauung | Michaelisstraße 9 (Karte)                 | um 1888 (Mietshaus)                                                                          | historisierende Putzfassade, Stuck im Eingangsbereich, baugeschichtlich von Bedeutung. Denkmaltext: Bauakte erst ab 1899 erhalten, wahrscheinlich wie die Nachbarhäuser um 1888 erbaut. Auch hier zeigt sich die Fassade unambitionös, rhythmisch lediglich durch die mit gesprengten Giebeln bzw. stuckgefüllten Segmentbögen und den Wechsel der Fensterverdachungen gestaltet. Die originale Tür sowie die reiche Flurausstattung mit Holzpaneel und Gipsmedaillons sind erhalten. LfD/1998/2002 | 09290419 |
|                                         | Mietshaus in geschlossener Bebauung | Michaelisstraße 11 (Karte)                | 1889 (Mietshaus)                                                                             | ehemals mit Laden, historisierende Klinkerfassade, baugeschichtlich von Bedeutung. Denkmaltext: Januar 1889 Bauantrag von Baumeister Paul Köster, die Pläne von Polster & Höhne, Architekten und Ingenieure. Bei der Ausgestaltung der Fassade ist das Bemühen um Plastizität und Farbigkeit erkennbar: so ist das Erdgeschoss (ursprünglich mit zwei Läden zu Seiten des Eingangs) durch den Wechsel von bossierten und glatten Quadern und die reich gestaltete Eingangsrahmung plastisch stark durchgestaltet, während die Ziegelfassade der Obergeschosse durch Putzgliederungen und Stuckdekorationen üppig geschmückt ist. Anders als bei den meisten Bauten hat sich hier ein Teil der ursprünglichen Dekoration des Drempels erhalten. LfD/1998/2002 | 09290416 |
| Weitere Bilder                          | Apelstein Nr. 37 (N) | Nordplatz - (Karte)                       | bezeichnet 1863 (Gedenkstein)                                                                | gegenüber Nordplatz 1 und 2, Gedenkstein zur Erinnerung an die Kämpfe der Völkerschlacht bei Leipzig am 18. Oktober 1813, 5.000 Polen unter General Dombrowski gegen preußische und russische Truppen unter General Blücher, geschichtlich von Bedeutung | 09290440 |
|                                         | Platzanlage | Nordplatz - (Karte)                       | 1884/85 (Schmuckplatz)                                                                       | formal gestalteter Stadtplatz mit Wegen, historischem Wegepflaster und alten Bäumen, Kirchplatz der Michaeliskirche, stadträumliche und stadtgrüngeschichtliche Bedeutung | 09293031 |
|                                         | Fassaden eines Mietshaus in geschlossener Bebauung und in Ecklage | Nordplatz 1 (Karte)                       | 1888 (Fassade)                                                                               | repräsentative Putzfassade mit zwei Eckerkern, baugeschichtlich und städtebaulich von Bedeutung. Denkmaltext: Einer der beiden repräsentativ gestalteten Kopfbauten, die die Nordstraße zum Nordplatz abschließen und gleichzeitig dessen südliche Begrenzung bilden. Für die Bauunternehmer Julius Roth und Karl Noack schuf Clemens Thieme im Oktober 1888 die Pläne. Der mächtige Dreiflügelbau, viergeschossig über hohem Souterrain, mit ausgebautem französischem Dach und 2 Türmen über den Eckerkern ist auf Fernwirkung konzipiert. Gleichzeitig prunkt er mit einem Übermaß an Schmuckformen: von üppigen Fruchtgehängen umspielte Kartuschen unter kräftigen Rundbogen- oder Dreiecksverdachungen, die den entwickelten Neobarock der späten 1880er Jahre repräsentieren. Eine klare architektonische Gliederung, insbesondere die Nutung in Erdgeschoss und Eckrisaliten sowie die Lisenen zwischen den Fensterachsen bändigt diesen Schmuckreichtum. Ursprünglich enthielt der große Bau nur zwei Wohnungen pro Etage. 1996 bei der Renovierung entkernt. LfD/1998/2002 | 09290431 |
|                                         | Mietshaus in geschlossener Bebauung und in Ecklage | Nordplatz 2 (Karte)                       | 1887–1888 (Mietshaus)                                                                        | repräsentative Putzfassade mit zwei Eckerkern, geätzte Treppenhausfenster, baugeschichtlich und städtebaulich von Bedeutung. Denkmaltext: Bauantrag und Baupläne im Juli 1887 von Bauunternehmer Friedrich Pfennig. Nach mehrfacher Planänderung Planvariante von August 1888 verwirklicht. Der westliche Kopfbau der Nordstraße, ebenfalls durch ein ausgebautes französisches Dach überhöht, verzichtet auf die Turmfront zum Nordplatz. Seine konventionellere Fassade mit Horizontalgliederung und Wechsel von Dreiecks- und geraden Verdachungen schließt sich dem in der Nordstraße üblichen Fassadenstil an, in dem die italienische Renaissance als Vorbild dominiert. LfD/1998/2002 | 09290435 |
|                                         | Mietshaus in halboffener Bebauung und in Ecklage, mit Einfriedung zum Kickerlingsberg | Nordplatz 3 (Karte)                       | bezeichnet 1904–1905 (Mietshaus)                                                             | zeittypische Putzfassade mit Erkern und Balkons, Eckbetonung, bleiverglaste Treppenhausfenster, stilistisch zwischen Späthistorismus und Jugendstil, baugeschichtlich und städtebaulich von Bedeutung. Denkmaltext: (Keine Bauakte vorhanden.) Der Bauplatz Ecke Kickerlingsberg wurde 1904 von dem Maurermeister Leberecht Lamm erworben, die Bauinschrift über der Tür gibt den Bauzeitraum 1904–1905 an. Laut Situationsplan gehörte das Haus 1908 dem Architekten Ernst Arthur Hänsch, der an Nordplatz und Umgebung zahlreiche Wohnhäuser errichtete. Obwohl die Fassade heute weitgehend geglättet ist, weisen die geschwungenen Giebel über den Erkern und die verbliebenen Jugendstil-Dekorationselemente wie das charakteristische breit-teigige florale Bandornament, die Masken zwischen den gekuppelten Fenstern unter den Erkern und vor allem das prächtige Portal mit floralen und figürlichen Sandstein-Reliefs auf die Handschrift von Hänsch hin. Erhalten sind ferner Details wie die Jugendstilgitter an Balkonen und Kellerfenstern sowie die fein profilierten Fensterkämpfer. LfD/1998/2002 | 09290436 |
|                                         | Mietshaus mit Pfarramt und Kirchgemeindehaus in geschlossener Bebauung | Nordplatz 4 (Karte)                       | 1903 (Pfarrhaus)                                                                             | Putzfassade mit Sandstein-Erdgeschoss, bleiverglaste Treppenhausfenster, im Reformstil und Jugendstil, Architekt: Karl Poser, ortshistorisch, baugeschichtlich und städtebaulich von Bedeutung. Denkmaltext: Februar 1903 Antrag des Kirchenvorstands der Nordparochie auf Bau eines Pfarr- und Gemeindehauses. Pläne von Adalbert Friedrich und Karl Poser, neben dem Eingang bezeichnet „Architekt Karl Poser“. Das Haus sollte Räume für den evangelischen Jünglings- und Jungfrauenverein, Wohnungen für den Küster und die Gemeindeschwester im Erdgeschoss sowie je eine geräumige Wohnung für drei Geistliche in den Obergeschossen enthalten. Das ausgebaute Dachgeschoss war für die Hausmannswohnung bestimmt. Im Äußeren deutet nur die Symbolik des Reliefschmucks am Portal auf die Bestimmung des Gebäudes hin: neben dem Kreuz im Bogenscheitel rahmen Weintrauben und Pelikane das Gewände (die Typik deutet auf die Firma Wollstädter). Charakteristisch für Bauten Karl Posers ist die Asymmetrie der Fassadengestaltung und das klare Absetzen von Flächen gegeneinander: Der schwere Sockel aus unregelmäßiger Sandstein-Rustika (Einfluss des Amerikaners Richardson) ist in der rechten Fassadenhälfte höher, er umschließt hier ein einziges großes dreigeteiltes Halbrundfenster, das einen dahinter liegenden kirchlichen Raum erkennen lässt. Als Gegengewicht an der linken Außenachse ein flach gewölbter Fenstererker. Der dreiachsige Erker links neben dem Eingang wird in der Dachzone von einem breiten geschwungene Giebel, auch er asymmetrisch angeordnet, überfangen. Auch die Dachhäuschen sind von betont unterschiedlicher Form, einachsig mit Zeltdach links, zweiachsig mit Walmdach rechts. Kaum noch erkennbar ist die Teilung der Fassadenfläche durch unterschiedliche Putze: Während die größere Fläche grobkörnig verputzt war und demzufolge bald dunkler wurde, reicht eine Zone helleren Feinputzes unter der Traufe stufig zwischen die Fenster des oberen Geschosses, wo sie mit einem schmalen Stuckband begrenzt war – ein Motiv, das aus der Münchener Dülfer-Schule herrührt. 1936 Umbau des Erdgeschosses durch Otto Paul Burghardt. LfD/1998/2002 | 09290437 |
| Weitere Bilder                          | Mietshaus in halboffener Bebauung und in Ecklage, mit Vorgarten an der Lumumbastraße | Nordplatz 5 (Karte)                       | bezeichnet 1904–1905 (Mietshaus)                                                             | Putzfassade mit Erkern und Balkons, Eckbetonung durch Erker mit Fachwerkaufsatz, Marmor und Stuck im Eingangsbereich sowie Windfangtür, baugeschichtlich und städtebaulich von Bedeutung. Denkmaltext: Antrag auf Bau eines „herrschaftlichen Wohnhauses“ September 1904 von Schlossermeister Richard Leutert und Glasermeister Max Preil. Pläne von Ernst Arthur Hänsch, seit Oktober 1904 als Mitbesitzer. Eckhaus zur Lumumbastraße. Das Sockelgeschoss ist bis zum Sohlbankgesims markant mit Sandsteinrustika betont, während die Erdgeschosszone durch farblich differenzierte, flache Werksteinquaderung hervorgehoben ist. Aus dem gleichen Material auch die Rahmung der Portalzone mit floralem Reliefschmuck (links bezeichnet „Arch. E.A. Hänsch“). Zum Nordplatz akzentuieren zwei Erker mit Dreiecksgrundriss und abgerundeten Kanten die Fassade, die von einem hohen Giebel mit kleinem Belvedère überragt werden. Zwischen den Erkern halbrund vorspringende Balkone mit Jugendstilgitter. Ein Eckerker mit Fachwerkobergeschoss und Kuppelbekrönung leitet zur Lumumbastraßenfassade über. Der ursprünglich an den Erkern vorhandene, für den Architekten typische florale Bauschmuck und die breiten floralen Friese in Höhe der Fensteroberlichter, die der Fassade zusammen mit der Sprossenteilung eine angedeuteten horizontale Gliederung gaben, sind nach Neuverputz in der Nachkriegszeit verschwunden. (Kopie „Vorbildliche Facade“) LfD/1998/2002 | 09290438 |
| Weitere Bilder                          | Mietshaus in halboffener Bebauung und in Ecklage, mit Vorgarten und Einfriedung an der Lumumbastraße | Nordplatz 6 (Karte)                       | 1907 (Mietshaus)                                                                             | Putzfassade mit Sandsteingliederung, mit Erker und Balkons, Eckbetonung, Reformstil-Architektur, baugeschichtlich und städtebaulich von Bedeutung. Denkmaltext: Ursprünglich Pläne vom Dezember 1906 von E.A. Hänsch. Nach Besitzerwechsel März 1907 neue Pläne von Architekt Wilhelm Becker für das Baugeschäft Naumann & Mette. Das Eckhaus gegenüber der Michaelskirche wirkt platzbeherrschend durch den hohen gebrochenen Dreiecksgiebel. Zur Lumumbastraße wird der Eckübergang durch einen halbrunden Eckerker mit Tambour und Kegeldach geschaffen, ein hoher Spitzgiebel mit eingestelltem Polygonalerker bestimmt diese Straßenfassade. Alle Dachaufbauten wirken weithin durch ihre graphische Schablonen-Putzgestaltung (Rieselputz und Glattputz) sowie die grün-weiße Bemalung der Stirnbretter und Kehlen sowie der hölzernen Balkone. Mit diesen landhausmäßigen Gestaltungselementen – Holz und Schiefer sind auch an der rückwärtigen Veranda, an Fensterläden und dem Dach-Halbgeschoss verwendet – hebt sich das Haus von der übrigen Platzbebauung ab, das aufwendige Portal mit gekuppelten Halbsäulen, Vasen und Kränzen verwendet barockisierende Elemente (bezeichnet „Arch. Wilhelm Becker“). Zeittypisch ist auch hier die Fassadenfläche durch Glatt- und Rieselputzzonen differenziert, von denen sich die Fenster mit geradliniger gequaderdert Putzrahmung abheben. Die geradlinige eiserne Einfriedung zur Lumumbastraße ist erhalten bzw. wiederhergestellt. (Kopie Fassadenriss) LfD/1998/2002 | 09290439 |
|                                         | Mietshaus in geschlossener Bebauung | Nordplatz 8 (Karte)                       | 1906 (Mietshaus)                                                                             | Putzfassade mit Erkern und Balkons, bleiverglaste Treppenhausfenster, Marmor und Stuck im Eingangsbereich, Jugendstildekoration, baugeschichtlich und städtebaulich von Bedeutung. Denkmaltext: November 1906 Bauantrag von Dachdeckermeister Hermann Rindfleisch, Pläne von Ernst Arthur Hänsch. Wie vom Bauherrn gefordert, passt sich der Bau „in vornehmer Weise den vorhandenen Bauten an“: Er besitzt den Rustika-Sockel, abgeschlossen von einem scharrierten Sohlbankgesims, das aufwendige Portal in Werksteinrahmung mit den charakteristischen Reliefs (Masken, Vögel) der Wollstädter-Werkstatt und die beiden Polygonalerker zu Seiten des Eingangs. Die zurückgesetzte Eingangsachse setzt sich in den Obergeschossen als Loggia fort, davor gewölbte Eisenblech-Brüstungen. Anders als bei den Hänsch-Bauten Nummer 3 und 6 ist hier der ornamentale Fassadenschmuck vollständig vorhanden. Die Masken zwischen den Erdgeschossfenstern, geometrische Dekorationen in den Erkern und die monumentale archaischen Maske im hohen Mittelgiebel, offenbaren Formen des Jugendstils zwischen Sezession und symbolistischen Elementen. LfD/1998/2002 | 09291333 |
|                                         | Mietshaus in halboffener Bebauung (bauliche Einheit mit Gohliser Straße 2) | Nordplatz 9 (Karte)                       | 1900–1901 (Mietshaus)                                                                        | Putzfassade mit Sandsteingliederung, Loggien, Eckerker, Schweifgiebel, im Stil des Späthistorismus mit Jugendstil-Details, Architekt: Karl Poser, baugeschichtlich von Bedeutung. Denkmaltext: Ursprünglich zusammenhängend mit Gohliser Straße 2. (Keine Bauakte vorhanden). Die Pläne jedoch vor November 1900 vom Architekturbüro Friedrich & Poser vorgelegt. In diesem Monat beantragt Poser auf Wunsch des Mieters, eines Fabrikanten und Majors a. D., eine Verbindung zwischen 2. Obergeschoss und Dachgeschoss zu den dort angelegten Dienstbotenzimmern. Auch zwischen den Büros im Souterrain und der Erdgeschosswohnung gab es eine direkte Verbindung. Jeweils eine große Wohnung pro Etage wurde von dem an der Ostseite gelegenen Eingang erschlossen. Das nur dreigeschossige Gebäude wird zum Nordplatz durch den das abgewalmte Mansarddach überragenden Giebel mit geschweifter Stufung überragt. Ein halbrunder Eckerker zur freien Giebelseite, der dreiachsige Erker mit geschweiftem Balkonabschluss und – als Negativform – die breiten Loggien in der linken Außenachse geben der Fassade in den beiden Obergeschossen plastische Bewegtheit. Erdgeschoss und Souterrain sind zu einer hohen Sockelzone zusammengezogen und durch die an den späteren Nordplatz-Bauten obligatorische unregelmäßige Rustika ebenfalls zu wuchtiger Wirkung gebracht. Auch die Werkstein-Rieffelung unter der Rustika-Zone kehrt an den meisten Häusern am Nordplatz wieder. 1903 ging das Haus in den Besitz des Architekten Adalbert Friedrich über. LfD/1998/2002 | 09291334 |
| Weitere Bilder                          | Doppelmietshaus (Nr. 10, mit Balzacstraße 1) in offener Bebauung und in Ecklage, mit Hofgebäude (Nr. 10a) | Nordplatz 10; 10a (Karte)                 | 1899 (Teil eines Doppelmietshauses)                                                          | zeittypische Putz-Sandstein-Fassade mit Balkons, im Stil des Historismus, bleiverglaste Treppenhausfenster, im Innern Schablonenmalerei im Art-Déco-Stil, baugeschichtlich von Bedeutung. Denkmaltext: Mai 1899 Bauantrag des Architekten Georg Friedrich auf Wohngebäude nebst Pferdestall. Das Eckgebäude zur Balzacstraße ist eines der wenigen, vor 1900 in Leipzig entstandenen Jugendstilhäuser. Die Fassadengestaltung mit zweigeschossigen halbrund abschließenden Loggien, aus denen sich wiederum halbrunde Balkonkörbe nach vorn wölben, wurde als Motiv Leipziger Bauten zwischen Historismus und Jugendstil bereits in einem frühen Bau von Paul Möbius (Waldstraße 4, 1895) verwendet. Eine wichtige Rolle spielt bei dem für den Jugendstil typischen Streben nach Materialgerechtigkeit der hohe aus Werksteinquadern gefügte Sockel. Der Pferdestall mit Kutscherstube im Obergeschoss und einem polygonalen Eckturm später verändert. LfD/1998/2002 | 09290441 |
| Weitere Bilder                          | Verwaltungsgebäude in offener Bebauung und in Ecklage, heute Finanzamt | Nordplatz 11 (Karte)                      | 1921–1922 (Verwaltungsgebäude)                                                               | repräsentative Putzfassade mit Porphyrgliederung, Glasmalerei im Innern, im Reformstil der Zeit nach 1910, Wagenhalle im Hof abgebrochen, baugeschichtlich, ortsgeschichtlich und platzbildprägend von Bedeutung. Denkmaltext: Juni 1921 Antrag des Mitteldeutschen Braunkohlen-Syndikats auf Bau eines Verwaltungsgebäudes. Pläne von Architekturbüro Händel & Franke. Revision Oktober 1922. Der Zweiflügelbau an der Ecke zur Roscherstraße ist mit der Hauptfassade zum Nordplatz gewandt. Ein asymmetrisch angeordneter fünfachsiger Risalit und die kontrapunktisch dazu angelegte Eingangsvorhalle gliedern den mächtigen viergeschossigen Baukörper, dessen Höhenwirkung durch den Fußwalm, der das Obergeschoss deutlich absetzt, gemildert wird. Das hohe Walmdach wird durch eine regelmäßige Reihe übergiebelter Dachhäuschen belebt. Die sparsamen Details: Kannelierte Pfeiler mit ionischen Kapitellen, darüber in der Altanbrüstung Steinvasen, auch die Kartuschen zwischen den Mezzaninfenstern des Risalits liegen teils in der Tradition der Kunst des zweiten. Jahrzehnts, teils – wie der Zackenfries über dem Risalit-Erdgeschoss – deuten sie bereits art déco-Formen an. Das Gebäude enthielt mit Ausnahme einer Wohnung im Erdgeschoss ausschließlich Büros. Hinter den hohen Fenstern im dritten Risalit-Obergeschoss befand sich der große Sitzungssaal. 1949: Verwaltungsgebäude des Mitteldeutschen Verkaufskontors für feste Brennstoffe. LfD/1998/2002 | 09290433 |
| Weitere Bilder                          | Schule | Nordplatz 13 (Karte)                      | 1913–1914 (Schule)                                                                           | repräsentatives Schulgebäude, Putzfassade mit Porphyrgliederung, stilistisch zwischen Neorenaissance und Reformstil, Architekt: Stadtbaurat Otto Wilhelm Scharenberg, baugeschichtlich, ortsgeschichtlich und platzbildprägend von Bedeutung. Denkmaltext: Leibniz-Schule Juli 1913 Pläne für den Bau einer Oberrealschule, erarbeitet im Hochbauamt Leipzig unter Leitung von Stadtbaudirektor Otto Wilhelm Scharenberg. Im Ersten Weltkrieg genutzt als Reservelazarett II. Seit 1927 Leibniz-Schule (Städtische Ober-Realschule). In der Grunddisposition ist der Bau eine Variante der von Scharenberg 1904 entworfenen Zweiten Mädchenschule, später Gaudigschule, in der heutigen Lumumbastraße: Ein lang gestreckter Mittelbau, flankiert von zwei seitlichen Quertrakten mit hohen, volutengeschmückten Stufengiebeln, der Mittelbau mit Eingangsvorhalle kleinerem Stufengiebel und einem Belvedère mit offener Laterne. Über der als Altan gebildeten Pfeilervorhalle in rotem Porphyrtuff sind an der Leibnizschule die zwei humanistische Gelehrsamkeit symbolisierenden Männerstatuen erhalten, darüber das Leipziger Stadtwappen. Die Dachzone mit fünf kleineren Volutengiebeln, davon der mittlere über dem aus dem Altan aufsteigendem Mittelerker etwas größer. Alle Architekturteile sind vor hellem Putzhintergrund mit rötlichem Porphyrton abgesetzt und geben so dem großen Schulbau eine lebhaftere Gliederung. Der rechte, stärker vorspringende und zudem mit einem breiten Polygonalerker hervorgehobene Quertrakt enthielt die Turnhalle und im 2. Obergeschoss die Aula, im Außenbau durch eine etwas schmuckreichere Gestaltung erkennbar. Hinter der gewölbten Eingangsvorhalle das Vestibül. mit dem breiten Treppenhaus. LfD/1998/2002 | 09290434 |
| Weitere Bilder                          | Michaeliskirche: Kirche (mit Ausstattung) | Nordplatz 14 (Karte)                      | 1901–1904 (Kirche), 1904 (Chorfenster), 1904 (Glasgemälde), 1910 (Fußwaschung), 1904 (Altar) | charakteristischer Zentralbau mit Südturm, Werksteinfassade, im Stil des Späthistorismus mit Jugendstildetails, Architekten: Alfred Müller und Heinrich Rust, als »Point de vue« in der Achse der Nordstraße liegend, platzbildprägend, städtebaulich, baugeschichtlich und kunstgeschichtlich von Bedeutung. Denkmaltext: Im Juni 1900 schrieb die Nordparochie, die bis dahin nur eine 1894 erbaute Interimskirche an der Roscherstraße benutzte, den landesweiten Wettbewerb für einen Kirchenbau aus. Zur Ausführung gelangte auf Beschluss des Kirchenvorstandes der mit dem 3. Platz ausgezeichnete Entwurf der Leipziger Architekten Alfred Müller und Heinrich Rust in etwas veränderter Durchführung. Baubeginn war November 1901, die Einweihung erfolgte im Juni 1904. Die Grundrissdisposition ist der im Jahr zuvor vollendeten Evangelisch-reformierten Kirche am Tröndlinring verwandt und dank der bevorzugten, freistehenden Lage markanter ausgeprägt: Der von einer querrechteckigen Vorhalle aus betretbare quadratische Kuppelraum öffnet sich nach drei Seiten in breiten polygonalen Kreuzarmen und wirkt dadurch als Zentralraum. Die Wirkung des Innenraumes beruht auf den monumentalen Gewölben, den Glasgemäldefenstern und der weitgehend erhaltenen Ausstattung in kompakten Jugendstilformen, die vor allem auf Materialkontrasten von Stein und Holz setzt (Emporenbrüstungen, Kanzel, Orgelgehäuse). Das Äußere der Kirche ist durch die bevorzugte Lage am Nordende des lang gestreckten Nordplatzes bestimmt worden: Aus einem gedrungenen wirkenden, jedoch durch zahlreiche Anbauten gegliedertem Unterbau erhebt sich der 70 Meter hohe Turm über einer giebelartigen Eingangsfront. Dieses betonte Aufgipfeln, das Aufwachsen aus einer zunächst pyramidalen, dann hochrechteckigen und oktogonalen Form besitzt etwas Denkmalhaftes. Der Bau ist auf die städtebauliche Wirkung als „point de vue“, als nördlicher Abschluss der Achse der verlängerten Nordstraße hinter der als retardierendes Element dienenden Platzanlage konzipiert. Seine aus oktogonalem Unterbau schlank aufsteigende Turmhaube steht jedoch auch in Korrespondenz zur fast gleichartigen der Reformierten Kirche, auch die malerische Oberflächengestaltung aus Sandsteinquadern verbindet beide Bauten. Beide wurden von ihren Architekten als freie „Renaissance“-Variation verstanden, die Michaeliskirche weist jedoch sowohl in der Gesamtauffassung wie in den dekorativen Details eine entschiedene Nähe zum Jugendstil auf. Das Hauptportal an der Südfassade ist in romanisierenden Formen mit eingestellten Säulen und Dämonenköpfen in den Kapitellen gestaltet. In einer Nische über dem Portalgiebel befindet sich die Statue des Erzengels Michael, geschaffen von dem Leipziger Bildhauer Arthur Trebst. LfD/1998/2002 | 09290430 |
|                                         | Straßenanlage mit begrüntem Mittelstreifen | Nordstraße (Karte)                        | um 1905 (Straßengrün)                                                                        | zwischen Nordplatz und Parthenstraße, entstanden als stadtplanerische Anlage und Konzept im Zusammenhang mit dem Bau der Michaeliskirche am Nordplatz, ortsentwicklungsgeschichtliche und städtebauliche Bedeutung | 09260888 |
|                                         | Geschäftshaus in geschlossener Bebauung und in Ecklage | Nordstraße 1 (Karte)                      | 1905, später überformt (Geschäftshaus)                                                       | mit Läden, einfach gegliederte Sandsteinfassade, baugeschichtlich und ortsgeschichtlich von Bedeutung | 09290442 |
| Weitere Bilder                          | Mietshaus in ehemals geschlossener Bebauung | Nordstraße 42 (Karte)                     | um 1880 (Mietshaus)                                                                          | mit Tordurchfahrt, historisierende Putzfassade, baugeschichtlich von Bedeutung | 09290716 |
|                                         | Mietshaus in halboffener Bebauung | Nordstraße 44 (Karte)                     | 1879 (Mietshaus)                                                                             | mit Tordurchfahrt, historisierende Putzfassade, reiche Stuckgliederung in der Tordurchfahrt, baugeschichtlich von Bedeutung. Denkmaltext: April 1879 Antrag auf Bau eines Vorder- und Hinterhauses von Glasermeister Robert Lange. Pläne von Maurermeister Fr. Ullrich, der Fassadenriss gezeichnet: fec. Fr. Hannemann. Von den zwei unzerstörten Häusern im einstigen Baublock III, dem ältesten Teil der äußeren Nordstraße, ist nur dies mit seiner authentischen Fassadengestaltung der 1870er Jahre erhalten. Typisch für die Zeit ist der feingliedrige Baudekor: Kannelierte Pilaster in den flachen Seitenrisaliten, zart profilierte Gesimse, Fensterverdachungen und Konsolen, ein Mäanderfries unter dem Schlußgesims. Selbst der Bauschmuck im Drempel, in fast allen Häusern der Nordstraße durch Zerstörung der Dachgeschosse verloren gegangen, blieb hier erhalten. Auch der Fassadenaufbau entspricht in seiner klaren Symmetrie dem spätklassizistischen Schema. Als Besonderheit besitzt das Vorderhaus einen in den Grundriss miteinbezogenen Seitenflügel, dessen abknickender Korridor durch einen Lichthof beleuchtet wurde. Hier befand sich neben Küche und Kammer bereits 1880 ein Badezimmer, für Mietshäuser dieser Zeit eine Rarität. Das Hintergebäude, als Glaser- bzw. Tischlerwerkstatt genutzt ist nach Kriegszerstörung 1950 wiederaufgebaut. LfD/1998/2002 | 09290443 |
|                                         | Mietshaus in geschlossener Bebauung und in Ecklage | Nordstraße 49 (Karte)                     | um 1890 (Mietshaus)                                                                          | historisierende Putzfassade mit Eckerker, Windfangtür und Stuck im Eingangsbereich, baugeschichtlich von Bedeutung | 09290444 |
|                                         | Mietshaus in geschlossener Bebauung | Nordstraße 51 (Karte)                     | 1887 (Mietshaus)                                                                             | historisierende Klinkerfassade, Stuck im Eingangsbereich, baugeschichtlich von Bedeutung. Denkmaltext: Bauantrag August 1887 von Tischler August Keiser und Kaufmann Gallwitz, Pläne von Paul Lange, Architekt und geprüfter Baugewerksmeister. Relativ schlichte Ziegelfassade, vor der sich die Fenster mit hellen Putzfaschen abheben. Ursprünglich das Erdgeschoss mit rustizierter Putzquaderung. Symmetrische Gliederung durch Betonung des Portals und der Mittelachse sowie der jeweils zwei zusammengefassten Außenachsen, die im zweiten Obergeschoss durch gesprengte Dreiecksgiebel bzw. Halbrundbedachung und Friese mit farbigen Zierkacheln hervorgehoben sind. Vom Schmuck des Drempels nur noch der Sägezahnfries erhalten. LfD/1998/2002 | 09290445 |
|                                         | Mietshaus in geschlossener Bebauung | Nordstraße 52 (Karte)                     | 1886 (Mietshaus)                                                                             | reduzierte Putzfassade, reicher Stuck im Eingangsbereich, Zeugnis der Stadterweiterung im Gerberviertel, baugeschichtlich von Bedeutung. Denkmaltext: Julius Ferdinand Müller ersteigerte das Grundstück als Bauplatz 2 des Parzellierungsplanes 2468 aus Händen der Stadt Leipzig und stellte Ende April 1886 Antrag auf Ausschachtungsbeginn, als Bauherr wird in Folge Frau Wilhelmine Müller genannt. Zeichnungen für das zweispännige Mietshaus fertigte der Architekt Franz Hannemann. Im Revisionsbericht vom 21. September 1886 ist zu lesen, „daß der Neubau der Frau verehl. Müller an der Nordstraße im Mauerwerk und Putz fertig gestellt ist“. Die Schlußabnahme erfolgte im März des Folgejahres. Eine Dachwohnung kam 1906–1997 zur Einrichtung, eine weitere in späteren Jahren ohne Genehmigung. 1934 sollte immerhin ein Strang mit Bädern und innenliegenden Aborten ausgestattet werden. Sanierung, Umbau und Aufzugseinbau erfolgten 1999 für die GEBAG GmbH aus Gera nach Plänen von Dipl.-Ing. Architekt Mark Aretz. Hinter der stark geglätteten Putzfassade mit überwiegend erhaltenen profilierten Fensterrahmungen befindet sich eine überdurchschnittliche historistische Flur- und Treppenhausausstattung, wozu auch die zweiflüglige Hauseingangstür gehört. Das Haus besitzt einen baugeschichtlichen Wert. LfD/2016 | 09290446 |
|                                         | Mietshaus in geschlossener Bebauung | Nordstraße 53 (Karte)                     | 1887 (Mietshaus)                                                                             | ehemals mit Laden, historisierende Putzfassade, Stuckdecke im Hausdurchgang, baugeschichtlich von Bedeutung | 09290447 |
|                                         | Mietshaus in geschlossener Bebauung | Nordstraße 55 (Karte)                     | 1887 (Mietshaus)                                                                             | ehemals mit Laden, reich gestaltete historisierende Putzfassade, Stuck und Terrazzo im Eingangsbereich, baugeschichtlich von Bedeutung. Denkmaltext: Juli 1887 Bauantrag auf Wohnhaus mit Laden von W.P. Neumeister. Architekten Wilhelm Richter und Clemens Thieme (somit ein Frühwerk des späteren Initiators und Miterbauers des Völkerschlachtdenkmals). Eines der üppigsten und besterhaltenen Mietshäuser der Nordstraße. Auffallend ist die Gestaltung mit Putzrustika und Putznutung, die fast die gesamte Fassade überzieht – wohl eine Reminiszenz an italienische Stadtpalastarchitektur der Renaissance. Die Schmuckformen verweisen auf manieristische Elemente. Über dem ausladenden, mit Perlstabfries unterlegten Gurtgesims bildet das niedrigere dritte Obergeschoss mit seinen gekuppelten Bogenfenstern den Übergang zum Fassadenabschluss, bei dem ursprünglich der Dachansatz von einer durchbrochenen Balustrade verdeckt war. LfD/1998/2002 | 09290448 |
|                                         | Mietshaus in geschlossener Bebauung und in Ecklage | Nordstraße 56 (Karte)                     | um 1885 (Mietshaus)                                                                          | mit Eckladen, reduzierte Putzfassade, bemerkenswertes Inneres, prachtvolle Stuckmedaillons und Windfangtür im Eingangsbereich, baugeschichtlich von Bedeutung | 09290449 |
|                                         | Mietshaus in geschlossener Bebauung | Nordstraße 57 (Karte)                     | 1887 (Mietshaus)                                                                             | historisierende Klinkerfassade, baugeschichtlich von Bedeutung. Denkmaltext: Bauantrag Oktober 1887 von Bauunternehmer Hermann Böttger, Pläne von Louis Ph. Göbel. Nach Besitzerwechsel während des Baus Mai 1888 neue Pläne von Architekt Richard Hofmann. Die Wirkung der Fassade beruht auf dem Kontrast zwischen rotem Ziegel in den mittleren Etagen und stark strukturiertem Putz in Erdgeschoss, Obergeschoss und den Fenstergliederungen. Auch hier kommt das in der Straße mehrfach zu findende symmetrische Gliederungsmuster mit zwei hervorgehobenen Außen- und einer betonten Mittelachse, sowie das Motiv der von Obelisken durchstoßene Fensterverdachungen zur Anwendung. Der Drempel ursprünglich reich geschmückt. LfD/1998/2002 | 09290450 |
|                                         | Mietshaus in geschlossener Bebauung und in Ecklage, heute Hotel | Nordstraße 58 (Karte)                     | 1888 (Mietshaus)                                                                             | historisierende Putzfassade mit Eckerker, baugeschichtlich von Bedeutung. Denkmaltext: Bauantrag Januar 1888 von Zimmermeister Julius Koth und Bauunternehmer Karl Noack. Die Fassade des Eckhauses ist durch die Entfernung der Putzrustika im Erdgeschoss und der Putzquaderung im Eck- und Seitenrisalit verändert. Lediglich die kräftigen Fensterverdachungen in den beiden Hauptetagen weisen auf die ursprünglich stark plastische Fassadenstruktur hin, die in ihrer strengen Klarheit stärker als andere Häuser der Straße an italienische Hochrenaissance angelehnt war. LfD/1998/2002 | 09290451 |
|                                         | Mietshaus in geschlossener Bebauung | Nordstraße 60 (Karte)                     | um 1890 (Mietshaus)                                                                          | historisierende Klinker-Putz-Fassade, Stuck und Kacheln im Eingangsbereich, baugeschichtlich von Bedeutung. Denkmaltext: Bauakte erst ab 1919 erhalten. Die Variante mit Ziegelverblendfassade in den mittleren Etagen, eingefasst von verputzten Seitenrisaliten mit architektonischen Gliederungen ähnlich wie bei Nummer 57, hier jedoch unter weitgehendem Verzicht auf Stuckzierart. Das Erdgeschoss ursprünglich mit Putznutung. LfD/1998/2002 | 09290452 |
|                                         | Mietshaus in geschlossener Bebauung | Nordstraße 62 (Karte)                     | 1888 (Mietshaus)                                                                             | historisierende Putzfassade, Fußbodenkacheln im Eingangsbereich, baugeschichtlich von Bedeutung. Denkmaltext: März 1888 Baugesuch von Bauunternehmer Joh. Karl Friedrich Koch. Schlichte Fassade mit symmetrischem Aufbau durch die Zusammenfassung der beiden äußeren Achsen. Nur hier barockisierende Füllungen in den Verdachungen. Das Konsolgesims über dem Drempel ausnahmsweise erhalten. LfD/1998/2002 | 09290453 |
|                                         | Mietshaus in geschlossener Bebauung | Nordstraße 64 (Karte)                     | bezeichnet 1888 (Mietshaus)                                                                  | reich stuckierte, historisierende Putzfassade, baugeschichtlich von Bedeutung. Denkmaltext: Juni 1888 Bauantrag von Hermann Härtling, Pläne von Gustav Klarner, Architekt. Mit Ausnahme der Putzquaderung des Erdgeschosses und der Seitenrisalite ist der Fassadenschmuck hier in der etwas verspäteten Manier der 1870er Jahre mit Festons, zartem floralen Dekor, Masken und Medaillons erhalten. Ungewöhnlich auch die Kartuschen am Eingang und im Drempel, letztere mit den Baudaten 1888 und 1889. Abweichend vom Straßenschema ist auch der Ziegelsockel. LfD/1998/2002 | 09290454 |
|                                         | Mietshaus in geschlossener Bebauung | Nordstraße 66 (Karte)                     | 1888 (Mietshaus)                                                                             | historisierende Klinkerfassade, Stuck und Fußbodenkacheln im Eingangsbereich, baugeschichtlich von Bedeutung. Denkmaltext: Bauantrag Mai 1888 von K. Ferdinand Neumann, Architekt und geprüfter Maurermeister. Nach Besitzerwechsel August 1888 neue Pläne von Baumeister Paul Köster. Die Ziegelverblendfassade über ehemals gequadertem Erdgeschoss durch helle Putzfaschen horizontal betont, als vertikales Gegengewicht die straßentypische symmetrische Achsengliederung. In den Verdachungen (typisch für die 1880er Jahre die „Ohrenbildung“, der verzögerte Ansatz der Bögen bzw. Dreiecke). Barockisierender Stuck in den Giebel- und Bogenfeldern, über dem Eingang das sächsische Wappen. LfD/1998/2002 | 09290455 |
| Direkt Bild zu diesem Denkmal hochladen | Ehemaliges Bankgebäude (Anschrift: Tröndlinring 3 und Packhofstraße 2 und 4) in offener Bebauung | Packhofstraße 2; 4 (Karte)                | 1914 (Bankgebäude)                                                                           | repräsentative Sandsteinfassade, Architektur zwischen Reformstil und Späthistorismus, errichtet als Bankgebäude für die Mitteldeutsche Privat-Bank AG in Magdeburg, später als Landratsamt genutzt, baugeschichtlich und ortsgeschichtlich von Bedeutung. Denkmaltext: April 1914 Antrag datiert Mitteldeutschen Privatbank AG auf Bau eines Geschäftshauses. Pläne von Architekturbüro Meissner & Liborius, Magdeburg. Auf dem Gelände des ehemaligen Packhofs mit Leihhaus und Sparkasse, das um 1907 von der Stadt verkauft worden war, errichteten die Architekten, die bereits 1912 den Prachtbau der späteren Commerzbank Magdeburg geschaffen hatten, einen der zeittypischen Prototypen von Bankgebäuden. Charakteristisch für den zum repräsentativen Monumentalismus tendierenden Stil öffentlicher Gebäude am Vorabend des Ersten Weltkrieges ist die durch wuchtige Säulen in Kolossalordnung gestaltete Fassade und das Sockelgeschoss in schwerer Rustika. (s. auch Gebäude der Dresdner Bank am Austusplatz von Martin Dülfer, 1910–1912). Wie beim etwa zeitgleichen Leipziger Hauptbahnhof sind die in die Säulenstellung gefügten Fenster des Ersten Obergeschosses durch Halbrund-Bekrönungen mit üppigem plastischen Schmuck überdacht, eine Form, die ebenso wie das hohe Dach über dem Mezzaningeschoss einen bedeutsamen Unterschied zum Dülferschen Neoklassizismus darstellt. Die Seitenflügel des Dreiflügelbaus sind mit flacher Lisenengliederung weniger aufwendig gestaltet. Seit 1952 und wieder ab 1990 Landratsamt. LfD/1998/2002 | 09290650 |
|                                         | Ufermauern, Einfriedungen und Pflasterung der verlegten Parthe zwischen Pfaffendorfer Straße und Kurt-Schumacher-Straße sowie hinter der Berliner Straße | Parthenstraße (Karte)                     | um 1905 oder früher (Stützmauer)                                                             | Erinnerungs- und Zeugniswert, Dokument der Judendeportation im Dritten Reich, in diesem Graben wurden 1938 jüdische Bürger vor ihrer Deportation zusammengetrieben, geschichtlich von Bedeutung | 09290471 |
| Weitere Bilder                          | Jüdischer Gedenkstein | Parthenstraße (Karte)                     | 1988 (Denkmal)                                                                               | Gedenkstein für die jüdischen Opfer des Faschismus; gegenüber dem Eingang des Zoos an der Ecke Pfaffendorfer Straße, Mahnmal zur Erinnerung an den Abtransport Leipziger Juden in die Konzentrationslager nach der Reichspogromnacht 1938, geschichtlich von Bedeutung Kurzcharakteristik Im ausgemauerten Bett der Parthe wurden am westlichen Ende der seit 1869 benannten Parthenstraße nach der Pogromnacht des 9. November 1938 Leipziger Juden vor ihrem Abtransport in Konzentrationslager zusammengetrieben und direkt zu den auf dem weitläufigen Gelände des Hauptbahnhofs bereitstehenden Zügen geführt. Seit dem 16. November 1988 erinnert an der Ecke zur Pfaffendorfer Straße ein Gedenkstein aus schwarzem Diabas, einem im Paläozoikum entstandenen sogenannten Metabasalt, an dieses Ereignis. Die Gestaltung stammt von Bildhauer Peter Makolies: An der Vorderseite ein plastisch herausgearbeiteter Davidstern, der Text rechts lautet: „Wo ist dein Bruder? Genesis 4,9“. Auf der linken, nach Osten weisenden Seite findet sich der geschichtliche Anlass für die Setzung des Steins erläutert: „Hier in diesem Graben wurden im Jahre 1938 jüdische Bürger vor ihrer Deportation zusammengetrieben“. Die Initiative zur Errichtung des Gedenksteins, der auf einer polierten rechteckigen Granitplatte steht, erfolgte durch den Ökumenischen Arbeitskreis Leipziger Kirchen, wobei das Material Diabas (griechisch: Übergang, Durchgang) mit Symbolcharakter gewählt wurde. Einige staatliche Stellen beargwöhnten die gewählte Inschrift, da sie scheinbar in Zusammenhang mit der seinerzeit aktuellen Ausreiseproblematik von DDR-Bürgern in die Bundesrepublik Deutschland zu stehen schien. Der Bibelvers nimmt jedoch Bezug auf den Mord des Kain an seinem Bruder Abel und nennt die in Vers 9 des 1. Buches Mose von Gott direkt an den Mörder gestellte Frage. LfD/2002, 2022, 2023 | 09290470 |
| Weitere Bilder                          | Handschwengelpumpe mit Brunnenschacht und Abdeckplatte | Pfaffendorfer Straße - (Karte)            | 1880 (Handschwengelpumpe)                                                                    | in Ecklage Erich-Weinert-Straße, Typ Gotik, ortsgeschichtlich von Bedeutung | 09292780 |
| Weitere Bilder                          | Geschäftshaus in geschlossener Bebauung und in Ecklage | Pfaffendorfer Straße 2 (Karte)            | 1911–1914 (Geschäftshaus)                                                                    | Putz-Porphyr-Fassade, Stuck in der Tordurchfahrt, Geschäfts- und Bürohaus im Reformstil der Zeit um 1910, mit neoklassizistischen Anklängen, Architekten: Weidenbach & Tschammer, benannt nach dem ersten Besitzer Architekt und Baurat Georg Weidenbach, baugeschichtlich, ortsgeschichtlich und städtebaulich von Bedeutung. Denkmaltext: 1911 nach Plänen des Architekturbüros Weidenbach und Tschammer. Der umfangreiche Geschäftsbau in zeittypisch neoklassizistischen Architekturformen wurde auf dem Gelände des Kupferschen Kaffeegartens errichtet, einem im frühen 19. Jahrhundert beliebten vorstädtischen Ausflugslokal mit Musikpavillon und einem großen Garten bis zum damaligen Löhrplatz. 1866 ließ sich hier der Kaufmann Hermann Traugott Fritzsche eine Villa erbauen, deren Garten ebenfalls bis zum Löhrplatz reichte. Der Neubau von Weidenbach und Tschammer, die gleichzeitig als Bauherren fungierten, nimmt den ganzen ehemaligen Gartenbereich ein. Die bei Geschäftshäusern dieser Zeit dominierende Vertikalgliederung der Fassade geschieht hier durch dreigeschossige Rechteckerker mit jeweils dreigeteilten Fenstern und Putzkassetten in den Sohlbankfeldern. Die horizontale Zusammenfassung der in abgerundeter Linienführung um die Ecke zum Tröndlinring führenden regelmäßigen Erkerabfolge geschieht durch breite Putzbänder über der ersten und vierten Etage, akzentuiert in den tief eingeschnittenen Fensterachsen durch Kunststeinvasen bzw. betonten Segmenten im abschließenden Balkongitter. Das hohe ausgebaute Krüppelwalmdach nach Kriegszerstörung erst in jüngster Zeit wieder aufgebaut. LfD/1998/2002 | 09290478 |
| Weitere Bilder                          | Mietshaus in geschlossener Bebauung und in Ecklage, mit Geschäftshaus-Anbau zur Humboldtstraße | Pfaffendorfer Straße 12 (Karte)           | 1871–1872 (Mietshaus), 1891–1892 (Nebengebäude)                                              | viergeschossiges Mietshaus mit Eckerker, historistische Putzfassade mit Sandsteingliederung, dreigeschossiger Anbau mit Tordurchfahrt und historisierender Sandsteinfassade, baugeschichtlich und städtebaulich von Bedeutung. Denkmaltext: 1871–1872 nach Plänen des Bauherrn Hermann Hardt, Architekt und Maurermeister. Viergeschossiges Mietshaus mit ausgebautem „französischen“ Dach an der Ecke Humboldtstraße. Der reich geschmückte zweigeschossige Eckerker und die ebenso prächtig mit eingestellten kannelierten Säulen, korinthischen Kapitellen und gusseisernen Balkongittern ausgestattete Eingangsachse bilden die dekorativen Hauptakzente des großen Eckhauses. Die ursprüngliche Putzquaderung im Erdgeschoss geglättet. LfD/1998/2002 | 09290474 |
|                                         | Mietshaus in geschlossener Bebauung und in Ecklage | Pfaffendorfer Straße 14 (Karte)           | 1869 (Mietshaus)                                                                             | mit Tordurchfahrt und Läden, historistische Putzfassade, Eckerker, Stuck in der Tordurchfahrt, baugeschichtlich und städtebaulich von Bedeutung. Denkmaltext: 1869 für Maurermeister Findeisen. Nordöstlicher Eckbau zur Humboldtstraße und zwei nördlich anschließende Mietshäuser, alle mit weitgehend geglätteten Fassaden. Bei Nummer 14 der typische Eckerker mit ursprünglicher Dekoration und das gewendelte Treppenhaus, bei Nummer 16 die Eingangstür erhalten. LfD/1998/2002 | 09290476 |
|                                         | Mietshaus in geschlossener Bebauung | Pfaffendorfer Straße 16 (Karte)           | 1869 (Mietshaus)                                                                             | ehemals mit Laden, historistische Putzfassade, Hoftor mit geätzter Verglasung, baugeschichtlich von Bedeutung. Denkmaltext: 1869 für Maurermeister Findeisen. Nordöstlicher Eckbau zur Humboldtstraße und zwei nördlich anschließende Mietshäuser, alle mit weitgehend geglätteten Fassaden. Bei Nummer 14 der typische Eckerker mit ursprünglicher Dekoration und das gewendelte Treppenhaus, bei Nummer 16 die Eingangstür erhalten. LfD/1998/2002 | 09290477 |
|                                         | Mietvilla (mit drei Hausnummern) mit Garten | Pfaffendorfer Straße 26; 26a; 26b (Karte) | 1873 (Mietvilla)                                                                             | zwischen Uferstraße und Parthe gelegen, historisierender Putzbau, Schablonenmalerei und Malerei im Treppenhaus, geätzte Treppenhausfenster, Lichthalter original, baugeschichtlich von Bedeutung | 09290481 |
|                                         | Mietshaus in halboffener Bebauung und in Ecklage, sowie Garten und Hofpflasterung | Pfaffendorfer Straße 46 (Karte)           | 1884–1886 (Mietshaus)                                                                        | mit Hausdurchgang, reduzierte Putzfassade, der Garten mit Seltenheitswert, das Wohngebäude baugeschichtlich bedeutsam, zudem wertvoller Bestandteil der städtischen Entwicklung in der Nordvorstadt, ortsentwicklungsgeschichtlich von Bedeutung | 09304985 |
|                                         | Mietshaus in geschlossener Bebauung und in Ecklage | Pfaffendorfer Straße 48 (Karte)           | 1887–1888 (Mietshaus)                                                                        | historisierende Putzfassade, Terrazzo mit Mosaik, Stuck und Täfelung im Eingangsbereich, ortsentwicklungsgeschichtlich von Bedeutung. Denkmaltext: Eckhaus im Ensemble viereinhalbgeschossiger Mietshäuser des Baublocks V, 1887/1888 in einem Zuge erbaut, ursprünglich schmuckreiche Neorenaissance-Fassaden, nach Kriegsschäden mehr oder weniger geglättet (Baublock bei Straßentext zusammenfassend erwähnt). LfD/1998/2002 | 09290483 |
|                                         | Mietshaus in geschlossener Bebauung | Pfaffendorfer Straße 50 (Karte)           | 1887–1888 (Mietshaus)                                                                        | Putzfassade, geätzte und bleiverglaste Treppenhausfenster, Stuck und Marmor im Eingangsbereich, Prägetapete vollständig im Treppenhaus erhalten, ortsentwicklungsgeschichtlich von Bedeutung. Denkmaltext: Wohngebäude im Ensemble viereinhalbgeschossiger Mietshäuser des Baublocks V, 1887/1888 in einem Zuge erbaut, ursprünglich schmuckreiche Neorenaissance-Fassaden, nach Kriegsschäden mehr oder weniger geglättet (Baublock bei Straßentext zusammenfassend erwähnt). LfD/1998/2002 | 09290484 |
|                                         | Mietshaus in geschlossener Bebauung | Pfaffendorfer Straße 52 (Karte)           | 1887 (Mietshaus)                                                                             | ehemals mit Laden, Putzfassade, geätzte Treppenhausfenster, Terrazzo mit Mosaik, Stuck und Windfangtür im Eingangsbereich, ortsentwicklungsgeschichtlich von Bedeutung. Denkmaltext: Gebäude im Ensemble viereinhalbgeschossiger Mietshäuser des Baublocks V, 1887/1888 in einem Zuge erbaut, ursprünglich schmuckreiche Neorenaissance-Fassaden, nach Kriegsschäden mehr oder weniger geglättet (Baublock bei Straßentext zusammenfassend erwähnt). LfD/1998/2002 | 09290485 |
|                                         | Mietshaus in geschlossener Bebauung | Pfaffendorfer Straße 54 (Karte)           | 1887–1888 (Mietshaus)                                                                        | reduzierte Putzfassade, geätzte Treppenhausfenster, Stuck und Holztäfelung im Eingangsbereich, ortsentwicklungsgeschichtlich von Bedeutung. Denkmaltext: Im September des Jahres 1887 erwarb Zimmermeister Ernst Friedrich Hermann Stein das Grundstück aus städtischem Besitz und bebaute es binnen Jahresfrist mit einem Mietshaus. Später kam unterm Dach eine Hausmannswohnung ungenehmigt und entgegen der Bauvorschriften zur Einrichtung, deren Freistellung nach dem Bekanntwerden 1892 angeordnet wurde. Ein umfänglicher Ausbau des Dachgeschosses zu Wohnzwecken fiel in die Jahre 1928/1929 durch und für den Architekten Hanns Fritz Stein. Hierfür war ein Aufbau notwendig, der Kammern und Trockenboden aufnehmen sollte, die Einrichtung eines Ateliers erhielt erst im zweiten Anlauf eine Genehmigung. Das repräsentative Wohngebäude auf dem Areal des damaligen Baublocks V erhielt eine repräsentative Neorenaissance-Fassade, die nach Kriegsschäden in größerem Umfang geglättet wurde. Dennoch sind der Gesamtaufbau sichtbar, der hohe Sandsteinquadersockel über Granitschwelle sowie ein Stockgesims erhalten und ist insbesondere die großbürgerliche Ausstattung erhalten, u. a. Windfangtür, Stuck und Holzpaneel im Eingangsbereich. Leider wurden bei der letzten Teilsanierung schauderhafte Fenster eingebaut. LfD/2015 | 09290486 |
|                                         | Mietshaus in geschlossener Bebauung | Pfaffendorfer Straße 56 (Karte)           | 1888 (Mietshaus)                                                                             | Putzfassade mit Sandsteingliederung, baugeschichtlich von Bedeutung | 09290487 |
| Weitere Bilder                          | Platzanlage | Richterplatz (Karte)                      | 1910 (Schmuckplatz)                                                                          | zwischen Richterstraße, Trufanowstraße, Ehrensteinstraße und Frickestraße, nach Entwurf von Gartendirektor Hampel, ortsentwicklungsgeschichtlich und stadtgrüngeschichtlich von Bedeutung | 09291488 |
| Direkt Bild zu diesem Denkmal hochladen | Mietshaus (Anschrift: Karl-Rothe-Straße 17 und Richterstraße 1) in offener Bebauung und in Ecklage, mit Garten, seitlicher Einfriedung, Toreinfahrt und Doppelgarage im Hof | Richterstraße 1 (Karte)                   | 1924 (Mietshaus)                                                                             | Putzfassade mit Porphyrtuffelementen, Mosaikfußboden im Innern, Reformstil-Architektur mit Anklängen an den Neoklassizismus, baugeschichtlich von Bedeutung. Denkmaltext: Im April 1924 beantragte der Architekt Johannes Koppe den Bau eines Wohn- und Bürogebäudes. Rechtwinklig zum neunachsigen Haupttrakt an der Karl-Rothe-Straße schließt sich hofseitig ein zur Richterstraße weisender Seitenflügel an. Der Eingang am Hauptflügel führt über einen Vorflur zu einer oktogonalen Halle und von dieser zum Treppenhaus, das im Außenbau als turmartiger Vorbau mit offener Pfeilern im Erdgeschoss und Kegeldach zwischen den beiden Flügeln erscheint. Von der Halle aus verlaufen Korridore in beide Gebäudeteile. In jedem Flügel gab es einen großen und mehrere kleinere Büroräume im Erdgeschoss. Die Obergeschosse enthielten Kleinbüros und je zwei Wohnungen. Die Fassadengliederung enthält nur wenige der zeitüblichen art-déco-Elemente, so das gekehlte Gesims, die spitzübgiebeligen Dachfenster und die Rahmung des Eingangs. Mit der großzügigen Lisenengliederung, in die ein flacher Mittelrisalit eingebunden ist und der Klarheit der Gesamtanlage überwiegt der Eindruck eines gemäßigten Neoklassizismus. LfD/1998/2002 | 09291511 |
|                                         | Villa mit Vorgarten und Einfriedung | Richterstraße 3 (Karte)                   | 1923–1924 (Villa)                                                                            | zeittypische Putzfassade im Art-Déco-Stil, benannt nach dem Besitzer Rauchwarenhändler David Kestenbaum, baugeschichtlich und ortshistorisch von Bedeutung | 09301455 |
| Weitere Bilder                          | Mietshaus (mit zwei Hausnummern) in offener Bebauung, mit Einfriedung, zwei Pforten, Vorgarten und Mietergärten | Richterstraße 4; 6 (Karte)                | 1923–1924 (Doppelmietshaus), 1924 (Nebenanlage)                                              | Putzfassade mit zwei Standerkern und Mansarddach, im traditionalistischen Stil der 1920er Jahre, erbaut als Wohnhaus für das Mitteldeutsche Braunkohlen-Syndikat, baugeschichtlich von Bedeutung. Denkmaltext: Das massige, dreigeschossige Doppelwohnhaus für Beamte entstand 1923/1924 in offener Bebauung – Pläne lieferten Baurat Richard Tschammer und Architekt Arno Caroli. Als Auftraggeber trat das Mitteldeutsche Braunkohlen-Syndikat Leipzig (GmbH) auf. Für das ausführende Bauunternehmen Julius Kornagel unterschrieb R. Schleicher. 1924 entstanden abschließend die Einfriedung, ein großzügiger Vorgarten und sich gegenüberliegend im Hof zwei „transportable Geräteschuppen aus genuteten, gespundeten und gehobelten Brettern … als Abstellraum für Kinderwagen und Gartengerät“ für die durch die Mieter genutzten Hausgärten. 1958/1959 erfolgten Wohnungsteilungen in den oberen Etagen in Verantwortung des VEB PKM Kohleverarbeitung Leipzig. Zwei halbrunde Standerker gliedern die Straßenfront, deren Ornamentik auf die Erbauungszeit der 1920er Jahre verweist. Die Fenster des Erdgeschosses besitzen Klappläden. Das Gebäude ist verputzt, der hohe Sockel mit großen silbergrauen Schieferplatten verkleidet. Zur Straßenseite ist das hohe Mansardgeschoss durch drei Zwerchhäuser und dazwischenliegende, als Fensterband wirkende Dachhäuser maximal ausgebaut. In einer jeden Etage waren zur Erbauungszeit zwei Wohnungen vorgesehen, die Waschküchen im Keller. Eine Besonderheit stellen die für die Mieter eingerichteten Hausgartenparzellen im rückwärtigen Grundstücksbereich dar, sie besitzen Seltenheitswert. Es besteht für das Objekt ein bemerkenswerter baugeschichtlicher und sozialhistorischer Wert. LfD/1998–2002, 2019 | 09293008 |
| Direkt Bild zu diesem Denkmal hochladen | Ehemaliger Verwaltungsbau einer Versicherung (Anschrift: Richterstraße 5/5a und Springerstraße 24), in Ecklage (mit Zwischenbau zu Springerstraße 22) und Vorgarten an der Richterstraße | Richterstraße 5; 5a (Karte)               | 1929–1930, später erweitert (Geschäftshaus)                                                  | Putzfassade mit Klinkergliederung, Architekt: Emil Franz Hänsel, im Stil der 1920er Jahre, ehemals Barmenia-Versicherung, später Rundfunkgebäude (Sendesaal von 1946/1947 mittlerweile abgebrochen), Geschichts- und Dokumentationswert, Seltenheitswert, Bedeutung für die Volksbildung, Erinnerungswert, ortsgeschichtliche und bauhistorische Bedeutung. Denkmaltext: Keine Bauakte vorhanden. Als Verwaltungsgebäude einer Versicherungsgesellschaft wurde der große, dreiflügelige Baukomplex 1929 nach Plänen von Emil Franz Hänsel errichtet. Die absolut gleichmäßigen Fensterreihen an der Springer- und der längeren Richterstraßenfassade sind in einen teppichartigen Hintergrund von Klinkerrhomben eingefügt, auch dieser absolut regelmäßig und ohne jegliche Rhythmisierung. Kräftige Klinkerlagen an den Gebäudekanten bilden den Rahmen für diese in Leipzig sonst kaum anzutreffende Variante des Ziegelexpressionismus. Ein nach 1947 angefügter Erweiterungsbau als mdr-Funkhaus, der heute den Eingang aufnimmt, schließt sich architektonisch unter Weglassung des Rhombenmusters dem Altbau an. LfD/1998/2002 | 09293101 |
|                                         | Ehemalige Stadtkommandantur, heute Gerichtsgebäude, mit Vorgarten und Einfriedung | Richterstraße 8 (Karte)                   | 1908 (Kommandantur)                                                                          | stattliches Gebäude mit malerischer Baukörpergestaltung, anspruchsvolle Fassadenausbildung unter Verwendung von Natursteinelementen, Reformstil-Architektur, baugeschichtlich und ortsgeschichtlich von Bedeutung. Denkmaltext: Erbaut 1910 als Wohn- und Amtsgebäude des kommandierenden Generals des XIX. Armeekorps. Die Bauakte ist nicht auffindbar, daher der Name des Architekten unbekannt. Mit dem ehemals von schlichter Einfriedung umgebenen parkartigen Garten sowie den Stall- und Wirtschaftsgebäuden an der Springerstraße nimmt das riesige Gebäude den gesamten Block zwischen Richter-, Fricke-, Springer- und Kommandant-Trufanow-Straße ein. Der Eingang ist an der Schmalseite zur Richterstraße in einem reich geschmückten polygonalen Vorbau gelegen, eine aus kräftigen, kassettierten Porphyrpfeilern gebildete Vorhalle überdacht die gepflasterte Auffahrt. Das Vestibül, überdacht von einem kassettierten Tonnengewölbe, führt zur großen zweigeschossigen Halle mit der Treppenanlage zum Obergeschoss. Links davon wahrscheinlich der ehemalige Salon, der in der Front zum Richterplatz als großes Thermenfenster, flankiert von zwei hohen schmaleren Fenstern erkennbar wird. Diese mit einem tiefen, gestaffelten Vorbau akzentuierte Hauptschauseite ist mit kannelierten, in Festons endenden Lisenen, großer Terrasse usw. besonders schmuckreich angelegt. Im übrigen besitzt das gesamte Gebäude trotz seines monumentalen Umfangs keinen militärischen, sondern eher einen festlichen Charakter. Zahlreiche Vorbauten: Terrassen, Erker und Balkone lockern seine Umrisslinie auf, das hohe Mansard/Walmdach ist durch Aufbauten über den einzelnen Gebäudeteilen einen runden hölzernen Belvedère belebt. Vor allem aber trägt die farbige Gliederung durch gequaderte Lisenen aus rotem Porphyrtuff zu diesem festlich-repräsentativen Charakter bei. Schlichter, aber mit ihrem hohen Mansarddächern stilistisch angepasst, sind die zweigeschossigen Wirtschaftsgebäude mit der Zufahrt von der Springerstraße aus. In den 1920er Jahren gehörte das Gebäude zum Landesfinanzamt, später war es Stützpunkt von Wehrmachtskommandeuren, nach 1946 Sitz der sowjetischen Militäradministration, nach deren Abzug Anfang der 1990er Jahre leerstehend. LfD/1998/2002 | 09299223 |
| Weitere Bilder                          | Schule (mit zwei Hausnummern) in offener Bebauung, ehemals Dienstgebäude der Militär-Intendantur | Richterstraße 9; 11 (Karte)               | 1911–1912 (Militärbau)                                                                       | Dreiflügelbau, markant gegliederte Putzfassade, Anklänge an den Reformstil, nach 1918 genutzt vom Landesfinanzamt, heute Medizinische Fachschule der Universität Leipzig, baugeschichtlich und ortsgeschichtlich von Bedeutung. Denkmaltext: Ehemaliges Dienstgebäude für die Intendantur des XIX. Armeekorps. Erbaut Mai 1911 bis September 1912 nach Plänen des Militär-Bauinspektors Trunkel auf dem ehemaligen Areal einer der Militärbaracken. Die 63 Meter lange Hauptfront zur Richterstraße wird durch zwei ungleich lange Seitenflügel zur ehemaligen Montbé-, heute Trufanow-Straße, und zur Ehrensteinstraße flankiert. Der südliche Seitenflügel, in dem sich die Wohnung des Intendanten befand, ist durch einen Quertrakt mit je einem hohen, verschliffenen Stufengiebel zu beiden Straßenseiten erweitert, ein Belevedère krönt die Verbindung von Quer- und Längsflügel. Hier befand sich der Eingang zur Intendantenwohnung (zugemauert) und an der Richterstraße der durch gedrungene Porphyrtuffpfeiler gekennzeichnete Haupteingang. Über einem roten Granitsockel und werksteinverkleidetem Erdgeschoss sind die Obergeschosse durch Lisenen verbunden, dezente Rechteck-Putzfelder bilden neben Zahnschnittfrieseen an den seitlichen Erkern und Vorbauten den einzigen Bauschmuck. Ein Belvedère, ein kleinerer Giebel und eine darunter leicht konvex hervortretende Mittelachse zentrieren den Haupttrakt, der ursprünglich ebenfalls an der Nordseite mit einem hohen Giebel abgeschlossen war. In den 1920er Jahren fungierte das Gebäude als Landesfinanzamt, 1936 wurde dafür der Flügel zur Ehrensteinstraße durch einen Anbau, der in der Achsenanordnung angeglichen war, verlängert. Nach einem Zwischenspiel als Kreisparteischule beherbergt der Bau heute die Medizinische Fachschule der Universität. LfD/1998/2002 | 09293009 |
|                                         | Ehemaliges Verwaltungsgebäude (Anschrift: Roscherstraße 1, 3 und Balzacstraße 2) in offener Bebauung und in Ecklage, heute Seniorenheim | Roscherstraße 1; 3 (Karte)                | 1905–1906 (Verwaltung)                                                                       | repräsentative Natursteinfassade im neobarocken Stil, erbaut als Verwaltungsgebäude der Preußischen Eisenbahndirektion Halle/Saale, baugeschichtlich und eisenbahngeschichtlich von Bedeutung. Denkmaltext: Balzacstraße 2/4 (mit Roscherstraße 1) Im Dezember 1904 beantragte die Königlich-Preußische Eisenbahndirektion Halle den Bau eines Verwaltungsgebäudes an der damaligen Aster- (Roscher-)straße. Das ehemals städtische Gelände hatte sie 1901 gegen ein Areal an der Blücher- (Breitscheid-)straße getauscht, das die Stadt zum Bau des geplanten Zentralbahnhofs benötigte. Die Pläne vom Januar 1905 schufen die Baumeister Max u. Woldemar Vogel, die auch den Bau bis zu seiner Vollendung im Oktober 1906 leiteten. Der Grundriss erstreckt sich über zwei Flügel an den beiden Straßenseiten, die durch eine breite, abgeschrägte Ecke verbunden sind. Hier befindet sich der Haupteingang und das Haupttreppenhaus, je ein weiterer Eingang mit Nebentreppenhaus liegt in den Seitenflügeln. Die innere Aufteilung ist als Zweispänner mit durchgehendem Korridor angelegt, von dem im Erdgeschoss die Büros ausgehen. In den Obergeschossen lagen neben Büros noch je zwei große Sieben-Zimmer-Wohnungen, eine Hausmeisterwohnung befand sich im Dachgeschoss. Der monumentale Charakter des Gebäudes wird durch die mächtige Rustikaquaderung, mit der Keller- und Erdgeschoss sowie Architekturteile verkleidet sind, verstärkt. Die üppige Sandstein-Bauplastik am Haupteingang, die Giebelfeldverzierungen und der gesamte übrige Bauschmuck besitzen im Einzelnen Jugendstildetails, im Ganzen jedoch wirkt die Ornamentik in ihrer starken Plastizität und Fülle neobarock. Die Eingangsachse dominiert durch überhöhten Dachaufbau und bis in die Dachzone durchgehendem Treppenhausfenster. Die langgestreckten Seitenflügel sind durch je zwei dreiachsige Risalite mit Dachaufbauten gegliedert, in den Risaliten gequaderte Lisenen in Kolossalordnung. 1923 wurden die Wohnungen des Eisenbahn-Betriebsamtes aufgeteilt, 1959 erneuter Ausbau des teilzerstörten Gebäudes. LfD/1998/2002 | 09290539 |
|                                         | Gasometer eines ehemaligen Gaswerkes | Roscherstraße 10 (Karte)                  | bezeichnet 1904 (Gaswerk)                                                                    | gelber Klinkerbau, technikgeschichtlich von Bedeutung | 09264523 |
| Direkt Bild zu diesem Denkmal hochladen | Ehemaliges Gaswerk mit Maschinenhaus, Verwaltungsgebäude, Maschinenbau, Fahrzeugschuppen und Nebengebäude (Anschriften: Erich-Weinert-Straße 21, Berliner Straße 25 und Roscherstraße 14) | Roscherstraße 14 (Karte)                  | 1895 (Gaswerk)                                                                               | zeittypische Klinkerbauten, siehe auch Erich-Weinert-Straße 19 und Eutritzscher Straße 14b, ortsgeschichtlich und technikgeschichtlich von Bedeutung | 09293748 |
| Weitere Bilder                          | Ehemaliges Beamtenwohnhaus (mit zwei Hausnummern) in offener Bebauung, mit Vorgarten und Einfriedung | Roscherstraße 35; 37 (Karte)              | um 1905 (Eisenbahnerwohnhaus)                                                                | Putz-Klinker-Fassade, Eisenbahner-Wohnhaus, baugeschichtlich und ortsgeschichtlich von Bedeutung | 09293750 |
|                                         | Ehemaliges Verwaltungsgebäude in offener Bebauung, mit Vorgarten | Roscherstraße 39 (Karte)                  | um 1905 (Bürogebäude)                                                                        | Putzfassade mit Ziegelgliederung, erbaut als Betriebsamtsgebäude der Preußischen Eisenbahn, eisenbahngeschichtlich und ortsgeschichtlich von Bedeutung | 09293751 |
| Weitere Bilder                          | Einzeldenkmal obiger Sachgesamtheit: Stellwerk (mit der Ausstattung eines mechanischen Stellwerks Bauart Stahmer) – (siehe auch Sachgesamtheitsbestandteildokument – Obj. 09304786, Eutritzscher Straße 24) | Roscherstraße 41 (Karte)                  | 1905–1906 (Stellwerk)                                                                        | in Hanglage neben der Eisenbahnbrücke Berliner Straße an der Strecke nach Leutzsch, in Ecksituation Berliner Straße, Stellwerk Rwt, später W 24, Putz-Klinker-Fassade an der Roscherstraße, Gleisseite Klinkerfassade mit Eisenfachwerk und Turm, als wohl repräsentativstes sächsisches Stellwerk besonderer baugeschichtlicher Wert, als Teil der Umgestaltung der Leipziger Bahnanlagen im Zusammenhang mit der Errichtung des Hauptbahnhofes große eisenbahngeschichtliche Bedeutung | 09299411 |
| Direkt Bild zu diesem Denkmal hochladen | Sachgesamtheitsbestandteil obiger Sachgesamtheit, mit folgenden Einzeldenkmalen: Verwaltungsgebäude (Obj. 09261918 – Eutritzscher Straße 24), Stellwerk (Obj. 09299411 – Roscherstraße 41) und Freiladebahnhof (Obj. 09293757 – Theresienstraße 2) sowie weitere Eisenbahnbauten auf dem Freiladebahnhofsgelände (siehe auch Sachgesamtheitsdokument – Obj. 09304785, Willy-Brandt-Platz 7)             | Roscherstraße 41 (Karte)                  | zwischen 1900 und 1920 (Eisenbahnbauten)                                                     | von eisenbahngeschichtlicher, technischer und baugeschichtlicher Bedeutung | 09304786 |
| Weitere Bilder                          | Villa, mit Einfriedung, Garten und Vorgarten | Springerstraße 1 (Karte)                  | 1904 (Villa)                                                                                 | abwechslungsreich gestaltete Putzfassade mit Kunststeinelementen, Marmorausstattung im Eingangsbereich, Terrasse mit Laternen, benannt nach dem Besitzer Fabrikant Heinrich Schaub, Inhaber der Strumpffabrik F. B. Eulitz, ortshistorisch und baugeschichtlich von Bedeutung. Denkmaltext: Zu Zentrum-Nord. Im Bebauungsplan des Exerzierplatzes 1901/02 als 24 Meter breite Hauptstraße und Allee zwischen Kickerlingsberg und Chausseehaus an der Gabelung Delitzscher und Äußere Hallische Straße (Georg-Schumann-Straße) projektiert. Die Baumbepflanzung – teils Robinien, teils Linden – ist noch erhalten. 1904 wurde die Straße nach dem Kunsthistoriker Anton Springer (1825–1891), der an der Leipziger Universität den Lehrstuhl für Kunstgeschichte begründet hatte, benannt. Wiederum war der südwestliche Straßenabschnitt für eine aufgelockerte Villenbebauung vorgesehen, die jedoch mit Ausnahme der Eckgrundstücke zum Kickerlingsberg keine Vorgärten vorsah. Die Springerstraße war – vergleichbar der Karl-Tauchnitz-Straße eine Generation vorher – die bevorzugte Wohngegend des Leipziger Großbürgertums zu Anfang des 20. Jahrhunderts, die Villen wurden entworfen von den damals bedeutendsten Leipziger Architekten Emil Franz Hänsel, Otto Paul Burghardt, Alfred Müller, Heinrich Rust, Karl Poser. In den für offene dreigeschossige Bebauung vorgesehenen Straßenabschnitten nordöstlich der Lumumbastraße entstanden Mietvillen oder sogenannte herrschaftliche Mietshäuser mit Etagenwohnungen. Das Gebiet nördlich der Militärbauten an der Kreuzung zur Richterstraße ist kriegszerstört und durch Neubaublöcke der 1960er Jahre bebaut. LfD/1998/2002 | 09293085 |
| Weitere Bilder                          | Villa Linnemann | Springerstraße 2 (Karte)                  | 1909 (Villa)                                                                                 | repräsentativer Putzbau, im Innern Marmorverkleidung, Deckenlampen und farbige Bleiglasfenster, im Reformstil der Zeit um 1910, Architekt: Emil Franz Hänsel, benannt nach dem Verlagsbuchhändler Richard Linnemann, ortshistorisch und baugeschichtlich von Bedeutung. Denkmaltext: Im März 1904 kaufte der Strumpffabrikant Heinrich Schaub (Firma Eulitz) beide Parzellen am Kickerlingsberg zwischen Springer und Montbéstraße (Lumumbastraße). Für die zu errichtende Villa schuf Emil Franz Hänsel die Pläne. Ihr Außenbau wird vom additiven Aneinanderfügen der großen rechteckigen Repräsentationsräume im Erdgeschoss bestimmt: Ein Vorbau an der Nordseite nimmt die Eingangszone auf, die über einen Treppenlauf zur ungewöhnlich großen quadratischen und über zwei Geschosse reichenden Diele führt. Von hier schließt sich an der Südseite zum Kickerlingsberg der rechteckige Speisesaal mit einem halbrunden Vorbau an, der durch einen Wintergarten mit offener Säulenloggia mit dem Salon an der Ecke zur Springerstraße verbunden ist. An der Gartenseite liegt das Herrenzimmer. Im Obergeschoss befanden sich die Privaträume, im Dach- und Kellergeschoss je eine kleine Dienerwohnung. Der Wirtschaftstrakt mit separatem Eingang ist durch eine eigene Treppe mit Küche und Kellerräumen verbunden. Im Außenbau erscheint die Villa eher konventionell, historistisch wirkt der von Säulen getragene Altan im Obergeschoss, der überkuppelte turmartige Dachaufbau darüber und die Konsolen unter dem tonnenförmig gewölbten Mansarddach. Auch die floralen Bekrönungen der gekuppelten Fenster an der Südseite sind ein konventionelles Motiv, wobei die Einzelformen ebenso wie am Altan, dem Turm und der Einfriedung Jugendstilcharakter besitzen. 1930 wurde die Diele durch eine Balkendecke in Geschosse unterteilt, 1935 erfolgte durch die Erben der Umbau in ein Zweifamilienhaus. Nach 1952 weitere Umbauten durch die Fachschule für Chemiewirtschaft. LfD/1998/2002 | 09293086 |
|                                         | Villa mit Einfriedung, Vorgarten und Pflasterung | Springerstraße 4 (Karte)                  | 1906–1907 (Villa)                                                                            | sparsam dekorierte Putzfassade, Reformstil-Architektur, Architekt: Emil Franz Hänsel, benannt nach der Instrumentefabrikantenfamilie Hupfeld, baugeschichtlich und ortsgeschichtlich von Bedeutung. Denkmaltext: Die kleine Villa für ein Mitglied der Pianofabrikantenfamilie Hupfeld, entstand 1906/07 nach Plänen von Emil Franz Hänsel. Auch hier sind die Repräsentationsräume im Erdgeschoss um die zentrale Wohndiele angeordnet, die durch einen Rollladen Verbindung zur Gartenfront besitzt. Der Eingang liegt an der Westseite in einem eingeschossigen Anbau mit kurzen, gedrungenen Säulen. Neben dem zentralen Salon, kenntlich durch einen halbrunden Erker, der sich im Dachgeschoss verjüngt, liegen Herren- und Damenzimmer, das Speisezimmer an der Nordostecke erweitert sich zur Gartenseite durch einen tiefen Anbau, dem eine offene Sitzecke und eine Terrasse mit Freitreppe vorgelagert ist. Die Räume im Obergeschoss, das im unteren Teil des Mansarddaches liegt, enthielten außer den Privaträumen der Familie auch gleichberechtigt in der Größe Mädchen- und Fräuleinzimmer. Das Kellergeschoss, mit Küche und anderen Arbeitsräumen überwiegend als Wirtschaftsgeschoss genutzt, war durch Treppe und Aufzug mit dem Speisezimmer verbunden. Dieser Bereich ist durch ein gewendeltes Treppenhaus und Wirtschaftseingang an der Ostseite zugänglich. Der Außenbau wirkt ausschließlich durch die harmonische Verteilung der Massen, die sich zur Fassadenmitte hin steigern. Dabei ersetzen architektonische Details wie Fensterformen und kleinteilige Verglasung, vor allem die bemerkenswerte Fenstergruppe im Erker mit hochovalen Oberlichtern in den Blendbögen, den Baudekor. Die Verwendung von Holz: Klappläden und Spaliere vor den freien Flächen, geht in Richtung Landhausstil. Die schlichte Einfriedung mit geraden Eisenzaun zwischen Zementpfosten unterstreicht den Charakter des Hauses. Die Villa wurde nach dem Bau der neuen Hupfeld-Villa in der Döllnitzer Straße mehrfach weiterverkauft. LfD/1998/2002 | 09293088 |
|                                         | Mietvilla, mit seitlicher Einfriedung und seitlicher Toreinfahrt | Springerstraße 5 (Karte)                  | bezeichnet 1905 (Mietvilla)                                                                  | historisierende Putzfassade mit Eckerker, seit 1977 Wohn- und Arbeitsstätte des Malers Werner Tübke (1929–2004), ortsgeschichtlich und baugeschichtlich von Bedeutung. Denkmaltext: Den Bauantrag auf ein Wohnhaus stellte 1904 Frau Dr. Maria Freytag, die Pläne schuf Baumeister Wilhelm Germanus. Der Mietshaus-Bau erscheint mit den leicht umgebildeten historistischen Motiven wie Fensterverdachungen, Eckerker mit Zwiebelturm, Mittelrisalit mit geschweiftem Treppengiebel usw. ausgesprochen konventionell in der Villenlandschaft der Springerstraße. Er enthielt Sechs-Zimmer-Etagenwohnungen um eine zentrale Diele angeordnet. LfD/1998/2002 | 09293089 |
| Weitere Bilder                          | Villa Selter: Villa mit Einfriedung | Springerstraße 6 (Karte)                  | 1908 (Villa)                                                                                 | abwechslungsreich gegliederte Kunststeinfassade, bleiverglaste Treppenhausfenster, im Reformstil der Zeit, Architekt: Otto Paul Burghardt, benannt nach dem Rauchwarenhändler Alfred Selter, baugeschichtlich und ortsgeschichtlich von Bedeutung. Denkmaltext: Otto Paul Burghardt entwarf im Februar 1909 die Pläne für die Villa des Pelzgroßhändlers Alfred Selter. Auch hier ist die innere Raumdisposition im Außenbau transparent: So zeigt der dominierende breite Mittelrisalit mit dem konvexen Unterteil die Lage der Wohndiele an, die als Billardraum, Spielbereich usw. genutzt wurde. In der Diele führte eine gewundene Treppe zur Galerie, die durch das hohe Fenster beleuchtet wird. Rechts davon befindet sich der von der Diele ausgehende Salon, ebenfalls kenntlich durch einen halbrunden, durch Lisenen gegliederten Vorbau mit abschließendem Balkon. Die Verblendung mit glatten Werksteinquadern gibt der Fassade mit dem hochaufragenden, volutengeschmückten Mittelgiebel eine gewisse Strenge, gemildert durch den zwischen Barock und Jugendstil angesiedelten Baudekor. Auch die übrigen Seiten sind durch Halbrund- und Polygonalvorlagen vor den Haupträumen erweitert: das Wohnzimmer an der Ostseite und der große, mit der Diele durch eine breite Schiebetür verbundenen Speisesaal, der zum Garten durch eine halbrunde, von Säulen umgebene Terrasse mit Freitreppe geöffnet ist. Hinter dem von Säulen flankierten Eingang an der Westseite befindet sich der Wirtschaftseingang, der zur Küche neben dem Speisezimmer und den Wirtschaftsräumen im Keller führt. Die originale Einfriedung mit Eckpavillon und Wandbrunnen ist nicht erhalten. LfD/1998/2002 | 09293090 |
|                                         | Mietvilla | Springerstraße 7 (Karte)                  | 1905 (Mietvilla)                                                                             | | 09293091 |
| Weitere Bilder                          | Villa mit Einfriedung, Toreinfahrt, Hofpflaster und Garten | Springerstraße 8 (Karte)                  | 1906 (Villa)                                                                                 | stattliche Putz-Sandstein-Fassade, barockisierende Reformstil-Architektur, Architekt: Karl Poser, benannt nach dem Fabrikanten Emil Pinkau (Fabrik Lithographischer und Lichtdruckerzeugnisse Emil Pinkau & Co.), ortsgeschichtlich und baugeschichtlich von Bedeutung. Denkmaltext: Die Villa an der Ecke Döllnitzer Straße (Lumumbastraße) entwarf der Architekt Karl Poser 1906 für den Direktor Emil Pinkau. Die Lage direkt in der Straßenflucht der Springerstraße und mit der Hauptfassade nach Norden bedingt die geradlinige Gestaltung dieser Seite, deren Blockhaftigkeit nur durch den Giebel an der Nordwestseite unterbrochen ist. Bestimmend für den strengen Charakter der beiden Schauseiten ist zudem der bis zur halben Höhe über die Nord- und Ostseite geführte Rustikasockel, der (wie auch an anderen Bauten Posers) stufig die Asymmetrie der Hauptfassade unterstreicht. Als bewusster Kontrast zum schweren Sockel können wohl die schmuckreichen Fenstergestaltungen und die figürlichen Stuckarbeiten über den Fenstern und im Giebel gesehen werden. Der Eingang an der Westseite führt zu einer langgestreckten Diele, von der Salon und Herrenzimmer im Westen und das durch ein großes Fenster hervorgehobene Wohnzimmer abgehen. Wahrscheinlich als Ersatz für das übliche Damenzimmer war die Ecke des Wohnzimmers zu einem kleinen Separatraum abgetrennt, erkennbar an dem kleineren leicht vorgewölbten Fenster unter dem Relief mit den lesenden Kindern. Der Speiseraum ist durch den Halbrundvorbau an der Ostseite kenntlich gemacht, nach dem Garten wird er durch einen Wintergartenvorbau erweitert, an den sich eine große Terrasse schließt. Hinter dem Haupteingang führt ein Wirtschaftseingang zu Küche und über eine Wendeltreppe, an der Südwestecke als turmartiger Vorbau kenntlich, zu den übrigen Wirtschaftsräumen. LfD/1998/2002 | 09293092 |
| Weitere Bilder                          | Mietvilla, mit seitlicher Einfriedung, Toreinfahrt und Vorgarten sowie zweiter Toreinfahrt (zusammen mit Trufanowstraße 10) an der Lumumbastraße | Springerstraße 9 (Karte)                  | 1905 (Mietvilla)                                                                             | repräsentative Werksteinfassade, mit Dachreiter, bleiverglaste Windfangtür und Treppenhausfenster, Marmor im Eingangsbereich, stilistisch zwischen Neobarock und Jugendstil, Architekt: Alfred Müller, benannt nach dem ersten Besitzer, dem Weinhändler und Restaurantbesitzer Felix Winckler, baugeschichtlich von Bedeutung. Denkmaltext: Im Auftrag des Hoteliers Felix Camillo Winckler entwarf der Architekt Alfred Müller im Juni 1905 die Pläne für eine Villa. Als Kopfbau an der Kreuzung zur Döllnitzer Straße (Lumumbastraße) ist sie auf monumentale Wirkung hin konzipiert. Diese wird vor allem durch die einander kreuzenden, mit hohen Giebeln versehenen Risalite an beiden Straßenseiten und den aus dem überhöhtem Dach ragenden Turm erzeugt. Auch die Fassadenverkleidung mit bewusst unregelmäßig gefügten Rustikaquadern erzeugt diesen fast burgartigen Eindruck, ebenso wie die großen Bogenöffnungen des Portals und der Loggien vor den Eck-Rücklagen. In der Materialverwendung erinnert der Bau an die von Alfred Müller erbaute Michaeliskirche am Nordplatz. Baudekor- vor allem in Form von jugendstilig umrahmten Rocailleformen – findet sich vor allem am Portal und den Giebeln. Der Vorgarten zur Lumumbastraße wird durch eine massive Mauer mit ovalen Öffnungen bzw. schlichtem Zaun zwischen Pfosten eingefriedet. Die Villa enthielt ursprünglich Etagenwohnungen. LfD/1998/2002 | 09293093 |
|                                         | Mietshaus in offener Bebauung und in Ecklage, mit Vorgarten und Einfriedung zur Lumumbastraße | Springerstraße 11 (Karte)                 | 1907 (Mietshaus)                                                                             | Putzfassade mit Kastenerker, Holzveranda und Balkons, bleiverglaste Treppenhausfenster, Reformstil-Architektur, baugeschichtlich von Bedeutung. Denkmaltext: Für den Baumeister Bruno Freytag entwarf Otto Paul Burghardt 1907 die Pläne für ein Mietshaus an der Nordwestecke zur Döllnitzer Straße. Der Eingang an der Ostseite führte zu den Sieben-Zimmer-Etagenwohnungen, die um eine zentrale Diele angelegt waren. Im Keller befanden sich Wirtschaftsräume und das Dienstbotenbad. Ohne vordergründigen Repräsentationsanspruch wirkt der dreigeschossige Bau durch seine architektonische Gliederung: Polygonalerker bzw. Veranda an den nach Süden und Westen weisenden Gebäudeecken, zweigeschossiger Erker mit Balkon und Dachausbau zur Hauptstraße. Das Erdgeschoss ist durch Putznutung betont, an den Erkern dezenter Baudekor bzw. Rechteck-Putzfelderung. Ein gestalterisch wichtiges Element für einen solchen Bau sind die hochrechteckigen Oberlichtsprossen der Fenster und die Verandagestaltung als Zierform. Die ursprüngliche Einfriedung ist nur teilweise erhalten. LfD/1998/2002 | 09293094 |
| Weitere Bilder                          | Mietshaus in halboffener Bebauung (bauliche Einheit mit Nr. 15), mit Einfriedung und Pflaster der Hofeinfahrt | Springerstraße 13 (Karte)                 | 1906–1907 (Teil eines Doppelmietshauses)                                                     | Putzfassade mit Kastenerker, bleiverglaste Treppenhausfenster, Erdgeschoss-Wohnung originale Heizungsverkleidung, baugeschichtlich von Bedeutung. Denkmaltext: In der Mitte des Blockes D war im Bebauungsplan ein Doppelhaus vorgesehen, den ersten Bauantrag auf den Hausteil Nummer 13 stellte 1906 Kaufmann Theodor Köppe, im Mai 1907 folgte der Baumeister und Bauunternehmer Oscar Bechert. Die Pläne schuf Otto Paul Burghardt. Beide Hausteile besitzen einen zweigeschossigen Erker, der von einem Balkon abgeschlossen und von einem Giebel mit geschweiftem Halbrunddach überragt wird. Die Gebäudeecken sind leicht abgeschrägt und überragen durch einen kegelartigen Aufbau das relativ niedrige Mansarddach. Erdgeschoss, Erker und die Eingangsrisalite an den Giebelseiten sind durch Putznutung abgesetzt. Flächiger Baudekor in teils sezessionistischen, teils bewegteren Formen schmückt die Sohlbankfelder. Zwei Holzveranden befinden sich an der Gartenseite. Der Grundriss der Etagenwohnungen ist um eine quadratische Diele angeordnet und erscheint villenartig. Im Erdgeschoss befand sich die Wohnung des Architekten, im Keller seine Büroräume. LfD/1998/2002 | 09293095 |
| Weitere Bilder                          | Mietshaus in halboffener Bebauung (bauliche Einheit mit Nr. 13), mit seitlicher Einfriedung und Toreinfahrt | Springerstraße 15 (Karte)                 | 1907 (Teil eines Doppelmietshauses)                                                          | Putzfassade mit Kastenerker, bleiverglaste Treppenhausfenster, baugeschichtlich von Bedeutung. Denkmaltext: In der Mitte des Blockes D war im Bebauungsplan ein Doppelhaus vorgesehen, den ersten Bauantrag auf den Hausteil Nummer 13 stellte 1906 Kaufmann Theodor Köppe, im Mai 1907 folgte der Baumeister und Bauunternehmer Oscar Bechert. Die Pläne schuf Otto Paul Burghardt. Beide Hausteile besitzen einen zweigeschossigen Erker, der von einem Balkon abgeschlossen und von einem Giebel mit geschweiftem Halbrunddach überragt wird. Die Gebäudeecken sind leicht abgeschrägt und überragen durch einen kegelartigen Aufbau das relativ niedrige Mansarddach. Erdgeschoss, Erker und die Eingangsrisalite an den Giebelseiten sind durch Putznutung abgesetzt. Flächiger Baudekor in teils sezessionistischen, teils bewegteren Formen schmückt die Sohlbankfelder. Zwei Holzveranden befinden sich an der Gartenseite. Der Grundriss der Etagenwohnungen ist um eine quadratische Diele angeordnet und erscheint villenartig. Im Erdgeschoss befand sich die Wohnung des Architekten, im Keller seine Büroräume. LfD/1998/2002 | 09293096 |
|                                         | Mietshaus in halboffener Bebauung und in Ecklage, historischer Aufzug im Innern | Springerstraße 16 (Karte)                 | 1911 (Mietshaus)                                                                             | Putzfassade mit Erkern, Erdgeschoss in Sandstein, Schablonenmalerei im Treppenhaus, bleiverglaste Treppenhausfenster, Reformstil-Architektur, baugeschichtlich von Bedeutung. Denkmaltext: Die Eckparzelle zur Gohliser Straße erwarb im Februar 1911 der Baumeister und Bauunternehmer Albin Neumann, aus dessen Büro offenbar auch die Pläne kamen. (Siehe auch Gohliser Straße 10). Entsprechend seiner exponierten Lage ist der Eckbau viergeschossig und dominiert zur Hauptstraße mit einem breiten Giebel, in den ein Erker ragt. Ein weiterer Erker mit mansardartigem Dachaufbau gliedert die Fassade zu Seiten des Eingangs an der Springerstraße, ein halbrunder Eckerker verbindet beide Straßenfronten und schließt auch die Giebelseite an der Springerstraße ab. Mit schwerer Rustikaquaderung ist das überhöhte Erdgeschoss eher monumental gestaltet, auch der von rustizierten Säulen flankierte Eingang mit tonnenförmigem Zinkdach entspricht diesem Monumentalschema. Die Obergeschosse jedoch, mit glatten Rücklagen und großen, geradlinigen Fenstern, erhalten durch die schlanke Vertikalgliederung der Erker eine geradlinige Leichtigkeit. Zu diesem Rechteck-Gliederungsschema gehören auch die mehrfach unterteilten Oberlichtssprossen. Auch der Bauschmuck, an den Erkern in Form von Medaillons, neben dem Eingang als Gußsteinreliefs, ist in Rechteckfelderung gefasst. Das „herrschaftliche Wohngebäude“ enthielt zwei Wohnungen pro Etage, zu denen im zentralen quadratischen Treppenhaus ein Aufzug führte. LfD/1998/2002 | 09293097 |
|                                         | Mietshaus in halboffener Bebauung und in Ecklage, mit historischem Aufzug im Innern | Springerstraße 17 (Karte)                 | 1910 (Mietshaus)                                                                             | reich gegliederte Putzfassade mit Erkern und Balkons, Balustrade mit Plastiken, Reformstil-Architektur, baugeschichtlich von Bedeutung. Denkmaltext: Für das Mietshaus an der Nordostecke der Gohliser Straße schuf der Architekt Walter Heßling die Pläne im Auftrag des Baumeisters Karl Noack, der als Bauleiter und Ausführender zeichnete. Anders als beim gegenüberliegenden Bau Nummer 16 dominiert der breite Giebel mit zwei flankierenden Erkern die längere Front zur Springerstraße. Über dem mit festontragenden Putten prächtig gestalteten Eingang und der darüber ebenfalls mit Freifiguren besetzten Balkonbrüstung ist die Hauptfassade zudem noch durch halbrund vorkragende Balkone zentriert. Zwischen den Erkern an beiden Straßenfronten schafft ein flacher Polygonalerker vor der elegant verschliffenen, im Erdgeschoss abgeschrägten Ecke den Übergang zwischen den beiden Straßenseiten. Über dem durchgehend spundierten Erdgeschoss sind die Erker durch Lisenen vertikal gegliedert. Die Fenster sind nach englischem Vorbild mit Kämpfern in der Mitte gebildet. Bald nach Fertigstellung wurde das Mietshaus vom Verlagsbuchhändler Konrad Giesecke erworben. LfD/1998/2002 | 09293098 |
|                                         | Mietshaus in halboffener Bebauung | Springerstraße 18 (Karte)                 | 1924–1926 (Mietshaus)                                                                        | Putzfassade mit Erker, Marmor und Terrazzo im Eingangsbereich, sparsame Dekoration im Art-Déco-Stil, baugeschichtlich von Bedeutung. Denkmaltext: Der ursprüngliche Plan von 1924 und 1925 sah einen Gruppenbau aus drei Häusern vor, für die drei Besitzer, darunter der Architekt Gustav Pfeffer zeichneten. Ausgeführt wurde nur ein Gebäude, das im Juni 1926 vollendet war. Die Pläne schuf der Architekt Franz Anacker, die Besitzer waren nunmehr Gustav Pfeffer, Hellmuth Zeissigk und der jüdische Kaufhausbesitzer Albert Held, dessen Anteil nach 1937 „arisiert“ wurde. Der schlichte Rechteckbau mit seitlichem Risalit zeigt, abgesehen von den Akroterienformen der Erdgeschossfenster, kaum Merkmale des zu dieser Zeit modischen art-déco. LfD/1998/2002 | 09293099 |
| Direkt Bild zu diesem Denkmal hochladen | Wohn- und Garagenhaus (mit zwei Hausnummern) im Hof eines Wohnhausgrundstücks | Springerstraße 20a; 20b (Karte)           | 1927–1928 (Bedienstetenwohnhaus)                                                             | traditionalistische Putzfassade, ortsentwicklungsgeschichtliche Bedeutung | 09302778 |
|                                         | Mietshaus in ehemals geschlossener Bebauung (bauliche Einheit mit Nr. 23) | Springerstraße 21 (Karte)                 | 1912 (Mietshaus)                                                                             | Putzfassade mit Erker, Marmor im Eingangsbereich, Reformstil-Architektur, baugeschichtlich von Bedeutung. Denkmaltext: Von der aus drei Häusern bestehenden Baugruppe Nummer 19/21/23 sind nur die beiden letzteren erhalten. Als Mittelbau entstand zuerst die Nummer 21, wie die übrigen nach Plänen des Architekten Wilhelm Becker, der 1912 gleichzeitig als Bauherr und Bauleiter den Antrag stellte. Die Gruppe wurde durch den Mittelgiebel und Erker von Nummer 21 zentriert, während die Außenbauten mit niedrigeren Dachausbauten, zweigeschossigem Polygonalerker und einen um die Ecke geführten Halbrunderker die drei Häuser zu einem geschlossenen Block abrundeten. Bei den Seitenbauten lagen die Eingänge an den Giebelseiten, der Mittelbau besitzt einen seitlichen Eingang, was darauf hinweist, daß nur eine Wohnung pro Etage angelegt war. Der Eingang ist besonders prächtig im Zeitstil von 1912 gestaltet: Eine Kassettentür wird von einer kassettierten Gußsteinrahmung eingefasst, zwischen den Kassetten in Rechtecke gefasste Tiermotive. Die Gestaltung dieser Häusergruppe entspricht im Wesentlichen der von Gohliser Straße 14, 1911 ebenfalls von Becker erbaut, der dort auch Wohnung und Atelier besaß. LfD/1998/2002 | 09293100 |
|                                         | Mietshaus in halboffener Bebauung | Springerstraße 22 (Karte)                 | 1929 (Mietshaus)                                                                             | Putzfassade mit zwei Kastenerkern, Dekor im Art-Déco-Stil, 1947 bis 1950 umgebaut zum Verwaltungsgebäude für den Rundfunk (zusammen mit Nachbargebäude Springerstraße 24), baugeschichtlich und ortsgeschichtlich von Bedeutung. Denkmaltext: Der schlichte Wohnbau mit zwei Kastenerkern und einem im Stil der 1920er Jahre geschmückten Portal wurde 1929 nach Plänen des Architekten Martin Oesterreich erbaut und kam 1937 zusammen mit dem etwa gleichzeitig entstandenen großen Gartengebäude in den Besitz der Barmenia-Krankenversicherung. LfD/1998/2002 | 09294366 |
| Direkt Bild zu diesem Denkmal hochladen | Mietshaus in halboffener Bebauung (bauliche Einheit mit Nr. 21), mit seitlicher Toreinfahrt | Springerstraße 23 (Karte)                 | 1912 (Mietshaus)                                                                             | Putzfassade mit Erker, Marmor und eisernes Gitter im Eingangsbereich, Reformstil-Architektur, baugeschichtlich von Bedeutung. Denkmaltext: Von der aus drei Häusern bestehenden Baugruppe Nummer 19/21/23 sind nur die beiden letzteren erhalten. Als Mittelbau entstand zuerst die Nummer 21, wie die übrigen nach Plänen des Architekten Wilhelm Becker, der 1912 gleichzeitig als Bauherr und Bauleiter den Antrag stellte. Die Gruppe wurde durch den Mittelgiebel und Erker von Nummer 21 zentriert, während die Außenbauten mit niedrigeren Dachausbauten, zweigeschossigem Polygonalerker und einen um die Ecke geführten Halbrunderker die drei Häuser zu einem geschlossenen Block abrundeten. Bei den Seitenbauten lagen die Eingänge an den Giebelseiten, der Mittelbau besitzt einen seitlichen Eingang, was darauf hinweist, daß nur eine Wohnung pro Etage angelegt war. Der Eingang ist besonders prächtig im Zeitstil von 1912 gestaltet: Eine Kassettentür wird von einer kassettierten Gußsteinrahmung eingefasst, zwischen den Kassetten in Rechtecke gefasste Tiermotive. Die Gestaltung dieser Häusergruppe entspricht im Wesentlichen der von Gohliser Straße 14, 1911 ebenfalls von Becker erbaut, der dort auch Wohnung und Atelier besaß. LfD/1998/2002 | 09293102 |
| Weitere Bilder                          | Ehemaliger Verwaltungsbau einer Versicherung (Anschrift: Richterstraße 5/5a und Springerstraße 24), in Ecklage (mit Zwischenbau zu Springerstraße 22) und Vorgarten an der Richterstraße | Springerstraße 24 (Karte)                 | 1929–1930, später erweitert (Geschäftshaus)                                                  | Putzfassade mit Klinkergliederung, Architekt: Emil Franz Hänsel, im Stil der 1920er Jahre, ehemals Barmenia-Versicherung, später Rundfunkgebäude (Sendesaal von 1946/1947 mittlerweile abgebrochen), Geschichts- und Dokumentationswert, Seltenheitswert, Bedeutung für die Volksbildung, Erinnerungswert, ortsgeschichtliche und bauhistorische Bedeutung. Denkmaltext: Keine Bauakte vorhanden. Als Verwaltungsgebäude einer Versicherungsgesellschaft wurde der große, dreiflügelige Baukomplex 1929 nach Plänen von Emil Franz Hänsel errichtet. Die absolut gleichmäßigen Fensterreihen an der Springer- und der längeren Richterstraßenfassade sind in einen teppichartigen Hintergrund von Klinkerrhomben eingefügt, auch dieser absolut regelmäßig und ohne jegliche Rhythmisierung. Kräftige Klinkerlagen an den Gebäudekanten bilden den Rahmen für diese in Leipzig sonst kaum anzutreffende Variante des Ziegelexpressionismus. Ein nach 1947 angefügter Erweiterungsbau als mdr-Funkhaus, der heute den Eingang aufnimmt, schließt sich architektonisch unter Weglassung des Rhombenmusters dem Altbau an. LfD/1998/2002 | 09293101 |
| Direkt Bild zu diesem Denkmal hochladen | Einzeldenkmal obiger Sachgesamtheit: Freiladebahnhof mit Instandsetzungshalle/Verwaltungsgebäude, Lagerhalle, Personalhaus, Waggonhalle mit Geräteschuppen, mit Güterabfertigungshallen, Lagerschuppen, Verladehof, Personalhaus, Lagerhalle, Verwaltungsgebäude, Werkstattgebäude, Stellwerk und Rangierbühnen (siehe auch Sachgesamtheitsbestandteildokument – Obj. 09304786, Eutritzscher Straße 24) | Theresienstraße 2 (Karte)                 | um 1910 (Güterbahnhof), 1910 (Stellwerk B 27)                                                | eisenbahngeschichtliche Bedeutung | 09293757 |
| Direkt Bild zu diesem Denkmal hochladen | Sachgesamtheitsbestandteil obiger Sachgesamtheit, mit folgenden Einzeldenkmalen: Verwaltungsgebäude (Obj. 09261918 – Eutritzscher Straße 24), Stellwerk (Obj. 09299411 – Roscherstraße 41) und Freiladebahnhof (Obj. 09293757 – Theresienstraße 2) sowie weitere Eisenbahnbauten auf dem Freiladebahnhofsgelände (siehe auch Sachgesamtheitsdokument – Obj. 09304785, Willy-Brandt-Platz 7)             | Theresienstraße 2 (Karte)                 | zwischen 1900 und 1920 (Eisenbahnbauten)                                                     | von eisenbahngeschichtlicher, technischer und baugeschichtlicher Bedeutung | 09304786 |
| Weitere Bilder                          | Springbrunnen | Tröndlinring (Karte)                      | 1903 (Brunnen)                                                                               | vor dem Haupteingang Ringmessehaus mit ovalem Brunnenbecken, vielgliedrigem Brunnenstock mit Bronzefigur eines trinkenden Mädchens (Plastik ist Kopie), zum Andenken an die Schwestern von Villers (Schwiegermutter und Gattin der Stifter, Verlagsbuchhändler Alphons Dürr und Carl Geibel) künstlerisch von Bedeutung. Denkmaltext: Der Brunnen steht auf dem freien Platz vor dem ehemals Baumgartenschen Hause, das für den Bau des Ringmessehauses 1924 abgebrochen wurde (siehe oben). Er wurde am 6. November 1903 von den Baumgartenschen Erben, den Verlagsbuchhändlern Alphons Dürr und Carl Geibel als Andenken an die Schwestern von Villers (Schwiegermutter und Gattin der Stifter) errichtet. Aus dem Brunnenbecken aus Donaukalkstein erheben sich drei ineinander verschlungene, wasserspeiende Delphine. Sie tragen eine Schale, aus der sich ursprünglich eine von dem Berliner Bildhauer Max Unger geschaffene Bronzeplastik eines trinkenden Mädchens erhob. Nach deren Einschmelzung zu Kriegszwecken 1942 wurde sie 1989 durch eine Bronzefigur von Ulrich Holland, Chemnitz, ersetzt. Diese verschwand 1992 durch Diebstahl. LfD/1998/2002 | 09292787 |
| Weitere Bilder                          | Ehemaliges Bankgebäude (Anschrift: Tröndlinring 3 und Packhofstraße 2 und 4) in offener Bebauung | Tröndlinring 3 (Karte)                    | 1914 (Bankgebäude)                                                                           | repräsentative Sandsteinfassade, Architektur zwischen Reformstil und Späthistorismus, errichtet als Bankgebäude für die Mitteldeutsche Privat-Bank AG in Magdeburg, später als Landratsamt genutzt, baugeschichtlich und ortsgeschichtlich von Bedeutung. Denkmaltext: April 1914 Antrag datiert Mitteldeutschen Privatbank AG auf Bau eines Geschäftshauses. Pläne von Architekturbüro Meissner & Liborius, Magdeburg. Auf dem Gelände des ehemaligen Packhofs mit Leihhaus und Sparkasse, das um 1907 von der Stadt verkauft worden war, errichteten die Architekten, die bereits 1912 den Prachtbau der späteren Commerzbank Magdeburg geschaffen hatten, einen der zeittypischen Prototypen von Bankgebäuden. Charakteristisch für den zum repräsentativen Monumentalismus tendierenden Stil öffentlicher Gebäude am Vorabend des Ersten Weltkrieges ist die durch wuchtige Säulen in Kolossalordnung gestaltete Fassade und das Sockelgeschoss in schwerer Rustika. (s. auch Gebäude der Dresdner Bank am Austusplatz von Martin Dülfer, 1910–1912). Wie beim etwa zeitgleichen Leipziger Hauptbahnhof sind die in die Säulenstellung gefügten Fenster des Ersten Obergeschosses durch Halbrund-Bekrönungen mit üppigem plastischen Schmuck überdacht, eine Form, die ebenso wie das hohe Dach über dem Mezzaningeschoss einen bedeutsamen Unterschied zum Dülferschen Neoklassizismus darstellt. Die Seitenflügel des Dreiflügelbaus sind mit flacher Lisenengliederung weniger aufwendig gestaltet. Seit 1952 und wieder ab 1990 Landratsamt. LfD/1998/2002 | 09290650 |
| Weitere Bilder                          | Ev.-Ref. Kirche (mit Ausstattung) und daran angebautes Pfarrhaus | Tröndlinring 7 (Karte)                    | 1896–1899 (Evangelische-ref. Kirche), 1969 (Orgel)                                           | sandsteinerner Kirchenbau mit Turm, im Stil der Neorenaissance, Predigerhaus im gleichen Stil, Architekt: Georg Weidenbach, baugeschichtlich, kunstgeschichtlich und ortsgeschichtlich von Bedeutung. Denkmaltext: 1894 erwarb die Leipziger Evangelische Gemeinde das Eckgrundstück zur Löhrstraße, das nach dem Abbruch des ehemals Berndtschen Hauses frei geworden war und schrieb im Folgejahr einen Wettbewerb zum Neubau einer Kirche mit anstoßendem Predigerhaus aus. Den ersten Preis unter 37 Entwürfen errangen die Leipziger Architekten Georg Weidenbach und sein Mitarbeiter Richard Tschammer. Der 1896 begonnene Bau wurde 1899 vollendet, die Kirche mit Predigerhaus im März 1900 geweiht. Der Kirchenbau akzentuiert mit dem schlanken, 67 Meter hohen Turm die Ecksituation zur Löhrstraße und wirkt somit als Dominante in der Stadtsilhouette der inneren Nordvorstadt, während sich das westlich anschließende Predigerhaus in Bauflucht, Geschoss- und Dachhöhe an das 1889 gründerzeitlich umgebaute Löhrs Haus, nun Hotel Fürstenhof, anpasste. Zum Ring hin treten beide mit hohen Stufengiebeln und der malerische unregelmäßigen Sandsteinverblendung als zusammengehörende Teile eines Gruppenbaus in Erscheinung. Drei Renaissanceportale, das größte und prächtigste am Kirchenbau, erschließen die Bauten vom Ring aus. Vor allem an dieser repräsentativen Straßenfassade tritt der an der deutschen Renaissance orientierte historistische Baustil am deutlichsten zu Tage. Der flach gedeckte quadratische Kirchenraum selbst, über eine breite Vorhalle betretbar, erscheint als Zentralbau durch die beiden gewölbten polygonalen Seitenkapellen, die ihn in ganzer Breite erweitern. Am 4. Dezember 1943 wurde die Kirche mit ihrer gesamten Ausstattung durch Brandbomben fast gänzlich zerstört. Beim Wiederaufbau 1946–1950 verzichtete man auf die Überkuppelung des Seitentürmchens links neben dem Giebel und den kleinen Turmaufbau auf dem zentralen Pyramidendach. Der Innenraum wurde vereinfacht wiederhergestellt und 1957–1959 mit Stahlbetonemporen in den Seitenpolygonen versehen. LfD/1998/2002 | 09290651 |
| Weitere Bilder                          | Hotel (mit Ausstattung) in geschlossener Bebauung | Tröndlinring 8 (Karte)                    | 1911–1913, im Kern älter (Hotel), 1865 (Saal)                                                | Putzbau im Reformstil der Zeit um 1910, im Kern wesentlich älter, ehemaliges Löhrsches Palais von 1777, im Innern mit einzigartigem Serpentinsaal von 1865, verbunden mit Löhrstraße 1 (siehe dort), Seltenheitswert, Geschichts- und Dokumentationswert, architekturhistorisch und städtebaulich bedeutsam. Denkmaltext: Hotel Fürstenhof Kempinski Ehemaliges „Löhrsches Palais“, als Gartenhaus für den Kaufmann und Bankier Eberhard Löhr erbaut, der ab 1771 durch den Stadtbaudirektor Johann Carl Friedrich Dauthe einen Garten vor dem Halleschen Pförtchen bis zur Parthe hatte anlegen lassen, der in seinem östlichen Teil als landschaftliche Anlage mit Baumgruppen und geschwungenen Wegen um einen Teich gestaltet war, während der westliche Teil mit einer geraden Allee, Bosketts und Wassergraben barocken Traditionen folgte. Es war der erste bürgerliche „englische“ Garten in Deutschland. Das dazugehörige Gartenhaus wurde, wohl ebenfalls nach Plänen Dauthes, 1777 errichtet. Es war ein zweigeschossiger Bau mit zwei eingeschossigen Flügeln zum Garten, die durch eine Kolonnade verbunden waren. An Vorder- und Rückseite überragte ein dreigeschossiger übergiebelter Fronton die Fassade. Wie bereits die Gartenanlage brach auch das Gartenpalais erstmals mit den Traditionen des Leipziger Barock – in Kubatur, Baudetails und sparsamem Bauschmuck war er das früheste Beispiel des sogenannten Zopfstils, der als Übergangsphase zum Klassizismus um 1800 gilt. 1822 erfolgten durch Löhrs Erben Johann Georg Keil erste Umbauten, vor allem eine Aufstockung der Seitenflügel und des Vorderhauses um ein Halbgeschoss bis in Höhe des Frontons und der Dachabschluss durch eine Balustrade vor flachem Zinkdach. Dieser äußere Zustand des Vordergebäudes blieb bis 1888 bestehen. Bei Umbauten der Innenräume hatte 1865 der Speisesaal im Ostflügel eine kostbare Ausstattung aus Zöblitzer Serpentinstein erhalten, die farbigen Wandpilaster mit Kapitellen und der mit Intarsien geschmückte Prunkkamin wurden 1911 in den Speisesaal im Erdgeschoss verlegt und um eine schlichtere Serpentinausstattung im Vorsaal ergänzt. Nach Verkauf des Löhrschen Hauses an den Hotelier Franz Voigtsberger begannen 1888 mit dem Umbau zum Hotel nach Plänen des Architekten Franz Hannemann tiefgreifende Veränderungen: es entstand ein viergeschossiger Bau mit historistischer Fassadengliederung, ausgebautem Mansarddach und einer vorgesetzten rustizierten Säulenreihe im Erdgeschoss. Ein erneuter innerer und äußerer Umbau des nunmehrigen Hotels „Fürstenhof“ 1912 (Architekt Hermann Günther) veränderte das äußere Bild im Sinne des zum Monumentalen tendierenden Stils der Zeit vor dem Ersten Weltkrieg, wovon architektonische Details wie die Fenster mit halbplastischen kannelierten Pfeilern und Zinkbedachung, gedrungene Balkonkörbchen, sowie die Bauplastik im Tonnengiebel künden. Nach 1945 als Hotel „International“ weitergeführt, mit der Schließung 1991 der Jürgen-Schneider-Konkursmasse anheimgefallen, wurde es nach weiteren Innenumbauten 1996 als „Fürstenhof-Kempinski“ wiedereröffnet. (Abbildungen.: „Plan des Lehrischen Gartens“, um 1777, StgM, Kopie LfD, Gartenseite von Löhrs Palais, um 1800, StgM, Löhrs Haus vor dem Umbau, um 1888, H. Walter-Foto, StgM, Fassade des Voigtsberger-Umbaus,1888, Bauzeichnung Bauarchiv, Kopie, Fürstenhof, Foto v. 1889 u. Grundriss: Kopie aus „Lpz. u. s. Bauten“, Serpentinsaal-Detail, E.M. Hoyer.) LfD/1998/2002                                                                                        | 09290652 |
| Weitere Bilder                          | Kopfbau eines ehemaligen Messehauses | Tröndlinring 9 (Karte)                    | 1924–1926 (Messehaus)                                                                        | ehemals durchgängiges Messegebäude bis Humboldtstraße 14 (siehe dort), monumental gegliederte Putzfassade mit sparsamer Art-Déco-Gestaltung, errichtet als größtes Textilmessehaus Europas, baugeschichtlich, städtebaulich und ortsgeschichtlich von Bedeutung. Denkmaltext: Zurückgesetzt neben dem Löhrschen Palais stand bis zu seinem Abbruch 1924 das Baumgartensche Haus, ein seit 1823 mehrfach erweitertes ursprüngliches Gartenpalais, das zu dem großen Garten neben dem Löhrschen Park gehörte. Nach dem Tode der letzten Besitzer, den Verlegern Alphons Dürr und Carl Geibel, erwarb es 1921 die Ringmessehaus AG und reichte ein Vorprojekt für den Bau eines Messehauses ein. Die Pläne für den umfangreichen Bau, die neben dem Hauptgebäude am Ring einen Verbindungstrakt bis zu dem dazugehörigen hinteren Ausstellungsgebäude Humboldtstraße 14 vorsahen, schuf der Architekt Gustav Pflaume. Erst 1924 erfolgte die Baugenehmigung und der Abbruch des Baumgartenschen Hauses, im August 1926 die Genehmigung zur Ingebrauchnahme des Ringmessehauses, dem damals größten Textilmessehaus in Europa, mit dem lang gestreckten Verbindungsbau zu Humboldtstraße 14. Nach Kriegsbeschädigung ist das Hauptgebäude 1946–1948 vereinfacht wiederaufgebaut worden (der Trakt Humboldtstraße 14 zwischen 1954 und 1955). Von der einstigen art déco – Fassade zeugen nur noch die vier mit charakteristischem Dekor bedeckten Pfeiler vor dem Haupteingang, jedoch blieb die farbige Keramikausstattung in Vestibül und Treppenhaus erhalten. LfD/1998/2002 | 09292786 |
|                                         | Einfriedung eines Wohnhausgrundstückes | Trufanowstraße 1 (Karte)                  | 1912 (Einfriedung)                                                                           | im Stil der Erbauungszeit des Wohnhauses (dieses durch Umbauten verändert), baugeschichtlich von Bedeutung. Denkmaltext: Die von Otto Paul Burghardt für den Fabrikanten Georg Wapler 1912 erbaute Villa, als abschließender Kopfbau der Reihe von Einfamilienhäusern von städtebaulicher Bedeutung, ist durch Kriegsbeschädigungen und Umbauten 1954 stark verändert worden. Denkmalwert besitzt jedoch die erhaltene Einfriedung. Der Eisenzaun zwischen ornamentierten Betonpfeilern entspricht in seiner klaren Form mit dem sparsamen und akzentuierten Einsatz von Dekor dem Stil der Erbauungszeit. LfD/1998/2002 | 09291336 |
|                                         | Wohnhaus in geschlossener Bebauung, mit Vorgarten | Trufanowstraße 3 (Karte)                  | 1904–1905 (Wohnhaus)                                                                         | reduzierte Putzfassade mit überhöhtem Standerker, Teil einer Einfamilienhauszeile, baugeschichtlich und städtebaulich von Bedeutung. Denkmaltext: Der an der Gohliser Straße gelegene ehemalige Exerzierplatz wurde in den Bebauungsplan Nummer 8 des Gesamtplanes, Leipzig-Altstadt – Äußere Nordvorstadt, vom Jahr 1902 aufgenommen, in Parzellen zergliedert und verkauft. Kaufmann Wilhelm Brümmer erwarb das Grundstück 1904 und stellte umgehend einen Bauantrag zur Errichtung eines Einfamilienwohnhauses in geschlossener Reihe. Architekt Otto Peter übernahm Planung und Umsetzung, Antragstellungen in Vollmacht und die Erstellung der statischen Berechnungen, unterstützt wurde er von seinem Mitarbeiter G. Stauch. Fünf Wochen vor Beantragung der abschließenden baubehördlichen Prüfung wird ein Besitzübergang des Grundstücks an den Kaufmann Karl Louis Dittmar vermerkt. In den Jahren 1937–1939 kam eine Garage im Kellergeschoss zur Einrichtung, wurden eine neue Einfriedung gestellt und die Putzfassade geglättet, wofür Walter Böhne und Gustav Berger als Inhaber des Baugeschäftes Willy von Zimmermann Nachf. zeichneten. Für Alfred Dittmar kamen „Betonsäulen mit scharierten Kalkstein-Vorsatzbeton, desgl. die Sockel-Zwischenstücke, und die Einfriedung selbst nebst Eingangstür, Garagentor und Pforte von gehobeltem Kiefernholz“ zur Ausführung (nicht erhalten). Das Reihenhaus besitzt eine Putzfassade, geprägt von einem Standerker und Zwerchhaus mit geschweiftem Giebelabschluss. Auch die Betonstein-Haustürrahmung ist wie die Fassade einheitlich übertüncht, die ehemalige Sockelgliederung beseitigt. Eingenehmigt kamen Fenster und eine der eleganten Architektur des Hauses widersprechende Hauseingangstür aus Kunststoff zum Einbau. LfD/2015, 2017 | 09291335 |
|                                         | Wohnhaus in geschlossener Bebauung, mit Einfriedung und Vorgarten | Trufanowstraße 5 (Karte)                  | 1903 (Wohnhaus)                                                                              | malerisch gestaltete Putzfassade mit Fachwerkvorbau, im Stil des Späthistorismus, Teil einer Einfamilienhauszeile, baugeschichtlich und städtebaulich von Bedeutung. Denkmaltext: Otto Peter, der im Juli 1903 die Parzelle erworben hatte, schuf diesen Bau als ersten in der geplanten Reihe von Einfamilienhäusern. Er gab damit den Auftakt für eine betont malerische Fassadengestaltung mit unterschiedlichen Materialien wie Fachwerk, Werkstein, Riefelputz und geometrischen Friesen. LfD/1998/2002 | 09291337 |
|                                         | Wohnhaus in geschlossener Bebauung, mit Einfriedung und Vorgarten | Trufanowstraße 7 (Karte)                  | 1904 (Wohnhaus)                                                                              | zeittypische Putzfassade, bleiverglaste Treppenhausfenster, Teil einer Einfamilienhauszeile, baugeschichtlich und städtebaulich von Bedeutung. Denkmaltext: Die von Otto Peter entworfenen Pläne für Professor Dr. Kollmann entstanden im Mai 1904, Ähnlich wie bei Nummer 5 ist die Eingangsgestaltung mit „Wappenstein“, ursprünglich besaß auch der Erker ein übergiebeltes Fachwerk-Obergeschoss, das 1949 beim Neuverputz der Fassade einem nüchternen Dachausbau weichen musste. LfD/1998/2002 | 09291338 |
|                                         | Villa mit Einfriedung und Vorgarten | Trufanowstraße 8 (Karte)                  | 1905 (Villa)                                                                                 | repräsentative Putz-Sandstein-Fassade mit Eckerker, im neobarocken Stil, Architekt: Otto Riehl, benannt nach dem Fabrikanten und Kaufmann Max Wendland, baugeschichtlich und ortsgeschichtlich von Bedeutung. Denkmaltext: 1905 schuf Otto Riehl die Pläne für die „herrschaftliche“ Villa des Fabrikanten M.F. Wendland. Der Rechteckbau ist durch polygonale Vorbauten zur Straße und einen Eckerker gegliedert. Eine aufs Malerisch-Bewegte abzielende Gestaltung äußert sich in der unregelmäßig über Gebäudekanten, Sockelzone und Erker geführten Bossenquaderung, die sich auch über Eingang und Fenster an den Giebelseiten zieht. Auch das hohe, abgewalmte Mansarddach ist durch einen großen Giebel zur Straßenseite, dem verschieferten Türmchen über dem Eckerker und weitere Dachausbauten stark untergliedert. Der Eingang an der Ostseite führte zu einer zentralen Diele, zweigeschossig mit umlaufender Galerie. Zu Straße hin lagen Herrenzimmer, Wohnzimmer und Salon, zum Garten hin das Speisezimmer. 1933 erfolgte die Unterteilung in drei Etagenwohnungen. Erhalten ist die eiserne Einfriedung in Jugendstilformen. LfD/1998/2002 | 09291339 |
| Weitere Bilder                          | Wohnhaus in geschlossener Bebauung, mit Einfriedung und Vorgarten | Trufanowstraße 9 (Karte)                  | 1904 (Wohnhaus)                                                                              | repräsentative Sandsteinfassade mit Fachwerkaufbau, bewegte Dachlandschaft, Marmor und Stuck im Eingangsbereich, Teil einer Einfamilienhauszeile, baugeschichtlich und städtebaulich von Bedeutung. Denkmaltext: Das einzige Haus in der Reihe, dessen Pläne nicht von Otto Peter stammen. Sie wurden im März 1904 von Ernst Arthur Hänsch für den Kaufmann Hermann Vogler entworfen. Noch anspruchsvoller im Material: das ganz mit Fachwerk versehene Obergeschoss ruht auf einem Sandsteinsockel, und ist im Gegensatz zu den Nachbarhäusern mit dem für Hänsch typischen prächtigen Portalschmuck versehen. So fügt es sich in den malerisch abwechslungsreichen Reihencharakter ein, wobei auch die Dachlandschaft durch die unterschiedlichen Ausbauten noch bewegter gestaltet ist. LfD/1998/2002 | 09291340 |
| Weitere Bilder                          | Mietvilla mit Einfriedung und Vorgarten | Trufanowstraße 10 (Karte)                 | 1905 (Mietvilla)                                                                             | zeittypische Putzfassade mit Porphytuffgliederung, bleiverglaste Treppenhausfenster, stilistisch zwischen Neobarock und Reformstil, Architekt: Alfred Müller, benannt nach dem ersten Besitzer, dem Hotelbesitzer und Weinhändler Felix Winckler, baugeschichtlich von Bedeutung. Denkmaltext: Die Eckparzelle zur Döllnitzer Straße (Lumumbastraße) wurde im Juni 1905 an den Hotelbesitzer Felix Camillo Winckler aus Oetzsch verkauft, die Pläne für die Villa stammen von Alfred Müller. Der Bau enthielt von Anfang an Etagenwohnungen, die um eine zentrale Rechteckdiele angeordnet waren. Fast jeder der Repräsentationsräume war im Außenbau durch einen polygonalen oder halbrunden Vorbau erkennbar, die auch in der Dachzone, vor allem im konkav gewölbten unteren Mansarddach durch verschiedene Dachaufbauten fortgesetzt wurden. Fassade und Dach erscheinen daher stark bewegt, auf Bauschmuck wird jedoch, bis auf den monumentalen Rundbogeneingang und die Rocaille im geschwungenen Giebel an der Döllnitzer Straße weitgehend verzichtet. Die Umfriedung ist zum Teil massiv mit ovalen Durchbrüchen und hohen vasenbekrönten Torpfosten. LfD/1998/2002 | 09291341 |
|                                         | Mietshaus in offener Bebauung und in Ecklage, mit Einfriedung und Vorgarten | Trufanowstraße 12 (Karte)                 | 1911–1912 (Mietshaus)                                                                        | Putzfassade, teilweise bleiverglaste Treppenhausfenster, Reformstil-Architektur, baugeschichtlich von Bedeutung. Denkmaltext: Mit dem 1912 für Schlossermeister Konstantin Körner nach Plänen von Architekt Georg Wommer erbauten Mehrfamilienhaus mit Etagenwohnungen beginnt die dreigeschossige Bebauung der Südseite. Der wuchtige Baukörper mit dem hohen abgewalmten Mansarddach zeigt die für die Bauzeit charakteristischen Rechteckformen: die nach beiden Straßenseiten übergiebelten Erker besitzt kargen Rhombendekor, ein Fenstererker im zweiten Obergeschoss die typischen dichtstrukturierten Lisenen. Ein wichtiges Gestaltungselement sind die im Oberteil mit kleinteiliger Sprossung versehenen Fenster, die auch noch an der durch Rechteckgliederung gestalteten Südveranda erhalten sind. Der Garten war von einer schlichten Holzeinfriedung umgeben. LfD/1998/2002 | 09291342 |
|                                         | Mietshaus in halboffener Bebauung, mit Einfriedung und Vorgarten | Trufanowstraße 14 (Karte)                 | 1911–1912 (Mietshaus)                                                                        | zeittypische Putzfassade, Reformstilbau mit wissenschaftlich-dokumentarischer Wertigkeit, baugeschichtlich von Bedeutung. Denkmaltext: Im September 1911 wurde das Grundstück auf dem ehemaligen Gohliser Exerzierplatz an den Leipziger Fabrikbesitzer Alfred Emil Anspach verkauft, der den Architekten Heinrich Rust für Entwurf, Bauleitung und die statischen Berechnungen gewinnen konnte. Die Gebrüder Anspach & Co. betrieben in der Berliner Straße 81 eine Zuckerraffinerie. Innerhalb von zwölf Monaten entstand bis Oktober 1912 ein dreigeschossiges Vorderwohngebäude als Teil eines geplanten Doppelhauses unter der Leitung von Oswald Mühlner. Eine gesondert geforderte Erklärung sollte die Errichtung „nach einem einheitlichen Plan“ gewährleisten. Der beinahe schmucklose Reformstilbau mit Edelputzfassade über Sandsteinquadersockel entstand „quartiertypisch“ hinter Vorgarten und Einfriedung etwas zurück gesetzt. Ein Standerker mit drei gegossenen Reliefs (Kinderdarstellungen) und angrenzende Balkons prägen nebst einem größeren Zwerchhaus die zur Straße zeigende Fassade, der als Portal gestaltete Eingang mit Vordach liegt seitlich. Im Kellergeschoss befanden sich ehemals zwei über den Hof erreichbare Garagen, pro Etage war nur eine Wohnung konzipiert. Jeweils sechs Zimmer, Küche mit Austritt, Speisezimmer, Schrank- und Mädchenkammer gewährten neben Bad und Balkon ein standesgemäßes Logieren. Innen erhalten das schlichte und dennoch repräsentative Treppenhaus mir rekonstruierter Farbfassung, Stuckdecken sowie sämtliche Türen, u. a. auch Doppel-Schiebetüren. Letzte Sanierung 2009–2010 durch die Licon Concept GmbH, neue historisierende Einfriedung. LfD/2010 | 08967703 |
|                                         | Wohnhaus in geschlossener Bebauung, mit Einfriedung | Trufanowstraße 17 (Karte)                 | 1905 (Wohnhaus)                                                                              | schlichte Putzfassade mit Loggia, bemerkenswert ruhige Fassadengestaltung, Teil einer Einfamilienhauszeile, baugeschichtlich und städtebaulich von Bedeutung. Denkmaltext: Nach Unterbrechung durch eine Bombenlücke setzt sich die ursprünglich geschlossene Einfamilienhausreihe mit Nummer 17 fort, für die der Berliner Regierungsbaumeister Wilhelm Loebell 1905 als Bauherr und Planautor zeichnete. Seine Fassadengestaltung zeigt eine für Leipziger Bauten dieser Zeit untypische Großzügigkeit: Nur wenige große, akzentuiert eingesetzte Öffnungen gliedern die bis auf den Rustikasockel und den Brüstungsansatz glatte Fläche. Auch die Dachlandschaft ist ruhig gestaltet. Das hohe Treppenhausfenster beleuchtet die hier befindliche große Diele mit umlaufender Treppe. LfD/1998/2002 | 09291343 |
|                                         | Mietvilla mit Einfriedung, Pforte und Garten | Trufanowstraße 18 (Karte)                 | 1923 (Mietvilla)                                                                             | stattliche Putzfassade mit Pilastergliederung, Marmor im Eingangsbereich, im traditionalistischen Stil der Zeit, Anklänge an Neobarock und Neoklassizismus, Architekt: Otto Paul Burghardt, baugeschichtlich von Bedeutung. Denkmaltext: Otto Paul Burghardt schuf 1923 die Pläne für das Zweifamilienhaus im Auftrag von Max Wydra und H. B. Gottfried. Die Hauptfassade mit dem breiten, durch einen Balkon im ersten Obergeschoss abgeschlossenen Erker verwendet noch einige konventionelle Motive wie die Lisenen mit Kapitellabschluss, die beide Geschosse zusammenfassen und auch den mit Spundierung abgesetzten hohen Gebäudesockel. Die Halbrunderker an den Gebäudeecken leiten zu den schlichteren Giebelseiten über. Auch hier sind die Fenster des Erdgeschosses durch Blendbögen überfangen. Der Eingang an der Rückseite führt über das Treppenhaus zu einer Wohnung mit querrechteckiger Diele im Obergeschoss, um die sich die Räume einer großen Wohnung gruppieren. Im Erdgeschoss lagen zwei Wohnungen mit Rechteckdielen und zwei Erkerzimmern, das Dachgeschoss enthielt die Hausmannswohnung (die nur mit Zustimmung des Wohnungsamtes vergeben werden durfte).Im Sockel waren zwei Garagen angelegt. 1953 wurde auch die Wohnung im Obergeschoss geteilt. LfD/1998/2002 | 09291344 |
|                                         | Wohnhaus in geschlossener Bebauung, mit Einfriedung und Vorgarten | Trufanowstraße 19 (Karte)                 | 1903 (Wohnhaus)                                                                              | Putzfassade mit Ziegelsockel, Balkon und Fachwerkelementen, Jugendstildekor, Teil einer Einfamilienhauszeile, baugeschichtlich und städtebaulich von Bedeutung. Denkmaltext: Im Juli 1903 entwarf der Architekt Paul Klotzsch die Pläne für den Privatmann Bernhard Schädel. Im Rankenwerk über dem Eingang, dem abgeflacht ovalen Dachfenster und der Einfriedung zeigen sich Jugendstilformen. Auch die Materialkontraste zwischen Ziegelsockel und Putzfassade und die Verwendung von Holz in Balkon und Erkerobergeschoss sind Charakteristika dieser Stilrichtung, die jedoch entsprechend der kleinen Fassadenfläche äußerst sparsam eingesetzt sind. LfD/1998/2002 | 09291345 |
|                                         | Wohnhaus in geschlossener Bebauung, mit Einfriedung und Vorgarten sowie Wandbrunnen im Vorgarten | Trufanowstraße 21 (Karte)                 | 1904 (Wohnhaus)                                                                              | zeittypische Putzfassade, Reformstil-Architektur, Teil einer Einfamilienhauszeile, baugeschichtlich und städtebaulich von Bedeutung. Denkmaltext: Im Februar 1904 legte der Architekt Bruno Busch als Bauherr die Pläne für sein Einfamilienhaus vor. Die Fassade ist deutlich in den Eingangsbereich mit dem stufig angelegten Treppenhausfenster, hinter dem sich die geschossübergreifende Diele befand und den durch einen Mittelerker und hohen Dachgiebel gekennzeichneten Wohnbereich geteilt. Auch sie zeigt Jugendstilelemente im Schmuck an Eingang, Giebel und Sohlbankfeldern ebenso wie in dem Gegenübersetzen von Rieselputz und glatten Fensterfaschen. In der Einfriedung neben dem Eingang befindet sich ein steinerner Wandbrunnen. LfD/1998/2002 | 09291346 |
|                                         | Wohnhaus in halboffener Bebauung und in Ecklage, mit Einfriedung und Vorgarten | Trufanowstraße 23 (Karte)                 | 1907 (Wohnhaus)                                                                              | Putzfassade, markanter Eckturm, bleiverglaste Treppenhausfenster, Reformstil-Architektur, Teil einer Einfamilienhauszeile, baugeschichtlich und städtebaulich von Bedeutung. Denkmaltext: Die Eckparzelle zur damaligen Döllnitzer Straße (Lumumbastraße) wurde im November 1906 an den Verlagsbuchhändler Kurt Hauschild verkauft. Die Pläne für den Kopfbau, der mit seiner wesentlich größeren Grundfläche Raum für eine komfortable Villa bot, schuf Bruno Busch. Während sich der an die benachbarte Häuserfront anstoßende Hausteil im Wesentlichen in die bestehende Reihe fügt, springt der Ecktrakt weit vor und wird durch einen massigen Turmaufbau überhöht. Auch der weiter in die Döllnitzer Straße hineinreichende Trakt ist mit einem bis ins Dach reichenden polygonalen Vorbau erweitert. Gestalterische Akzente setzen der monumentale, mit Reliefs geschmückte und von einem halbrund vorspringenden Treppenhausfenster überragte Eingang in der Außenachse und der turmartige Ecktrakt mit Wappenschild, figürlicher Fensterbekrönung und von stufenartigen Konsolen eingefassten Fensterbildungen an der Ostseite. Das Sockelgeschoss enthielt neben dem Haupteingang einen niedrigen Eingang, der zu Küche und Wirtschaftsräumen an der Nordseite führte. Von der breiten, geschossübergreifenden Diele gingen östlich und südlich die Repräsentationsräume aus, im zweiten Geschoss befanden sich Schlaf- und Kinderzimmer, im Dachgeschoss Gäste- und Mädchenzimmer. Die Wohnung wurde 1934 und 1939 geteilt, 1927 wurde im Sockelgeschoss eine Garage eingebaut. Anders als bei den Nachbarhäusern ist der Vorgarten mit durchgitterter Mauereinfassung versehen und umfasst einen massiven Eckpavillon. LfD/1998/2002 | 09291347 |
|                                         | Mietvilla mit Einfriedung und Vorgarten | Trufanowstraße 24 (Karte)                 | 1924 (Mietvilla)                                                                             | Putzfassade mit Balkon, originale Inneneinrichtung, im Art-Déco-Stil, baugeschichtlich von Bedeutung. Denkmaltext: Das Eckgrundstück zur Richterstraße erwarb 1923 der jüdische Kaufmann Mathus (Max) Eitingon, die Pläne entwarf der Architekt Gustav Pflaume im August 1924. Der geradlinige Rechteckbau zeigt in Gesamthaltung und Details moderate art-deco-Formen, erkennbar vor allem an den spitzen Fensterverdachungen, Dachfenstern und der durchbrochenen Balkonbrüstung. Ein Gurtgesims teilt in Höhe des Goldenen Schnitts den Baukörper, der untere Teil ist durch gequaderte Lisenen vertikal betont. Der Gebäudeumriß ist geradlinig, nur ein flach gerundeter Erker zeigt im Außenbau die ovale Form des Speisezimmers an und ein Vorbau mit anstoßendem Balkon an der Südseite erweitert das dahinter liegende Wohnzimmer. Die beiden Etagenwohnungen waren durch eine zentrale Diele zugänglich. Das Dachgeschoss musste entsprechend der wohnungspolitischen Bedingungen, die zu dieser Zeit an den Bau von Privathäusern geknüpft waren, an einen Wohnberechtigten zum Mietpreis von 1914 vergeben werden. 1941 nach „Arisierung“ Verkauf an einen Fabrikanten. LfD/1998/2002 | 09291348 |
|                                         | Villa mit Vorgarten und Einfriedung | Trufanowstraße 25 (Karte)                 | 1911–1912 (Villa)                                                                            | zeittypische Putzfassade, im Reformstil der Zeit um 1910, benannt nach dem Kommerzienrat und Rechtsanwalt Julius Favreau, Direktor der Allgemeinen Deutschen Credit-Anstalt, baugeschichtlich und ortsgeschichtlich von Bedeutung. Denkmaltext: Die Parzelle an der Nordostecke der Döllnitzer Straße (heute Lumumbastraße) kaufte 1909 der Kommerzienrat Rechtsanwalt Julius Favreau, die Pläne für die Villa schuf Max Pommer. Der klar gegliederte Baukörper ist durch ein kräftiges Gurtgesims unterteilt, das Erdgeschoss darunter war ursprünglich durch Rauputz abgehoben. Die Front zur Trufanowstraße wird durch einen vierachsigen Halbrunderker mit Balkonabschluss zentriert, darüber ein Giebel, dessen Umriss dem im unteren Teil konkav eingezogenen Mansarddach entspricht. Zur Döllnitzer Straße leitet ein polygonaler Eckvorbau mit entsprechendem Dachaufbau über. Hier, wie auch am Halbrunderker sind die Pfosten zwischen den Fenstern als plastisch wirkende Pilaster ausgebildet. Die Antragsarbeiten am Erker, in der Eckvorlage und im Giebel sowie die Gestaltung des Eingangs greifen Elemente des damals beliebten Louis-Seize-Stils auf. Auf der Zeichnung des Architekten waren die leeren Flächen neben dem Eingang und links vom Erker mit Spalieren ausgefüllt. Der Eingang an der Ostseite führte zur großen Diele, an der Döllnitzer Straße lagen Herrenzimmer und Speisezimmer, während sich der Salon hinter dem Halbrunderker befand. Ein Nebeneingang führte zu den Wirtschaftsräumen an der Nordseite. Nach 1945 war das Gebäude Sitz der sowjetischen Kommandantur, heute befindet sich hier das Generalkonsulat der Republik Polen. LfD/1998/2002 | 09291349 |
|                                         | Doppelmietshaus in offener Bebauung, mit Vorgarten und Einfriedung | Trufanowstraße 27; 29 (Karte)             | 1908–1909 (Doppelmietshaus)                                                                  | Putzfassade, teilweise bleiverglaste Treppenhausfenster, Reformstil-Architektur, baugeschichtlich von Bedeutung. Denkmaltext: Nach Plänen des Architekten Georg Wommer ließen Schlossermeister Konstantin Körner und Baumeister Karl Noack 1908/1909 ein Doppelmietshaus erbauen. Der große dreigeschossige Bau mit je einem Standerker und ausgebautem Dachgeschoss erhält durch die Putznutung in Erdgeschoss, Gebäudekanten und Erkern eine Binnengliederung, die seine Massigkeit mildert. Die Eingänge an den Giebelseiten führten zu Sechs-Zimmer-Etagenwohnungen mit zentraler quadratischer Diele. 1937 Wohnungsteilung. LfD/1998/2002 | 09291350 |
|                                         | Mietshaus in halboffener Bebauung und in Ecklage, mit Vorgarten und Einfriedung | Trufanowstraße 31 (Karte)                 | 1911 (Mietshaus)                                                                             | Putzfassade mit Erker und Balkons, Marmor und Stuck im Eingangsbereich, Reformstil-Architektur, baugeschichtlich von Bedeutung. Denkmaltext: Die Eckparzelle zur Gohliser Straße kauften im April 1911 die Baumeister August Otto und Gustav Heyne, die Baupläne stammen von der Firma Gebr. Heyne. Der mächtige viergeschossige Bau wird durch zahlreiche Vorbauten, Balkone und die dazugehörigen Dachaufbauten stark untergliedert. Zusätzlich sorgt die feinteilige Fassadenbehandlung mit Putznutung, floralen Antragsarbeiten und Friesen für eine weitgehende Auflockerung des massigen Baukörpers. Die hinter einem Vorgarten zurückgesetzte Front zur Trufanowstraße ist zudem durch Loggien neben dem Eingang etwas geöffnet. Das Mietshaus enthielt zwei Wohnungen pro Etage. LfD/1998/2002 | 09291352 |
|                                         | Mietshaus in offener Bebauung, mit Vorgarten und Einfriedung | Trufanowstraße 33 (Karte)                 | 1911 (Mietshaus)                                                                             | Putzfassade, Reformstil-Architektur, baugeschichtlich von Bedeutung. Denkmaltext: Die Baumeister Carl und Alfred Noack, die im April 1911 die Parzelle erworben hatten, ließen das dreigeschossige freistehende Mietshaus nach Plänen des Architekten Walter Heßling erbauen. Die Straßenfassade wird dominiert vom Erker, der mit den zeittypischen, wulstartigen Kollossalpilastern einen starken Vertikalakzent setzt. Ein ähnlich dicht strukturierter Ornamentfries schließt die Fassade unter dem hohen Dachaufbau ab. Betont schmucklos und mit breiten Fenstern großzügig gehalten sind dagegen die Rücklagen, während ein eingeschossiger polygonaler Eckvorbau wiederum mit Putzquaderung und Baudekor zur Giebelseite mit dem Eingang überleitet. Das Haus enthielt Sieben-Zimmer-Etagenwohnungen. Nach der Fertigstellung 1914 kaufte es Prof. Hermann Tillmanns, Direktor der Chirurgischen Klinik. 1933 wurden die Wohnungen geteilt. LfD/2002 | 09291353 |
|                                         | Mietshaus in offener Bebauung, mit Vorgarten und Einfriedung | Trufanowstraße 35 (Karte)                 | 1911–1913 (Mietshaus)                                                                        | Putzfassade, Marmor und Stuck im Eingangsbereich, Reformstil-Architektur, baugeschichtlich von Bedeutung. Denkmaltext: Auch das Nachbarhaus ist 1911 im Auftrag von Carl und Alfred Noack von Walter Heßling entworfen und 1913 vollendet worden. Die langgestreckte Fassade wird durch zwei Vorlagen, die in geschweifte Giebel übergehen, gegliedert. Dazwischen liegt der rundbogige Eingang. Nur die Vorlagen sind durch Pilaster und Baudekor geschmückt, während sich die Rücklagen nüchtern und schmucklos zeigen. Pro Etage waren zwei Wohnungen um eine breite Diele gruppiert. LfD/1998/2002 | 09291354 |
|                                         | Mietshaus in geschlossener Bebauung | Uferstraße 17 (Karte)                     | 1874 (Mietshaus)                                                                             | mit Tordurchfahrt, reduzierte Putzfassade, Stuck im Eingangsbereich, geätzte Treppenhausfenster, ortsentwicklungsgeschichtlich von Bedeutung. Denkmaltext: Bauantrag Juli 1874 von Kaufmann Bruno Hoyer. Pläne von Oscar Leithold, Maurermeister. LfD 1998/2002 | 09290655 |
|                                         | Fassade und Umfassungsmauern eines Mietshauses (Nr. 18, mit Stuckteilen in der Tordurchfahrt) in geschlossener Bebauung und Umfassungsmauern des Hofgebäudes (Nr. 18a) | Uferstraße 18; 18a (Karte)                | 1877 (Fassade Mietshaus); 1877 (Fassade Nebengebäude)                                        | | 09290656 |
|                                         | Mietshaus in geschlossener Bebauung, mit zwei Hofflügeln | Uferstraße 19 (Karte)                     | 1874 (Mietshaus)                                                                             | Vorderhaus mit Tordurchfahrt, historistische Putzfassade, geätzte Treppenhausfenster, baugeschichtlich von Bedeutung. Denkmaltext: Juli 1874 Antrag von Louis Berner auf Bau eines Vorderhauses sowie Pferdestall und Remise im Hofgebäude. In der Grundrissgestaltung des Vorderhauses ist das Bemühen um größtmögliche Raumausnutzung erkennbar: Es besitzt zwei kurze Seitenflügeln zum Hof, in denen sich jeweils Küche, Mädchenkammer, und Kinderstube befanden. Der Mitteleingang erschloss je zwei Wohnungen pro Etage. Während sich an der Straßenseite je drei große Zimmer befanden, lagen am zum Seitenflügel führenden Korridor Speisezimmer, Schlafzimmer und Bad, die durch einen Lichthof belüftet wurden. Die Fassade ist symmetrisch gegliedert durch die bekannte Hervorhebung der jeweils zwei äußeren und einer mittleren Achse, die durch Putznutung und Verdachungen hervorgehoben sind. Drei Geschossgesimse, Verdachungen und Fensterfaschen sind in zeittypischer Weise feinteilig profiliert. Die im flachen Satteldach stehenden Dachhäuser sind entsprechend der Achsenrhytmik angeordnet. LfD/1998/2002 | 09290657 |
|                                         | Mietvilla mit Garten, Einfriedung und angebauter Remise | Uferstraße 21 (Karte)                     | 1874–1876, später überformt (Mietvilla)                                                      | repräsentative historistische Putzfassade, Jugendstilprägetapete im Treppenhaus, baugeschichtlich von Bedeutung. Denkmaltext: Direkt am Partehufer auf dem Dreiecksgrundstück zwischen Pfaffendorfer- und Uferstraße an der Straßen-Nordseite liegend. Erster Bauantrag und Pläne April 1874 von Maurermeister Friedrich Ullrich, dessen Villa auf dem gleichen Grundstück an der Pfaffendorfer Straße sich bereits im Bau befand. Eine Planänderung vom Oktober 1874 zeigt den gleichen Stilwandel von üppiger Gestaltung zu einem strengeren Neorenaissance-Stil wie einige gleichzeitigen Villenentwürfe an der damaligen Zöllnerstraße belegen. Februar 1876 erneute Pläne von Friedrich Ullrich für Kaufmann Otto Meißner. Die Villa ursprünglich nur aus dem heutigen zweieinhalbgeschossigen Mitteltrakt bestehend, mit offener Veranda im Osten. Strenge Fassadengestaltung nach Vorbild datiert italienischen Renaissance: zwei flache Seitenrisalite mit gequaderten Kanten, der Eingangsrisalit mit Giebeldreieck, Akroterien, Gebälk über Triglyphenfries, darüber eine ädikulagerahmte Nische, ursprünglich mit antikisierender Frauenfigur (verloren nach 1991). 1886 Erweiterung durch stilistisch angeglichene massive Anbauten im Osten und Westen, der ursprünglich geschlossene östliche Risalit dabei durchfenstert. Die Mietvilla besaß in jeder Etage eine Wohnung, durch eine Rechteck-Diele vom seitlichen Entrée aus erschlossen. (Kopie: Aufriss v. 1876), LfD/1998/2002 | 09290659 |
|                                         | Geschäftshaus (mit zwei Hausnummern) in offener Bebauung | Wilhelm-Liebknecht-Platz 3; 4 (Karte)     | 1912–1913 (Geschäftshaus)                                                                    | zeittypische Putzfassade, im Innern Saal – ehemaliger Versteigerungsraum des Leihhauses, im Reformstil, Architekt: Stadtbaurat Otto Wilhelm Scharenberg, platzbildprägend, baugeschichtlich und ortsgeschichtlich von Bedeutung. Denkmaltext: Nachtrag 8. November 2001: Seit 1. April 2001 Wilhelm-Liebknecht-Platz 1911 legte Stadtbaurat Wilhelm Scharenberg die Pläne für den Neubau eines städtischen Leihhauses vor, das bisher im Packhausgebäude am Tröndlinring untergebracht war. Der Rohbau war im Februar 1913 vollendet. Der Grundriss des auf einer Fläche von 2.500 m² angelegten Gebäudes wurde durch die Straßengabelung bestimmt. Zum damaligen Yorkplatz ist der Haupttrakt mit dem von einem Belvedère gekrönten Dachaufbau gerichtet. Hier erscheint im segmentbogigen Giebelfeld über dem Mittelrisalit das von zwei Löwen flankierten Stadtwappen. Dieses sowie die plastischen Arbeiten am Hauptportal wurden vom Bildhauer Robert Schenker sowie den Steinmetzfirmen Pleß & Engel und Damm & Liegert ausgeführt. Im Zentrum des Gebäudes befindet sich der über Erd- und Zwischengeschoss reichende und mit Oberlicht versehene ehemalige Versteigerungsraum. Sein Eingang lag an der durch große Fenster geöffneten Hofseite. Die beiden Flügel zur damalige Yorkstraße und verlängerten Hauptzollamtsstraße enthielten die Nebentreppenhäuser und Aufzüge. Im Keller und in den Obergeschossen befanden sich die Räume für die Pfändereinlagerungen. LfD/1998/2002 | 09293021 |
|                                         | Mietshaus in ehemals geschlossener Bebauung und in Ecklage | Wilhelm-Liebknecht-Platz 6 (Karte)        | 1875–1876, später überformt (Mietshaus)                                                      | reduzierte Putzfassade, städtebaulich als Maßstab vorgebendes Gebäude gegenüber dem imposanten Städtischen Leihhaus, ortsentwicklungsgeschichtlich von Bedeutung. Denkmaltext: Ehemalige Anschriften des Hauses waren Blücherstraße 27, Yorkplatz und Hugo-Haase-Platz 6, Bauherren 1875/1876 waren Friedrich Hermann Gustav Glauche und Johann Gottfried Eduard Scharf. Die Zeichnungen tragen die Unterschrift von Zimmermeister Wilhelm Hempel. 1933 wird über Putzschäden und ein herab gefallendes Stuckteil berichtet, 1936 eine Verlegung der Außentoiletten in die Wohnungen vorgenommen und 1946 ein Antrag auf Schadenbeseitigung der wegen Sprengung der Nachbarhäuser eingedrückten Giebelwand gestellt. Ein nochmaliger Antrag auf Verankerung des Giebels sowie dessen Abputz ist vom 24. Mai 1952 datiert. In den Jahren 1961/1962 Durchführung einer komplexen Instandsetzung auf Beschluss des Rates des Stadtbezirkes Mitte. Das maßstabgebende Eckgebäude mit geglätteter Putzfassade, Sandsteinsohlbänken und -gesims sowie original erhaltener überdurchschnittlich qualitätvoller Hauseingangstür mit zwei Flügeln, Gittern und Oberlicht. Städtebaulich als Maßstab vorgebendes Gebäude gegenüber dem imposanten Städtischen Leihhaus sowie baugeschichtlich von Interesse. LfD/2012 | 09292763 |
| Weitere Bilder                          | Hotel mit Erweiterungsbau | Willy-Brandt-Platz 2 (Karte)              | 1913–1915 (Hotel)                                                                            | mehrflügelige Anlage, zeittypische Sandsteinfassade, Bleiglasfenster im Innern, Kernbau die Reformstil-Architektur der Baukünstler Lossow & Kühne, Dresden, platzbildprägend, baugeschichtlich und ortsgeschichtlich von Bedeutung | 09290493 |

## Ehemalige Kulturdenkmale
| Bild                                    | Bezeichnung     | Lage                                | Datierung             | Beschreibung | ID       |
| --------------------------------------- | --------------- | ----------------------------------- | --------------------- | --- | -------- |
| Direkt Bild zu diesem Denkmal hochladen | Mietshaus       | Balzacstraße 17 (Karte)             | 1911 (Mietshaus)      | Mietshaus in geschlossener Bebauung in Ecklage Frickestraße mit Einfriedung und Vorgarten an der Frickestraße (Putzfassade; Fußboden- und Wandfliesen und Stuck im Eingangsbereich) | 09293836 |
| Direkt Bild zu diesem Denkmal hochladen | Mietshaus       | Georg-Schumann-Straße 16 (Karte)    | 1890–1891 (Mietshaus) | Mietshaus in geschlossener Bebauung in Ecklage Mechlerstraße mit Laden und Eckladen (Putzfassade; reiche Ausstattung)                                                               | 09301726 |
| Direkt Bild zu diesem Denkmal hochladen | Doppelmietshaus | Pfaffendorfer Straße 22; 24 (Karte) | 1875 (Mietshaus)      | Doppelmietshaus in geschlossener Bebauung in Ecklage Uferstraße zusammen mit Uferstraße 20 (Putzfassade; Kopiebau 2000)                                                             | 09290235 |